# Hoàng nữ

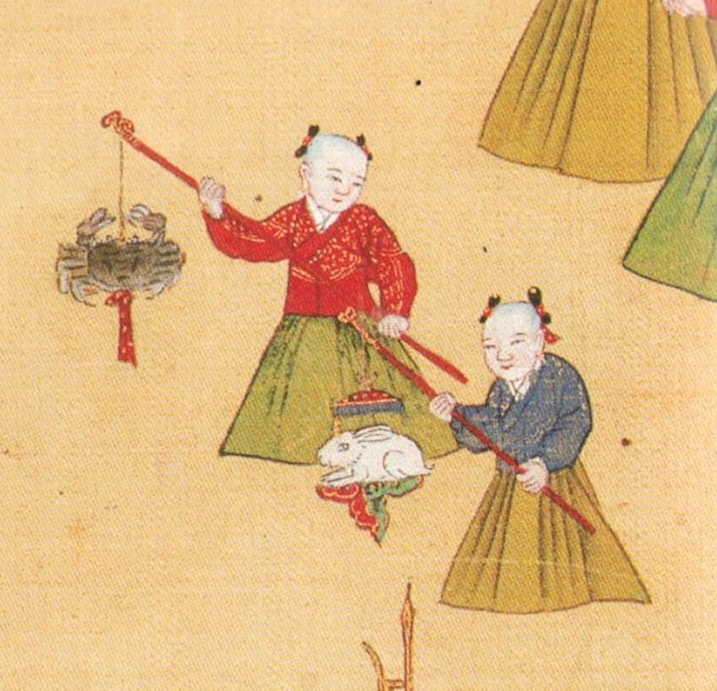
Tranh vẽ các tiểu hoàng nữ của Minh Hiến Tông.

Hoàng nữ (chữ Hán: 皇女; tiếng Anh: Imperial Princess), cũng gọi Đế nữ (帝女), là con gái do Hậu phi sinh ra của Hoàng đế các nước Đông Á đồng văn như Trung Quốc, Việt Nam, Nhật Bản và Triều Tiên. Con gái của Quốc vương hoặc Hoàng tử mang tước Vương sẽ gọi là Vương nữ (王女; Royal Princess). Chồng của Hoàng nữ được gọi là Hoàng quân.
Hoàng nữ hay Vương nữ không phải là một tước hiệu, mà chỉ là danh từ để xưng gọi của con gái Hoàng đế/Quốc vương nói chung. Do thông thường họ sẽ được phong tước hiệu là Công chúa hoặc Quận chúa, cho nên "Công chúa" cùng "Quận chúa" gần như trở thành một danh từ ám chỉ đến con gái Vua chúa, trong khi bản chất của "Công chúa" lẫn "Quận chúa" chỉ là tước hiệu. Vì lý do này mà hầu như ở ngôn ngữ hiện đại rất ít nhận thức về những danh từ "Hoàng nữ" cùng "Vương nữ", trái lại Hoàng tử vẫn được biết đến rộng rãi.

## Trung Quốc

### Thời kỳ Tiên Tần đến Lưỡng Hán
Thời Tiên Tần, con gái của thiên tử nhà Chu được gọi là Vương cơ (王姬). Con gái của chư hầu phần nhiều được gọi theo danh xưng Nữ công tử kèm theo tên thật hoặc danh hiệu, như Văn Khương, Hoài Doanh,... Từ đời nhà Hán, các vị vua bắt đầu xưng hoàng đế, do đó con gái xưng "Hoàng nữ", về mặt chữ Hán thì nó có nghĩa là "Con gái (nữ) của Hoàng đế". Ngoại trừ trường hợp Lỗ Nguyên công chúa vẫn còn nghi vấn, thì Lưu Phiêu là hoàng nữ đầu tiên được ghi nhận đầy đủ trong lịch sử. Bà được cha là Hán Văn Đế gia phong tước hiệu Trưởng công chúa, phong ấp là huyện Quán Đào, từ đây tạo thành tiền lệ hoàng nữ gia phong tước hiệu công chúa. Cũng như các hoàng tử, các hoàng nữ sẽ được chia cho đất đai để làm đất phong.
Tuy nhiên, theo quan niệm đàn ông là người nối dõi tông đường, các hoàng tử là người có trách nhiệm "Duy trì Tiểu tông" cho hoàng thất, vì vậy phụ nữ thường ít được coi trọng hơn, việc phong thưởng cho các hoàng nữ không không được coi trọng bằng. Quan điểm đó là một trong những thứ khiến địa vị hoàng nữ của các quốc gia Đông Á tương đối khác với đại đa số nhánh văn minh Châu Âu cùng Đông Nam Á, rằng "Nữ giới không có vai trò duy trì dòng dõi gia tộc". Theo ghi chép của Hậu Hán thư, hoàng nữ có địa vị cao - thường là con gái cả của hoàng hậu hoặc chị cả của hoàng đế - sẽ được gia phong tước hiệu trưởng công chúa và nghi tiết đều ngang chư hầu vương; còn tất cả hoàng nữ khác gia phong tước hiệu công chúa, địa vị chỉ ngang với các liệt hầu. Bởi vì đất phong của họ đều là huyện, nên cũng có danh xưng "Huyện công chúa". Bên cạnh hoàng nữ, thì cháu gái hoàng đế, con gái các hoàng tử Tông thân cũng thường được đề cập chung về xưng hô cùng đãi ngộ. Con gái các chư hầu vương bắt đầu từ đời Hán đã chủ trương được gọi trực tiếp theo vai vế người cha, ở đây họ là con gái của Vương cho nên được gọi là "Vương nữ" hoặc Tông thất nữ (宗室女; hay gọi gọn thành "Tông nữ"), đều cho thụ phong tước hiệu là Ông chúa. Căn cứ theo Nhan Sư Cổ chú thích trong bản in Hán thư -"Cao Đế kỷ" thời Đường, vương nữ thời Hán được gọi Ông chúa là do: "Thiên tử khi gả con không làm chủ hôn mà do Tam công chủ hôn, nên mới gọi Công chủ (chúa). Vương nữ là do cha làm chủ, nên xưng Ông chủ. Ông (翁), tức là cha vậy". Các cháu gái dòng Đích hệ, tức con gái của Hoàng thái tử, trước mắt cũng như các "Hoàng tôn" hay "Hoàng tằng tôn" là nam duệ của thái tử, đều có danh xưng Hoàng nữ tôn (皇女孫). Ngoài ra, vì để thực hiện chính sách Hòa thân mà rất nhiều Ông chúa đặc cách gia phong công chúa và gả đi làm Vương phi cho các Thiền vu hoặc Bộ vương khác, nổi tiếng có Lưu Tế Quân.
Thời nhà Tân, Vương Mãng vì muốn khác biệt đã đặt ra các danh hiệu Thất chúa (室主) hay Nhiệm (任). Sau khi Đông Hán diệt Mãng, các danh hiệu này bị bãi bỏ nên cũng bị quên lãng. Triều Đông Hán phân định tước hiệu công chúa đều phong cho các hoàng nữ lẫn tông thất nữ, trong đó lại tùy thân phận mà khác biệt. Theo Hậu Hán thư tổng kết thì ta có trình tự như sau:
- Trưởng công chúa (長公主), dành cho người tôn quý. Nghi lễ cùng Y phục các Trưởng công chúa đều ngang Chư hầu tước Vương.
- Huyện công chúa (縣公主), dành cho hoàng nữ, lấy huyện làm đất phong, lễ nghi y phục đều ngang các liệt hầu. Con trai của các hoàng nữ phong Huyện công chúa có thể tập phong liệt hầu, có thể truyền đất phong cho dòng dõi sau.
- Hương công chúa (鄉公主) và Đình công chúa (亭公主): dành cho các vương nữ, nghi lễ theo thứ tự ngang Hương hầu và Đình hầu.

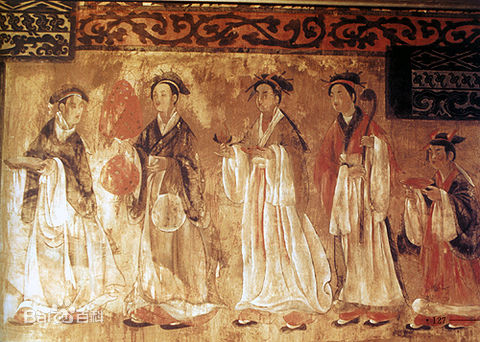
Bích họa phụ nữ tầng lớp trên trong một ngôi mộ thời Đông Hán.

Trong đó, "Trưởng công chúa dành cho người tôn quý" thường là nói đến con gái cả (Trưởng nữ; 長女) hoặc con gái cả do hoàng hậu sinh ra (Đích trưởng nữ; 嫡長女), như Quán Đào công chúa Lưu Phiêu là đích trưởng nữ của Hán Văn Đế, Vệ Trưởng công chúa là đích trưởng nữ của Vũ Đế nên đều thụ phong trưởng công chúa trong thời đại của cha mình. Lại có trường hợp của Ngạc Ấp công chúa là chị của Hán Chiêu Đế, do có vai trò nuôi dưỡng Chiêu Đế nên cũng đặc biệt được thụ phong làm trưởng công chúa. Nhìn chung, khái niệm "người tôn quý" trong các hoàng nữ đều phải có địa vị ảnh hưởng lên cá nhân hoàng đế. Các tước vị "Hương công chúa" cùng "Đình công chúa" có lẽ là những biến đổi chỉ có đời Đông Hán. Nếu đặc biệt sủng ái, sách Hậu Hán thư chỉ ra cũng có thể vượt phong, như Hán Chương Đế đã phong con gái của Đông Bình Hiến vương Lưu Thương cùng Lang Tà Hiếu vương Lưu Kinh làm huyện công chúa ngang với các hoàng nữ. Về sau, Hán An Đế cùng Hán Hoàn Đế đều là Tông thất được nhập Tự kế thừa Đại tông triều Hán, sau khi gia tôn cha mẹ làm Hoàng làm Hậu, các ông cũng nghĩ chuyện gia phong các chị em gái cho ngang hàng với các hoàng nữ để tỏ rõ vị thế, vì vậy đều phong các em gái làm trưởng công chúa. Cũng từ đây, hễ là chị em gái hoàng đế đều phong làm trưởng công chúa, các triều đại về sau cũng dần theo như vậy mà chuyển khái niệm tước hiệu trưởng công chúa dành cho chị em gái hoàng đế.
Tước hiệu và cách gọi hoàng nữ vương nữ thời Hán cũng không có quy luật nhất định. Ngoại trừ trưởng công chúa là vinh hiệu đặc thù, trước mắt có biết 3 cách thức để gọi huy hiệu của một hoàng nữ vương nữ thời Hán:
- Tên huyện ấp: thời nhà Hán có chế định lấy quận huyện thành Tiểu quốc để làm đất phong (tức là Thang mộc ấp 湯沐邑), gọi chính thức là Quốc (國)[5][6]. Đây không chỉ là tiêu chuẩn dành cho hoàng tử vương mà còn là hoàng nữ công chúa cùng các quý tộc được phong hàng liệt hầu, chỉ là quy mô bất đồng. Trưởng công chúa Lưu Phiêu được ban thực ấp là huyện Quán Đào, nên gọi "Quán Đào công chúa".
- Lấy tên tước của chồng: việc này chủ yếu thấy vào thời Tây Hán, cụ thể là Bình Dương công chúa - chị của Vũ Đế và là vợ kế của Vệ Thanh. Trước khi kết hôn, bà có phong hiệu "Dương Tín công chúa", lấy huyện Dương Tín làm thực ấp. Sau khi gả cho Tào Thọ, bà được đổi gọi thành "Bình Dương công chúa" (平陽公主), bởi vì Tào Thọ được tập tước Bình Dương hầu.
- Lấy họ của mẹ: cách thức này được chứng minh qua "Nhị niên luật lệnh" cùng trường hợp của Quán Đào công chúa Lưu Phiêu. Theo như Luật lệnh, mục "Trật luật" có đề cập: "Lý công chúa, Thân Đồ công chúa, Vinh công chúa, Phó (công) chúa gia thừa trật các Tam bạch thạch"[chú thích 5]. Khi phát hiện tài liệu này, nhận thức công chúa được gọi theo họ mẹ vẫn chưa được hình thành, có tranh luận các vị ấy là người họ khác được phong công chúa mà thôi, thế nhưng trường hợp của Lưu Phiêu lại củng cố cho khái niệm phong hiệu theo họ mẹ này. Trong cả Sử ký lẫn Hán thư, Lưu Phiêu hay được gọi bằng danh xưng "Trưởng công chúa", nhưng phần Liệt truyện về Đông Phương Sóc đã chỉ ra Quán Đào từng được biết đến là "Đậu thái chúa" (竇太主) dưới thời cháu trai Hán Vũ Đế, điều này cộng thêm thông tin của "Luật lệnh", càng chứng minh vào thời Hán việc dùng họ mẹ để gọi các hoàng nữ rất phổ biến và như một thói quen. Trường hợp này áp dụng cho cả các vương nữ, như sách Thông điển thời Đường có bàn: "Các vương nữ đời Hán cũng được xưng gọi là Ông chúa, Hán thư gọi chị của Tề Lệ vương là Kỷ ông chúa, đây là do bà ông chúa được Kỷ thị sinh, nên lấy làm hiệu"[7].

Mặc dù không có trách nhiệm phân hệ cho hoàng gia nên hoàng gia không cần thiết trí quá nhiều tài sản riêng của hoàng nữ, thế nhưng các hoàng nữ hoặc vương nữ khi gia phong tước hiệu "công chúa" cũng đều có đất phong theo quy chuẩn, có phủ đệ và quan viên trực thuộc y hệt các hoàng tử thụ phong chư hầu vương, chỉ là quy mô nhỏ hơn rất nhiều. Từ đời Đông Hán, mỗi phủ đệ của các hoàng nữ vương nữ tước công chúa đều có quan viên Chưởng quản gọi là "Gia lệnh" trật 600 thạch, Phó quản gọi là "Gia thừa" trật 300 thạch, so với mức lương quan viên trên 1.000 thạch của các hoàng tử chư hầu vương thì kém xa. Đất phong cấp "Quốc" của họ cũng có quan viên, sau khi mất cũng có thể do con trai kế thừa không chỉ là về đất đai mà còn là thế tập tước vị Liệt hầu. Nếu như vị công chúa mất mà không có con trai, triều đình sẽ phái 1 quan chức "Gia phó" đến giữ phủ đệ và tài sản của công chúa, có thể thấy rõ gia tài của công chúa và người chồng căn bản là riêng biệt.
Theo quan niệm của chế độ "Quân quyền", các hoàng nữ vốn thuộc dòng dõi của "Quân" cho luận về thân phận thì họ có địa vị luôn cao hơn những người khác, điều này ảnh hưởng đến cách nhìn nhận của họ đối với xã hội. Chị gái của Vũ Đế là Bình Dương công chúa, trước khi chịu tái hôn với Đại tướng quân Vệ Thanh thì đã từng nói quan viên bên cạnh mình rằng:「"Người đó vốn từ trong phủ ta, còn từng cưỡi xe ngựa theo ta ra khỏi cửa, nay lại có thể làm phu quân ta sao?"」, mặc dù lúc này Vệ Thanh đã được phong Hầu và có địa vị cao vì là em trai hoàng hậu. Đây cũng là lý do khiến việc hoàng nữ gả đi gọi là Thích (適), về sau là Hạ giá (下嫁), mà việc cưới hoàng nữ của các Quốc tể được gọi là Thượng (尚), là ám chỉ người chồng phải ở vai dưới so với hoàng nữ, từ đó sản sinh ra cụm từ Thượng chúa (尚主) mô tả việc "cung nghênh công chúa" trong xã hội xưa, cũng ám chỉ vai vế của hoàng nữ là chủ của quốc tể mà không phải người vợ bình thường.

### Trải qua Tào Ngụy đến Đường-Tống
Thời Tào Ngụy án theo triều Đông Hán, đãi hoàng nữ đều bằng tước phong công chúa, cũng từ triều Tào Ngụy bắt đầu có danh xưng Quận công chúa (郡公主), tức "Công chúa có đất phong cấp quận", đây cũng tiền đề của danh hiệu Quận chúa. Thời Đông Ngô, có hiện tượng hoàng nữ dùng họ chồng làm hiệu, như con gái cả của Tôn Quyền là Tôn Lỗ Ban gả cho Toàn Tông nên được gọi thành "Toàn công chúa". Triều Tây Tấn thành lập, có lệ phong hoàng nữ làm "Quận công chúa", mà tông thất nữ, tức con gái các thân vương đều phong Huyện chúa. Cũng từ đây, khái niệm "Quận chúa" và "Huyện chúa" dần xuất hiện, về sau trở thành hai tước phong chuyên dành cho vương nữ nói riêng lẫn tông thất nữ nói chung. Theo đó, tước hiệu "huyện chúa" tuy xuất phát từ danh xưng "huyện công chúa" dành cho hoàng nữ đời Hán, nhưng khi các triều Tây Tấn về sau sử dụng phong cho vương nữ đã dần dần bỏ đi kiểu xưng hô huyện công chúa mà chỉ là huyện chúa mà thôi. Tuy nhiên, vì đủ loại nguyên nhân, trong đó có việc đặc ân cho các thân vương, mà cũng có trường hợp huyện công chúa được giữ nguyên. Đến thời nhà Đường, nhà Tống, nhà Nguyên và nhà Minh, càng về sau tuy có nhiều biên chế thay đổi song việc các hoàng nữ được phong công chúa được gìn giữ qua nhiều điển chế. Riêng nhà Tống vào thời Tống Huy Tông từng dựa theo cách gọi "Vương cơ" dành cho con gái Thiên tử thời nhà Chu, đổi phong hoàng nữ làm Đế cơ (帝姬), về sau Tống Cao Tông áp dụng chế độ vị hiệu công chúa như cũ. Tước hiệu công chúa từ đó được duy trì là một tôn hiệu đặc thù của các hoàng nữ, và điều này chỉ kết thúc khi nền quân chủ sụp đổ.
Thời kỳ nhà Đường đánh dấu sự cố định phong tước hiệu dành cho hoàng nữ và tông thất nữ nói chung. Căn cứ hai sách Đường thư cùng sách Thông điển, hoàng nữ cùng tông nữ được xem là những người đứng đầu nhóm mệnh phụ ở ngoài cung được gọi là Ngoại mệnh phụ (外命婦). Theo đó thì:
- Hoàng cô phong Đại trưởng công chúa (大長公主);
- Hoàng tỷ muội phong Trưởng công chúa (長公主);
- Hoàng nữ phong Công chúa (公主), trở lên đều trật Chính nhất phẩm;
- Con gái Hoàng thái tử phong Quận chúa (郡主), trật Tòng nhất phẩm;
- Con gái tất cả tước Vương phong Huyện chúa (縣主), trật Chính nhị phẩm;

Ở thời Đường, danh xưng "Quận chúa" không được suy ra là "Quận công chúa" nữa, bởi vì "Công chúa" đã trở thành tước hiệu chuyên dụng cho hoàng nữ, tương tự "Huyện chúa" vốn là rút gọn của "Huyện công chúa" nay trở thành tước hiệu độc lập, thường dành cho con gái của thân vương. Tuy triều Đường đã có định rõ thân phận nhận cụ thể dành cho một tước hiệu cụ thể, nhưng suy cho cùng "thân phận" và "tước hiệu" là hai khái niệm độc lập, cho nên cũng có hiện tượng người thụ phong công chúa lại không phải hoàng nữ, ví dụ có tông thất nữ như Văn Thành công chúa, hoặc con gái của công chúa như Nghi Phương công chúa.

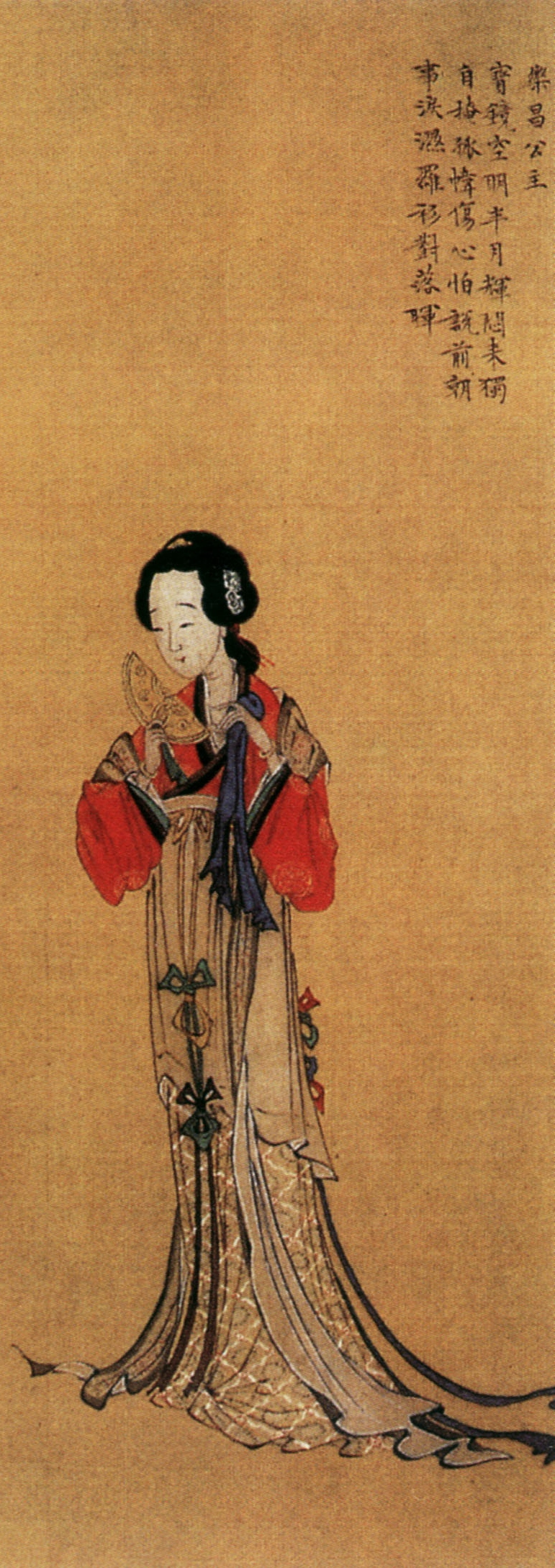
Tranh vẽ Nhạc Xương công chúa.

Đãi ngộ các hoàng nữ công chúa từ đời Hán đã vốn kém hơn chư hầu vương, cho nên trái với việc thay đổi lên xuống lớn lao về đất phong và binh quyền các phiên vương, các hoàng nữ công chúa qua các đời vẫn chỉ ung dung hưởng số lượng "Thực ấp" mà mình được quy định. Khác biệt ở chỗ, vào đời Hán thì các bà vẫn có thể tự quy định số thuế trên đất của mình tương tự các phiên vương, nhưng dần về sau do chủ trương triệt giảm thực quyền của phiên vương, các bà cũng đã không còn quyền lợi này nữa. Cũng như tiêu chuẩn đối đãi thời Hán, các hoàng nữ công chúa đời Đường bình thường đều phải kém hơn các hoàng tử vương, chỉ có thể phong thực ấp được 300 hộ, còn chưa tới 1 nửa nếu so với con số 800 hộ trung bình của thân vương. Dẫu có những người được hưởng ân đặc cách, thì cũng chỉ thêm được 50 hộ, Trưởng công chúa có thể lên 600 hộ, trong khi đó các hoàng tử thân vương lại có thể thẳng lên 1.000 hộ. Mãi đến triều Đường Huyền Tông, sửa đổi cho các trưởng công chúa lên được 2.000 hộ, hoàng muội chưa phong tước được 1.000 hộ; thế nhưng các hoàng tử được phong tước vương vẫn dễ dàng có được 2.000 hộ, trong khi hoàng nữ thụ phong công chúa giảm đi 1 nửa, tức 1.000 hộ y hệt các hoàng muội, quan viên quản lý điền trang giữa vương và công chúa cũng có chênh lệch.
Quy chuẩn đãi ngộ "Hoàng nữ luôn kém hơn Hoàng tử" được duy trì ở thời Hán, qua thời Đường càng được củng cố và vĩnh viễn không thay đổi về sau. Thời Lưu Tống có trường hợp hoàng nữ Lưu Sở Ngọc ban đầu phong "Sơn Âm công chúa" với thực ấp là huyện Sơn Âm. Tuy chính sử không ghi chép cụ thể đãi chế dành cho hoàng nữ công chúa thời Lưu Tống cơ bản ra sao, nhưng Lưu Sở Ngọc sau được em trai thụ phong "Hội Kê quận Trưởng công chúa", nghi phục cùng phẩm trật mới được quy định như Quận vương hầu, thực ấp lên 2.000 hộ. Trong lịch sử triều Đường, người có thể phá vỡ truyền thống rất ít, nổi tiếng nhất có Thái Bình công chúa, sau có An Lạc công chúa. Trong đó Thái Bình công chúa vì có công lao giúp rập Đường Trung Tông cùng Đường Duệ Tông mà số lượng thực ấp vượt chạm đến Vạn hộ, mà An Lạc công chúa vì được Trung Tông yêu quý mà vượt lên chị mình Trường Ninh công chúa để có số thực ấp lên đến 3.000 hộ. Vào thời Đường, cũng đặc biệt có lệ "Chi gần với hoàng đế được vai trên", các anh chị em của hoàng đế đều dưới hoàng tử hoàng nữ, khi gặp hoàng tử hoàng nữ đều phải bái kiến trước. Con trai của các hoàng nữ công chúa không còn đặc quyền thế tập đất và tước vị như đời Hán, việc phong quan tiến chức đều dựa vào công trạng cho nên đãi ngộ bất đồng. Ví dụ như ba con trai của Thái Bình công chúa vì công lao bản thân, cộng thêm công lao từ mẹ mà có thể phong quan hàm tam phẩm, về sau còn phong vương; mà người con trai cả Quách Chiêu của Thăng Bình công chúa vì cống hiến vừa phải, không có công lao gì vượt trội mà chỉ làm quan trong Thái thường tự, sau nhân là anh cả của Quách Quý phi mà thụ phong Tiết độ sứ. Đãi ngộ này dành cho con cháu của công chúa tiếp tục được các triều đại sau án theo.
Việc chọn danh hiệu cho tước hiệu công chúa cũng có biến chuyển lớn vào thời Đường. Căn cứ sách Thông điển ghi lại, phong các tước công chúa sẽ dùng quốc hiệu, Quận chúa là quận hiệu mà Huyện chúa là huyện hiệu vậy. Như vậy cơ sở phong tước hiệu của công chúa từ đời Đường đã là dùng tên các tiểu quốc cổ đại làm phong hiệu mà không còn chỉ là tên quận huyện như các đời trước. Tuy nhiên, từ Đường Cao Tổ đến Đường Duệ Tông, đại đa số tên hiệu của công chúa lại vẫn dùng quận hoặc huyện, bên cạnh đó còn có thói quen dùng chữ đẹp ("Mỹ tự"; 美字) để đặt tên tước công chúa, như trường hợp của Văn Thành công chúa cùng Thái Bình công chúa đều là mỹ tự mà không phải tên quận huyện. Đặc biệt Thái Bình công chúa dưới thời Duệ Tông, vì để gia tăng quyền uy, được phong tặng thêm hai chữ Trấn Quốc (鎮國), và từ Duệ Tông thì bắt đầu dùng kiểu tên Tiểu quốc này làm phong hiệu cho các hoàng nữ.
Vào thời Tống, ngoài việc bắt đầu phong "Quận chúa" cho con gái thân vương, thì hệ thống tước hiệu còn lại cơ bản là giống đời Đường. Cũng vì triều Tống khuếch trương lý thuyết Nho Khổng lên cực điểm, đồng thời nhận thấy nếu để các hoàng nữ công chúa có thực ấp như các triều Đường về trước, có nghĩa sẽ khiến họ có cơ sở cậy mình lấn át nhà chồng, thậm chí tham gia chính trị, cho nên các triều hoàng đế nhà Tống dù thương yêu con gái hay kính trọng cô chị như thế nào cũng phải đưa ra quyết định kiềm hãm họ. Về phương diện kinh tế, hoàng nữ công chúa không còn thực ấp mà được áp dụng chế độ lương tháng gọi là Nguyệt bổng (月棒), bao gồm quan tiền, gạo và nhu yếu phẩm theo tháng được quy định ở từng mức hạng mục khác nhau. Trong đó tiền lương được tính theo xâu tiền gọi là "Quan'" (貫), cứ 1.000 đơn vị tiền là 1 đơn vị quan, các hoàng nữ công chúa thời sơ kỳ triều Tống có người được 1.000 quan mỗi tháng. Kể từ sau khi cân nhắc, thời Tống Nhân Tông trở đi định cơ bản khi các hoàng nữ còn ở trong cung thì cứ mỗi tháng là 5 quan, sau khi xuất giá mới có thể tăng lên. Bên cạnh đó khác với hầu hết các triều đại (kể cả Minh-Thanh về sau), nơi ở của công chúa triều Tống lại không phải là "phủ đệ" mà chỉ là Trạch (宅). Về phong hiệu, cách dùng phong hiệu kiểu tiểu quốc dành cho hoàng nữ thời Tống trở nên cực kỳ phổ biến, từ thời Tống Nhân Tông trở đi thì đây trở thành một dạng biểu hiện sự trưởng thành của hoàng nữ sau khi xuất giá. Việc gia phong tước hiệu của hoàng nữ thời Tống tuy có cầu kỳ hơn các triều trước và sau này, nhưng so với các hoàng tử vương công thì việc gia phong các hoàng nữ công chúa vẫn còn đơn giản hơn nhiều. Khi còn nhỏ và ở trong cung, các hoàng nữ sẽ thụ phong tước hiệu công chúa kèm mỹ tự, khi gả đi thì đổi thành Quốc hiệu. Tương tự quy định "Tam đẳng Quốc hiệu" dành cho các hoàng tử, giữa các Quốc hiệu cũng phân cao thấp, thậm chí có hiện tượng gia tặng hai tên quốc hiệu, là cấp bậc Lưỡng Quốc Đại trưởng công chúa (兩國大長公主). Lấy ví dụ Phúc Khang công chúa của Tống Nhân Tông, ban đầu bà có huy hiệu "Phúc Khang" (福康), năm Gia Hựu thứ 2 vì gả cho Lý Vĩ mà đổi thành "Duyện Quốc" (袞國). Về sau, vì nửa đêm gây náo loạn Hoàng Thành môn nên bị nghị tội, phong hiệu bị giáng thành "Nghi Quốc" (沂國). Năm thứ 7, tiến phong "Kỳ Quốc" (岐國). Thời Tống Anh Tông, gia phong lên bậc Trưởng công chúa, hiệu là "Việt Quốc" (越國). Thời Tống Thần Tông, bà được tôn làm bậc Đại trưởng công chúa, hiệu là "Sở Quốc" (楚國), sau khi qua đời thì bà được cải phong hiệu thành "Tần Quốc" (秦國). Đến thời Tống Huy Tông, bà được truy phong lên bậc Lưỡng Quốc Đại trưởng công chúa, đổi thành "Chu Trần Quốc Đại trưởng công chúa" (周陳國大長公主).
Các triều đại của dân tộc du mục như Hung Nô và Đột Quyết cũng không xem trọng những người con gái Vua bằng những người con trai, ghi chép lại về họ cũng là người con trai kế vị hoặc là con trai thứ, hầu như rất ít khi ghi chép các người con gái. Tuy một số ít phụ nữ du mục có thế lực đáng kể và được ghi chép lại, nhưng họ đều là dựa vào chồng con của mình. Và cũng như các phụ nữ trong thế giới Nho Khổng, họ và hậu duệ của họ không có quyền kế vị với tư cách Vua chúa cho gia tộc mình mà chỉ có quyền đối với nhà chồng. Người Hung Nô có cách gọi "Cư Thứ" (居次) dành cho con gái Thiền vu, tương ứng "công chúa" hoặc "hoàng nữ" trong xưng hô của họ, mà thành tố đi trước là tên thật, hoặc biệt hiệu hoặc tên của người chồng. Căn cứ theo hai con gái của Vương Chiêu Quân, con gái đầu Tu Bốc Cư Thứ do kết hôn với Tu Bốc Đương nên mới dùng "Tu Bốc" như một phong hiệu. Hai triều đại của người Khiết Đan cùng Nữ Chân là nhà Liêu và nhà Kim tuy vẫn còn dùng ngôn ngữ và thói tục bản tộc, nhưng đều sớm học chế độ theo lề lối Trung Hoa mà cụ thể ở đây là đời Tống. Triều đình Liêu xuất hiện việc phong hoàng nữ ngoài "công chúa" thì còn dùng cả "quận chúa" và "huyện chúa", nhìn chung quy tắc còn khá hỗn loạn. Triều đại nhà Nguyên của người Mông Cổ, ngoại trừ việc có dùng mỹ tự chữ Hán cùng tên Quốc hiệu như các triều đại trước, thì còn xuất hiện các tên các tước hiệu theo dạng chữ Hán dược phiên âm từ Mông Cổ ngữ như Đái Lỗ Hãn công chúa (帶魯罕公主), hơn nữa đều có tính truyền vị. Đây là bởi vì bất kể hoàng nữ hay vương nữ, họ cũng đều được thụ phong tước công chúa. Đa phần công chúa triều Nguyên đều có tên riêng, là phiên âm chữ Hán của ngôn ngữ Mông Cổ, nên trong Nguyên sử họ được ghi theo dạng "(Tên phiên âm) + công chúa", đa phần sau khi xuất giá mới có tên tước là công chúa, thường lấy theo kiểu quốc hiệu.
Về vấn đề kinh tế, các hoàng nữ hoặc vương nữ thụ phong công chúa ở triều Nguyên được hưởng bổng lộc với hình thức thực ấp song song với bổng lộc cố định từ triều đình, dựa vào chế tài Oát Nhĩ Đóa với 3 hạng Ngũ hộ ti (五戶絲), Giang Nam hộ sao (江南戶鈔) và Tuế tứ (歲賜). Cách thức "Ngũ hộ ti" là cứ 5 hộ cho ra một đơn vị Ti (nghĩa là lụa), "Giang Nam hộ sao" là tiền thu từ các hộ dân vùng Giang Nam với đơn vị thỏi ("Đĩnh"; 錠) còn "Tuế tứ" là số tiền hoặc nhu yếu phẩm mà triều đình cung cấp hằng năm. Tùy vào từng địa vị của công chúa, họ có được cả 3 loại, 2 loại hay chỉ 1 loại chu cấp trên. Bởi vì "Ngũ hộ ti" và "Giang Nam hộ sao" đều lấy đơn vị hộ để tính toán, nên cũng tùy người mà được điều chỉnh bao nhiêu, không có sự cố định, có người được hơn Vạn hộ, có người chỉ có mấy chục hộ.

### Đến hai triều Minh-Thanh
Triều đại nhà Minh trên cơ bản đều dựa theo các triều trước mà cũng định ra quy phạm tước hiệu cho hoàng nữ cùng tông thất nữ, đặc biệt là cố định và tỉ mỉ hơn hẳn. Căn cứ theo Minh sử ghi lại, tước vị hoàng nữ triều Minh không dùng "Phẩm trật" để xét mà chỉ đơn thuần là thứ bậc:
- Hoàng cô (hoặc trên nữa) phong là Đại trưởng công chúa (大長公主);
- Hoàng tỷ muội phong là Trưởng công chúa (長公主);
- Hoàng nữ phong là Công chúa (公主);
- Ngoài ra hạng tông thất nữ cũng được quy định theo, con gái Thân vương phong là Quận chúa (郡主), con gái Quận vương phong là Huyện chúa (縣主), Tôn nữ của Vương đều phong là Quận quân (郡君), Tằng tôn nữ của Vương đều phong là Huyện quân (縣君) còn Huyền tôn nữ của Vương đều phong là Hương quân (鄉君);

Việc đổi phong tước hiệu liên tục diễn ra ở thời Tống cũng được triều Minh hạn chế, ngoại trừ các vị Tào Quốc công chúa cùng Ninh Quốc công chúa là chị và con gái của Minh Thái Tổ, thì các công chúa nhà Minh đa phần lấy tên quận làm phong tước, gần như không thấy việc dùng mỹ tự làm phong hiệu. Các xưng hô "Trưởng công chúa" cùng "Đại trưởng công chúa" là tự động được Sách phong qua các đời hoàng đế tùy theo vai vế so với hoàng đế tại vị. Nhưng bởi vì tước hiệu cao nhất cho hoàng nữ chỉ là đại trưởng công chúa, cho nên các bà công chúa vai "Hoàng tổ cô" so với hoàng đế vẫn chỉ đạt được vị hiệu này. Trường hợp ấy ngoại trừ trường hợp Ninh Quốc công chúa, còn có hai con gái út của Minh Thái Tổ là Hàm Sơn công chúa và Bảo Khánh công chúa, cả hai vẫn là "Hàm Sơn Đại trưởng công chúa" cùng "Bảo Khánh Đại trưởng công chúa" dưới thời Minh Tuyên Tông, dù vai vế của hai bà đã là hàng tổ cô so với Tuyên Tông, Hàm Sơn công chúa còn sống đến thời Minh Anh Tông và vẫn là "Đại trưởng công chúa" như cũ.
Chế định bổng lộc của hoàng nữ triều Minh cũng quy định dựa theo gạo với đơn vị là thạch, được chu cấp định kỳ từ triều đình như triều Tống đã làm mà không cố định ở ăn lộc tại "Thực ấp" như các đời Đường về trước. Theo quy định thời Hồng Vũ, hoàng nữ trong cung chia ra chưa thụ phong và đã phong; đã thụ phong tước công chúa thì được ban 1 điền trang thu vào hàng năm 1.500 thạch và 2.000 quan tiền, còn chưa thụ phong thì có số tơ lụa, quần áo và vải vóc. Các vị tông thất vương nữ; chưa thụ phong thì án theo mức hoàng nữ chưa thụ phong mà giảm 1 nửa, đã thụ phong hoặc xuất giá thì 1.000 thạch và 1.400 quan tiền. Từ sau đời Hồng Vũ, quy định cho các công chúa hưởng lộc cố định đều tầm 2.000 thạch, dưới nữa đến vài trăm thạch. Vào thời điểm đó, gạo có thể dùng để trao đổi rất nhiều thứ khác, quan trọng hơn là thứ nuôi sống được nhiều hộ dân cư một cách thực tế, do đó nó cũng trở thành một giá trị kinh tế, tùy thời mà có sự chênh lệch nhất định. Ngoài bổng lộc là gạo, triều đình cũng sẽ thường chu cấp những thứ giá trị khác như bạc, xâu tiền hay thớt lụa, thông thường là khi có dịp cần ân ban gia tặng. Nơi ở của công chúa so với thời Tống thì đã được quy định lại, tức đều được gọi là "Phủ đệ" mà không còn là "Trạch" như đời Tống nữa.
Thời Hậu Kim và nhà Thanh sơ kỳ chưa nhập quan, các hoàng nữ cùng tông thất nữ đều có danh xưng "Cách cách", cụ thể con gái các đại hãn là "Cố Luân cách cách" (固倫格格), còn con gái của Hòa Thạc Thân vương là "Hòa Thạc cách cách" và con gái của Đa La Quận vương là "Đa La cách cách". Sau khi Thanh triều nhập quan chiếm được Bắc Kinh, cũng thay đổi chế độ phong hiệu, hoàng nữ đều lấy danh xưng truyền thống công chúa của các triều trước, nhưng lại chia ra hai thứ bậc khác biệt:
- Cố Luân công chúa (固倫公主): ban cho con gái do hoàng hậu sinh ra. Chữ "Cố Luân" trong tước hiệu có nghĩa là "Thiên hạ" trong tiếng Mãn.
- Hòa Thạc công chúa (和碩公主): ban cho con gái do các phi tần sinh ra. Chữ "Hòa Thạc" trong tước hiệu có nghĩa là '"Tứ phương" trong tiếng Mãn.

Phong hiệu của các vị công chúa triều Thanh đều lấy mỹ tự mà không phải tên quận huyện hay tên tiểu quốc như các đời, ngoài ra tuy phong hiệu được viết theo mặt chữ Hán nhưng nghĩa lại theo Mãn ngữ. Bên cạnh đó, chữ "Cố Luân" trong Mãn ngữ có nghĩa là quốc gia thiên hạ, nên cũng có việc khi ghi chữ Hán thì lại ghi thành "Quốc công chúa", như bia mộ của Cố Luân Vinh Hiến công chúa là ví dụ. Bên cạnh hoàng nữ, triều Thanh cũng có lệ định tước hiệu cho tông thất nữ rất bài bản. Căn cứ quy định năm Thuận Trị thứ 17, tước hiệu Tông nữ đều dựa vào chế độ triều Minh:
Công chúa ở trong cung, do hoàng hậu sinh ra gọi là Cố Luân công chúa, do Phi sinh ra gọi là Hòa Thạc công chúa. Tông thất nữ từ nhỏ được nuôi trong cung, khi hạ giá cũng gọi Hòa Thạc công chúa. Con gái Thân vương phong Quận chúa, con gái Quận vương phong Huyện chúa, con gái Bối lặc phong Quận quân, con gái Bối tử phong Huyện quân, con gái Bất nhập bát phân Trấn Quốc công cùng Phụ Quốc công tắc đều phong Hương quân.
Vào đời Thanh, hoàng nữ nhận sách phong chỉ diễn ra khi kết hôn. Ngoài ra, dù vai vế ra sao, từ Thuận Trị trở đi thì vẫn xưng phong hiệu đã ban cùng vị hiệu "Cố Luân công chúa" hoặc "Hòa Thạc công chúa", các xưng hô theo vai vế như "Trưởng công chúa" tuy vào đời Thuận Trị và đầu Khang Hi còn thấy sử dụng, nhưng đời sau căn bản đã biến mất. Khác với các triều trước, các hoàng nữ đời Thanh chỉ khi xuất giá mới được định vị hiệu Cố Luân công chúa hoặc Hòa Thạc công chúa, rồi tiến hành chọn phong hiệu, nên từ khi sinh ra đến khi lớn lên, các hoàng nữ được gọi theo thứ tự kèm tước xưng công chúa, như Cố Luân Hòa Hiếu công chúa là xếp thứ 10 trong hàng con gái của Càn Long Đế, nên trước khi xuất giá được người trong cung gọi "Thập công chúa", văn bản ký lục cũng chép chính thức.

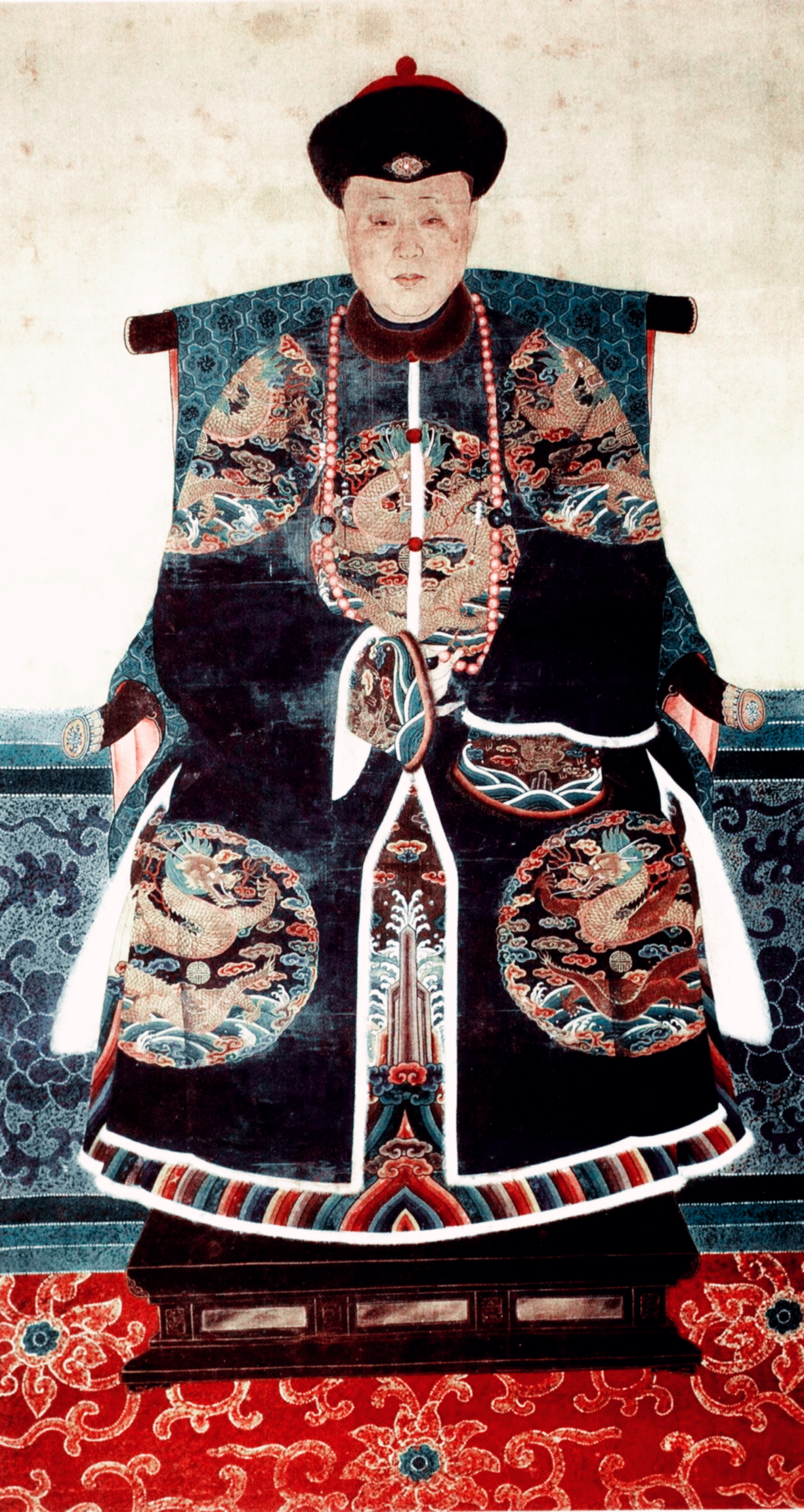
Tranh vẽ Cố Luân Hòa Hiếu công chúa - "Thập công chúa", con gái thứ 10 của Càn Long Đế.

Cũng như các triều trước, đãi ngộ của hoàng nữ công chúa đời Thanh so với các hoàng tử vẫn là kém hơn hẳn, trong khi hoàng tử vương dễ dàng đến 10.000 lượng bạc, tước Bối tử cũng là hơn 1.000 lượng bạc, thì các vị hoàng nữ công chúa - với tiêu chuẩn cao nhất là gả cho Mông Cổ vương công - cũng chỉ đạt đến con số 1.000 lượng bạc. Còn như bình thường, Cố Luân công chúa gả trong kinh sư đạt 400 lượng bạc và 400 hộc gạo hằng năm, Hòa Thạc công chúa đạt 300 lượng bạc và 300 hộc gạo hằng năm. Các vị ngạch phò tuy cũng có lương bổng, nhưng đều chưa đến 500 lượng bạc. Những Tông nữ không được phong, không có bổng lộc, trong một số tình huống đặc thù có thể xin trợ cấp như quả phụ hoặc mồ côi, một tháng được 2 lượng bạc, một năm được 24 lượng bạc. Căn cứ theo nghiên cứu khoa học của Phó giáo sư Đại học Nhân dân Trung Quốc là Mao Lập Bình (毛立平) khi tìm hiểu về phủ đệ các công chúa triều Thanh, việc thu nhập chênh lệch giữa hoàng nữ và hoàng tử đã khiến một đại lượng Công chúa phủ triều Thanh phải lâm vào cảnh thâm hụt trầm trọng. Người có được thiện đãi nhất triều Thanh, Cố Luân Hòa Kính công chúa, sinh thời những gì Càn Long Đế ban cho bà đều được quy định là tiêu chuẩn của "Cố Luân công chúa" triều Thanh từ đó về sau, thế nhưng bà vẫn chịu cảnh thâm hụt chi tiêu đáng sợ. Mấu chốt của vấn đề, theo bài nghiên cứu của Mao Lập Bình, chính là đãi ngộ lương bổng của các hoàng nữ công chúa căn bản quá thấp. Cùng là phủ đệ hoàng gia với mức quan viên tương đương nhau, nhưng tước "Thân vương" mỗi năm có 10.000 lượng bạc cùng 10.000 hộc gạo, tước "Quận vương" cũng tới 5.000 lượng bạc và 5.000 hộc gạo. Xét với mức cao nhất của các hoàng nữ thụ phong "Công chúa" khi gả xa chỉ có thể đạt được 1.000 lượng bạc, quả thật khác nhau quá lớn.
Như vậy cùng một hệ thống phủ đệ dành cho thành viên hoàng gia, tức "Vương phủ" và "Công chúa phủ", nhưng mức lương của người đứng đầu lại có chênh lệch quá lớn, đó là chưa đề cập việc Hòa Kính công chúa trong cả đời được vô số lần ban thưởng và có đầy khoản thu thêm do Càn Long Đế ban xuống, căn cứ theo tài liệu Nội vụ phủ thống kê thì lên đến 80.600 lượng bạc, hơn bất kỳ công chúa nào khác của triều Thanh. Tuy nhiên, chưa tính hai dịp lễ tiết tốn nhiều chi phí nhất là Hôn lễ và Tang lễ trong phủ, những vấn đề về lương thực và lương bổng cho thuộc nhân đã khiến Hòa Kính công chúa phủ phải chi ra hơn 10.000 lượng bạc mỗi năm, mà cộng tất cả các khoảng hằng năm thì Hòa Kính công chúa phủ thu về hơn 8.000 lượng bạc, đây cũng chính là lý do tại sao dù có thiện đãi lớn nhưng phủ đệ của Hòa Kính công chúa vẫn chịu thâm hụt. Bên cạnh đó, quan viên ở Công chúa phủ rất khó lên chức. Bởi vì sự vụ trong phủ đệ thành viên hoàng thất đều phải do quan viên quản lý, cao nhất là quan hàm Tam phẩm. Nhưng chế độ Công chúa phủ không được chính danh như các Vương phủ, quan làm việc cũng là dạng kiêm nhiệm, nên tình trạng cẩu thả trong Công chúa phủ là cực kỳ dễ xảy ra, quyền hành không cao, không có đường thăng tiến bằng quan viên Vương phủ.
Trái ngược với mức đãi ngộ chênh lệch giữa hoàng nữ so với hoàng tử, từ xa xưa địa vị của hoàng nữ Tông nữ trong xã hội quân chủ lại được duy trì cao hơn tất cả, và triều Thanh cũng không ngoại lệ. Chế độ nhà Thanh đem ngạch phò trở thành thành viên hoàng thất, mà không cho công chúa thành người nhà của gia đình ngạch phò, do vậy khi gặp công chúa thì cả ngạch phò lẫn cha mẹ của ngạch phò đều phải quỳ xuống. Cứ như thế, ngạch phò trên thân phận "tôi thần" nên cả đời là "Vật sở hữu" của công chúa, tiền lương đều đưa trực tiếp cho công chúa, ngạch phò chỉ là phu quân hưởng lợi. Khi các công chúa qua đời, tư trang khi trước đến quan viên theo hầu cũng đều phải chuyển về cho Nội vụ phủ. Đời Đạo Quang, xét thấy việc ngạch phò và cha mẹ ngạch phò phải quỳ lạy công chúa quả thật có ép người ép lý quá mức, cho nên miễn phải quỳ khi gặp công chúa, thế nhưng điều này cũng không khiến công chúa phải quỳ hành lễ ngạch phò và cha mẹ ngạch phò.
Có thể thấy dù bị đối xử bất công so với các hoàng tử Tông thân, thế nhưng chính vì "Quân quyền" mà các hoàng nữ công chúa qua các triều đại vẫn có địa vị ưu việt trong xã hội, họ không bị ảnh hưởng bởi "Phu quyền" (quyền của người chồng) như các phụ nữ khác. Không tính những kiểu nhờ là Thê thiếp hoặc Đích/Sinh mẫu của hoàng đế mà ở trên cao như Hậu phi trong cung, thì các vị công chúa là những dạng phụ nữ có địa vị tôn quý nhất trong xã hội quân chủ.

## Các nước đồng văn

### Việt Nam
Trong lịch sử Việt Nam, thời Hùng Vương ghi chép các vương nữ thông gọi Mị Nương (媚娘); dù còn mang nhiều sắc màu truyền thuyết nhưng được xem là ghi chép sớm nhất về phong hiệu dành cho các bậc quân vương Việt Nam. Sang thời nhà Lý, nhà Trần đến thời nhà Nguyễn, các hoàng nữ đều được sách phong tước hiệu công chúa, cao hơn là trưởng công chúa, đều mô phỏng tương tự với các triều đại Trung Hoa.
Về phong hiệu cùng đãi ngộ của hoàng nữ, bản thân thời Hậu Lê trở về trước không có ghi chép gì cụ thể, dù triều Hậu Lê có vài văn bia ghi nhận về hành tung các vị hoàng nữ, như văn bia về Cẩm Vinh công chúa Lê Mỹ Thuần - con gái thứ 11 của Lê Thánh Tông. Căn cứ theo trường hợp của Thiên Ninh công chúa triều Trần Nghệ Tông, bậc trên của "Trưởng công chúa" còn có cách gọi Thái trưởng công chúa (太長公主), khác hẳn "Đại trưởng công chúa" tại Trung Quốc. Còn về hạng tông thất nữ thì các triều trước Hậu Lê không thường ghi chép cụ thể, căn cứ Lịch triều hiến chương loại chí, từ đời Hồng Đức triều Lê Thánh Tông quy định:
- Con gái của Hoàng thái tử cùng Hoàng tử Vương thụ phong Quận thượng chúa (郡上主);
- Con gái của Hoàng thái tôn, Tự Thân vương[note 7] cùng Tông thất Công đều là Quận chúa (郡主);
- Con gái Tông thất tước Hầu và Tông thất tước Bá đều phong Quận quân (郡君);
- Con gái Tông thất tước Tử và Tông thất tước Nam đều phong Á Quận quân (亞郡君);
- Con gái Tá quốc sứ phong Huyện thượng quân (縣上君), con gái Phụng quốc sứ phong Huyện quân (縣君), cùng con gái Dực quốc sứ phong Á Huyện quân (亞縣君);

Ngoài ra, triều Hậu Lê cũng quy định các con trai của hoàng nữ công chúa thụ phong tước hiệu, tuy nhiên con trai trưởng của họ cao nhất chỉ phong tước Bá, lấy mỹ tự làm hiệu, quy định này chỉ ngang với con trai mang tước công của tự thân vương; mà những con trai còn lại của hoàng nữ công chúa đều thụ phong tước Tử ngang với con trưởng của tông thất tước hầu và tông thất tước bá. Điều này cũng chứng minh tại Việt Nam, đối đãi "hoàng nữ kém hơn hoàng tử" cũng được thiết lập.
Đãi ngộ đầu tiên về hoàng nữ công chúa được ghi nhận vào thời nhà Lý dưới thời Lý Thái Tổ như: "Cho các vương hầu công chúa được quản các thuế theo thứ bậc khác nhau". Thời kỳ nhà Trần vì áp dụng chế độ hoàng tộc tuyệt đối, hoàng nữ công chúa đều là gả cho người hoàng gia nên địa vị của họ cũng rất đặc biệt, được ngang với hoàng tử tông thất tước vương tước hầu trong vấn đề có được số lượng thực ấp, ngoài ra còn cho phong tước vị cho hậu duệ không chỉ của vương hầu mà cả của công chúa. Các triều đại nhà Trần, Hậu Lê và sau là Nguyễn xem trọng tính cung kiệm của hoàng nữ, có chiều hướng phẩm chất của họ nhu mì lễ độ như triều Tống chủ trương. Bia của Phụng Dương công chúa mô tả bà như sau: "Công chúa về làm dâu cửa nhà quan từ khi tuổi còn niên thiếu, bản thân phải gánh vác nhiều công việc, chưa có khi nào rỗi rãi để học hỏi"; hoặc như bia của Cẩm Vinh công chúa mô tả bà với những từ như "Công chúa tự lo việc nhà, cần kiệm quản gia". Còn sách Đại Nam liệt truyện khi chép về An Thường công chúa có tán dương rằng "Sinh ra đĩnh ngộ lạ thường, có tính Hiếu đễ". Tuy nhiên, rất có thể những lời viết này chỉ là biểu hiện bên ngoài, hoặc là lời tô điểm có chủ ý bởi vì hầu hết văn bia hoặc truyện thuyết thời kỳ quân chủ đều lựa chọn mô tả mỹ từ, nhằm ca ngợi người được khắc bia, bất chấp hành vi của người đó cùng lời trong văn bia có mâu thuẫn. Nhưng những gì bia mộ hoặc truyện thuyết ghi lại đều phản ánh một thứ không thay đổi, chính là nhân sinh quan của thời đại, và việc hoàng nữ Công chúa có tính "nhu mì hiền thục" chính là chủ trương đạo đức của hoàng thất qua các triều.
Phong hiệu của công chúa cũng đa dạng, ngoại trừ một số trường hợp như con gái cả của Lý Thái Tổ là An Quốc công chúa được gả cho Đào Cam Mộc hoặc Phúc Quốc Trưởng công chúa thời Lê Tương Dực là có dấu hiệu dùng quốc hiệu cho tước vị công chúa, thì nhà Lý cùng nhà Trần, thậm chí là Hậu Lê, đều thường dùng kiểu mỹ tự trong tước hiệu Công chúa, như Bình Dương công chúa, Thiên Thành công chúa, An Tư công chúa, Huyền Trân công chúa và vị "Cẩm Vinh Công chúa" trong ví dụ bên trên. Ngoài ra, hai triều Lý-Trần đều có hiện tượng gia phong tông thất nữ làm công chúa, như Diệu Nhân vốn là con gái Phụng Càn vương Lý Nhật Trung, hoặc Phụng Dương công chúa vốn là con gái Khâm Thiên Đại vương Trần Nhật Hiệu, cả hai đều được hoàng đế nhận nuôi vào trong cung từ nhỏ và gả đi như một hoàng nữ. Bởi vì chỉ là tước hiệu mà không phải danh từ thân phận, đến một độ tuổi nhất định thì hoàng nữ và tông thất nữ mới có thể thụ phong tước hiệu công chúa, trước mắt không rõ Lý triều và Trần triều ra sao, nhưng căn cứ bia mộ của Cẩm Vinh công chúa thì vị hoàng nữ này sinh năm Giáp Ngọ, niên hiệu Hồng Đức thứ 5 (1474), nhưng phải đến năm Đinh Mùi (1487) mới được "Nam quân Đô đốc phủ Tả Đô đốc Bình Lương bá Lê Chí, Nội phủ giám kiêm Thái giám Phạm Kiệt đến ban Kim sách phong làm Cẩm Vinh công chúa". Bên cạnh đó, văn bia cũng nói vào cùng năm thì Công chúa hạ giá lấy Lê Tủng Thuyên, con trai Thái úy Quận công Lê Thọ Vực, rất có thể hoàng nữ triều Lê phải khi xuất giá mới được gia phong tước hiệu.
Pháp độ Hoàng tộc nhà Nguyễn coi nghi lễ phong chức phong tước là trịnh trọng, và chỉ đến khi trưởng thành hoặc sau khi gả chồng thì mới lên danh sách mà chính thức tiến hành lễ sách phong. Về danh xưng chính thức, các hoàng nữ đều chỉ có tên đất phong (thường lấy tên tổng) cùng danh xưng công chúa, việc phong tước này xảy ra cực kỳ cụ thể, có lễ sách phong đàng hoàng. Do vậy, các hoàng nữ không được phong ngay danh hiệu công chúa mà phải đến lúc thích hợp, phần nhiều là sau khi đã kết hôn, thậm chí có nhiều người sau khi mất mới được truy phong. Nhưng trong sinh hoạt ở nội đình bình thường, cũng như các vị hoàng nữ triều Thanh, các vị hoàng nữ triều Nguyễn vẫn có thể được gọi là công chúa kèm theo thứ tự, những kiểu như "Bà chúa Nhất" hay "Hoàng trưởng nữ công chúa" đều được ghi lại. Tuy không gia phong ngay làm công chúa, nhưng các hoàng nữ triều Nguyễn qua các đời cũng được gọi theo vai vế của mình với hoàng đế, theo đó thì:
- Em gái của hoàng đế đều gọi Hoàng muội (皇妹);
- Chị gái của hoàng đế, hoặc kể cả em gái, gọi là Trưởng công chúa (長公主);
- Cô của hoàng đế đều gọi Thái trưởng công chúa (太長公主);
- Bà cô của hoàng đế đều gọi Thái thái trưởng công chúa (太太長公主);
- Ngoài ra còn có kiểu thêm thành tố Tiên triều (先朝) hoặc Tiền triều (前朝) kèm danh xưng hoàng nữ, ám chỉ vị hoàng nữ ấy thuộc triều nào, trong đó "Tiên triều" là cách 1 đời so với hoàng đế đương nhiệm, "Tiền triều" là cách 2 đời, và cứ cách thêm thì lại 1 chữ "Tiền" đằng trước;

Theo thể lệ nhà Nguyễn, nhiều tôn nữ đều vào Hậu cung nhà Nguyễn làm nữ quan, hoặc được chỉ định coi lăng tẩm. Các vị hoàng nữ công chúa triều Nguyễn cũng không ngoại lệ, bởi vì "Tính hiếu đễ và cần cù" là đức tính mà hoàng nữ tôn nữ triều Nguyễn được hướng đến, nên cho dù các bà đã gả chồng hay chưa, công việc thường thấy của họ đều là vào hầu thái hậu, là hầu chuyện hoặc làm lễ dâng cơm hoặc giúp đỡ dâng rượu khi làm lễ điện tế các đời trước. Điều này là thông lệ rất nghiêm, có thể thấy triều Thiệu Trị nguyên niên (1841), mùa xuân, ngay sau khi vừa lên ngôi, vua Thiệu Trị trông thấy các bà cô là thái trưởng công chúa đã tuổi cao mà còn phải quỳ lạy khi vào nội đình chầu hầu, nhà Vua bèn ra chỉ dụ:
| “                                                       | Các Thái trưởng công chúa đều là người họ rất thân của Hoàng thất, tuổi ngày một nhiều, theo lẽ phải nên hậu đãi. Nếu cứ câu nệ vào lễ thường, động việc gì cũng quỳ lạy, ta thấy không được yên lòng. Vả lại, Thánh nhân đặt lễ, tất phải lấy nhân tình làm gốc, mà trong chốn gia đình, kính người trên làm trọng. Chuẩn cho từ nay về sau, gặp có việc tiết lễ khánh hạ, và bất thần ban cho thức gì, thì các Thái trưởng công chúa đều miễn cho không phải làm lễ 3 lần quỳ 6 lần vái để tỏ lòng ta rất kính người trên, hậu đãi thân thuộc. Các Thái trưởng công chúa như: Bình Thái, Bình Hưng, Bảo Lộc, Bảo Thuận, tuổi già lẩy bẩy, đã được Hoàng khảo ta (tức Vua Thánh Tổ Minh Mạng) đặc ân phong cho thái ấp. Ta nối theo chí trước, thường thường nghĩ đến người thân thuộc, sai thái giám thỉnh thoảng đến nhà riêng, tuyên Chỉ hỏi thăm sức mạnh, để yên lòng ta. | ” |
| — Đại Nam thực lục - "Hiến Tổ Chương hoàng đế thực lục" | |   |

### Nhật Bản
Mặc dù chịu ảnh hưởng văn hóa Trung Hoa, nhưng trong lịch sử Nhật Bản lại không sử dụng tước hiệu công chúa cho hoàng nữ, thậm chí không có cả quận chúa để gọi con gái thuộc dòng dõi vua chúa. Từ thời thượng cổ, các con gái thiên hoàng được gọi với tôn hiệu Cơ mệnh (姬命; tiếng Nhật: ひめのみこと, đã Latinh hoá: Hime no Mikoto).
Từ thời điểm Thiên hoàng Keikō ban ra Luật lệnh thì các con gái thiên hoàng mới được gọi "Hoàng nữ", danh xưng này vốn là chữ Hán nên khi qua Nhật Bản thì được ghi theo các kiểu Kana khác nhau là "Himemiko" (ひめみこ) hay "Kōji ~yo" (こうじょ). Từ thời Thiên hoàng Junnin, tất cả vị con gái của thiên hoàng, tức hoàng nữ, đều thụ phong tước hiệu "Nội thân vương". Trong khi đó các cháu gái của thiên hoàng, tức con gái thân vương, đều được gọi là "Vương nữ" và đều được phong tước hiệu Nữ vương (女王; にょおうNyōō), tương đương tước hiệu Quận chúa. Cả hai hạng tước hiệu là "nội thân vương" cùng "nữ vương" đều phải dùng hình thức Tuyên hạ (宣下), tức phải được chính thức gia phong bởi thiên hoàng, cho nên trước khi thiên hoàng ra chỉ tuyên hạ thì họ cũng như Hoàng tử trong cung chỉ được gọi theo tên hiệu kèm danh từ thân phận như "hoàng nữ" hoặc "vương nữ" kèm tên hoặc nơi ở mà không được gọi theo tước hiệu. Từ đời Thiên hoàng Go-Mizunoo thì hoàng nữ cùng với các hoàng tử đều có Ngự xưng hiệu (御称号) trước khi được ban tên chính thức. Đặc điểm của danh xưng này là cú pháp (○○宮) với ○○ là tên có từ 1 chữ đến 3 chữ Hán. Cách đặt ngự xưng hiệu không có quy tắc gì bắt buộc, có khi là dựa vào thứ tự như "Nữ Nhất Cung" (女一宮), hoặc mang tính từ như "Hòa Cung" (和宮) hay "Phú Mỹ Cung" (富美宮). Trong khi đó tên thật của họ đều có chữ Tử (子), ứng với âm "-ko" trong tiếng Nhật, khác với chữ "Nhân" của hoàng tử chỉ phổ biến từ thời Edo thì chữ Tử trong tên các hoàng nữ đã có lịch sử từ rất lâu. Cũng như trường hợp các hoàng tử, tên của hoàng nữ Nhật Bản thường không có sự cố kỵ, cho nên tên thật cũng được dùng làm phong hiệu cho tước vị. Ví dụ hiện tại có Ái Tử Nội thân vương, con gái duy nhất của Thiên hoàng Naruhito, khi còn nhỏ có ngự xưng hiệu là Kính Cung (敬宮 Toshi-no-miya), còn tên chính thức là Ái Tử (愛子 Aiko).
Kể từ sau khi được tuyên hạ, các nội thân vương cùng nữ vương sẽ bắt đầu có tên thật, có được thực ấp và cơ chế đối đãi riêng biệt tương đương hoàng tử thân vương, tuy nhiên vấn đề thực ấp của nội thân vương luôn bị giảm một nửa so với thân vương. Có thể thấy được dù về quá trình áp dụng quy chế có phần khác ba quốc gia Nho Khổng còn lại, nhưng quan niệm cố hữu "nữ phải kém nam" cũng xuất hiện trong xã hội Nhật Bản. Một ít vị hoàng nữ được phong nội thân vương, sau đó được thiên hoàng sủng ái mà lại còn được hưởng chế độ Chuẩn Tam cung (准三宮). Đây là một loại vinh hàm đặc thù của hoàng gia Nhật Bản, người nhận đãi ngộ này sẽ có địa vị cùng chu cấp đều được dựa theo "Tam cung" trong hoàng thất là thái hoàng thái hậu, hoàng thái hậu và hoàng hậu, cho nên nó còn được gọi là Chuẩn Tam hậu (准三后) hoặc "Chuẩn hậu" để rút gọn. Bên cạnh đó, hoàng gia Nhật Bản vào thời Heian thường xuyên chỉ định một vị hoàng nữ vào cung thay thế vai trò người mẹ cho thiên hoàng trong trường hợp thiên hoàng lên ngôi còn quá nhỏ mà người mẹ đã qua đời, đây được gọi là Chuẩn mẫu (准母; じゅんぼJun bo).

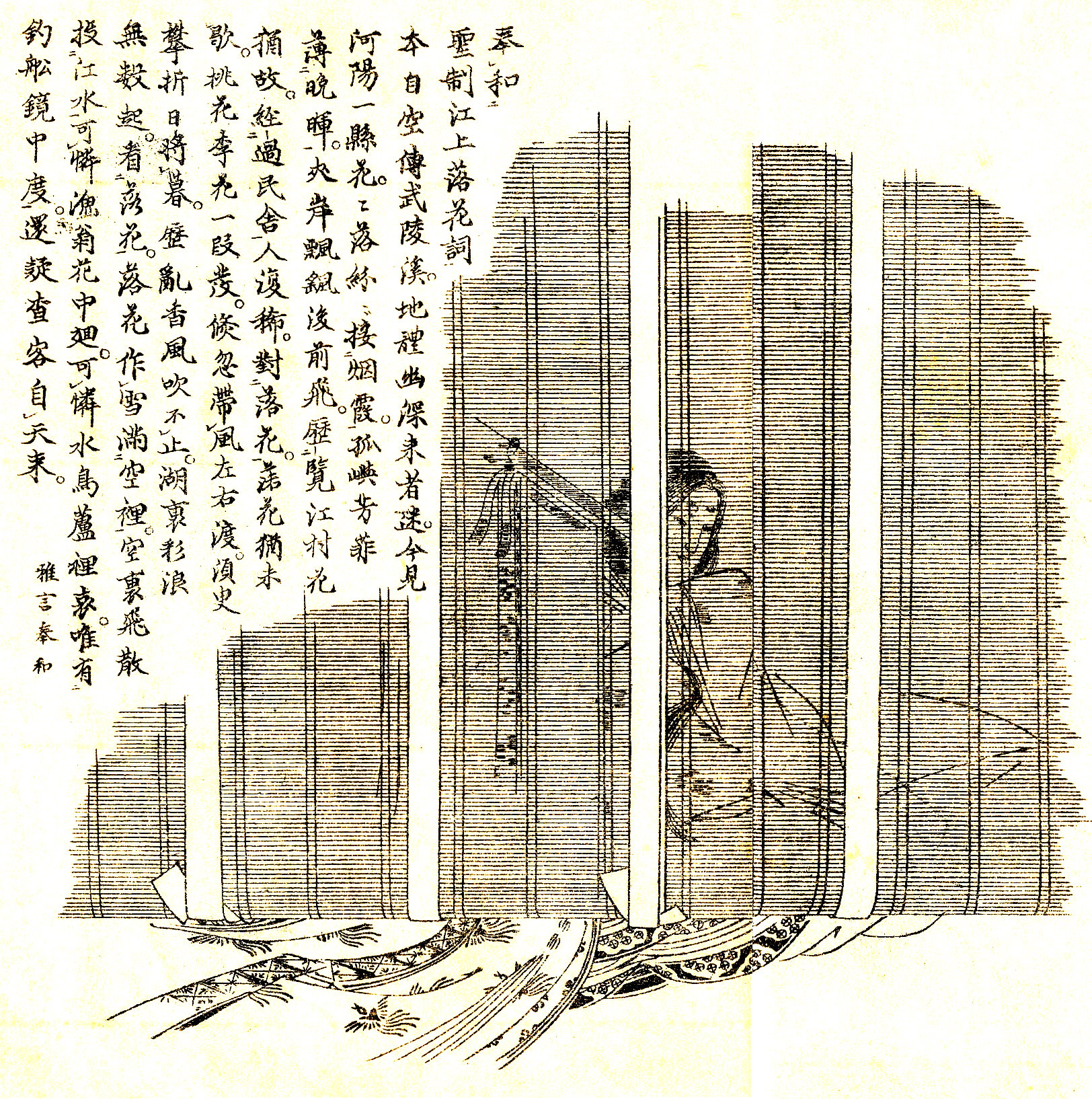
Hữu Trí Tử Nội thân vương - hoàng nữ thứ 8 của Thiên hoàng Saga, người đầu tiên trở thành Trai vương.

Thói quen "Chuẩn mẫu" này khởi nguồn khi Thiên hoàng Horikawa lên ngôi chỉ 8 tuổi, mà sinh mẫu của ông đã sớm qua đời, cho nên chị cả cùng mẹ của ông là Thị Tử Nội thân vương được chọn làm chuẩn mẫu để thực hiện chức trách tượng trưng trưởng bối trong cung. Từ đó về sau, đích thê của tiên đại thiên hoàng, hoặc thím, hoặc cô, hoặc chị cả của thiên hoàng trong thời kỳ Heian đều có khả năng được chọn làm chuẩn mẫu của thiên hoàng và được liệt vào dạng có thể được hưởng chế độ vượt trên cả chuẩn tam hậu, được gọi là "Tôn xưng Hoàng hậu" (尊稱皇后). Theo đó, "Tôn xưng Hoàng hậu" có thể khiến người đó được gọi là "hoàng hậu", bản thân Thị Tử Nội thân vương cũng đã được đãi ngộ này khi được gọi là "Trung cung". Về sau, em gái cùng mẹ của Thị Tử Nội thân vương là Lệnh Tử Nội thân vương được Thiên hoàng Shirakawa mệnh lấy thân phận cô mẫu để làm chuẩn mẫu cho Thiên hoàng Toba. Mà khi ấy, đáng lẽ Lệnh Tử sẽ như chị mình xưng làm "Trung cung", thế nhưng góa phụ của Thiên hoàng Horikawa là Đốc Tử Nội thân vương vẫn còn giữ danh xưng này, cho nên Lệnh Tử bèn được gọi là hoàng hậu cung, từ ấy tạo nên thông lệ khi hoàng nữ nội thân vương được tuyên hạ làm hoàng hậu thì đều xưng làm "Hoàng hậu cung", điều này cũng nhằm phân biệt vị trí hoàng hậu vốn là vợ của thiên hoàng.
Có lẽ cũng vì quan niệm thân phận hoàng gia Nhật Bản gắt gao đã khiến các vị nội thân vương cùng các nữ vương đều chọn gả cho người trong hoàng gia, nếu họ gả cho một quan viên trong triều mà không phải dòng dõi hoàng tộc thì bị nhìn nhận là mất đi thân phận hoàng thất, đây được gọi là Hàng giá (降嫁). Vì lý do này, cộng thêm vấn đề "Nữ giới không có trách nhiệm nối dõi", rất ít hoàng nữ và vương nữ nên duyên cùng nam giới quan viên, họ chọn là gả cho nam giới hoàng tộc chi xa, hoặc là sẽ ở giá như vậy cả đời để bảo toàn địa vị hoàng thất. Khi chế độ hoàng gia Nhật Bản còn mạnh, có được vị hiệu "nội thân vương" cùng "nữ vương" thì cả đời vô lo, nên rất nhiều hoàng nữ cùng vương nữ lựa chọn không xuất giá. Khi không xuất giá, các nội thân vương hoặc nữ vương trong hoàng thất cũng có thể đảm nhiệm chức vụ trong Hạ Mậu Trai viện để làm chức vụ Trai vương, phụng dưỡng Thiên Chiếu Đại Thần Amaterasu.
Vào thời kỳ thời Heian hưng thịnh, trong cung thường gọi các hoàng nữ là "nội thân vương" dù chưa được thụ phong, tương tự lệ triều Thanh và triều Nguyễn vậy. Nhưng kể từ Thiên hoàng Daigo, hoàng thất Nhật Bản có hiện tượng thành viên trong hoàng tộc quá nhiều, điều này cũng khiến tất cả hoàng nữ và hoàng tử của Daigo đều thụ phong tước vương, dẫn đến tài chính trì trệ. Điều này khiến hoàng gia Nhật Bản vào lúc ấy có chính sách xóa bỏ thân phận hoàng gia của những thành viên không cần thiết của hoàng thất, đây được gọi là Thần tịch giáng hạ (臣籍降下; しんせきこうかShinseki kōka). Khi bị xóa bỏ thân phận, họ được ban họ Nguyên thị (源氏) và được xem như một quý tộc khác của quốc gia. Khi ấy, có rất nhiều hoàng nữ do mẹ là cung tần địa vị thấp sinh ra nên đều bị liệt vào hàng này, từ đó chế độ gia phong nội thân vương càng trở nên gay gắt, sự rạch ròi giữa "hoàng nữ" cùng "nội thân vương" cũng khác biệt. Sang thời Kamakura, địa vị của hoàng gia Nhật Bản rớt xuống đáy, rất nhiều hoàng tử đã không còn quyền được thụ phong thân vương, cho nên hoàng nữ đều rất khó được phong nội thân vương, thông thường cao lắm chỉ là nữ vương mà thôi. Do đó, không ít các hoàng nữ vương nữ chọn xuất gia để có danh hiệu Nữ viện (女院), nhưng bởi vì họ không chịu gả cho người ngoài, lại càng không muốn mình sau khi chết thì tài sản bị sung công triều đình, nên rất nhiều hoàng nữ vương nữ sẽ chọn nuôi con gái, từ đó có thể truyền tài sản của mình cho thế hệ sau. Tình trạng trên kéo dài đến tận vãn kỳ thời Edo. Từ thời Minh Trị chấn hưng, tuy thành viên hoàng thất nhánh ngoài bị tuyên giảm nhưng trực hệ được củng cố, theo đó hậu duệ nữ giới trong vòng 3 đời của thiên hoàng đều được thụ phong nội thân vương, ngoài 3 đời thì đều có tư cách thụ phong nữ vương. Trước đó, hoàng gia chỉ coi đến đời thứ 6 mới là thành viên hoàng thất, nhưng theo Hoàng thất điển phạm (Kōshitsu Tenpan) được công bố thì điều này đã được bãi bỏ.
Vào năm 2020, hoàng gia Nhật Bản có 1 vị "Hoàng nữ" cùng 2 vị "Hoàng nữ tôn" được thụ phong tước hiệu Nội thân vương, và 3 vị "Vương nữ tôn" được thụ phong Nữ vương:
- Nội Thân vương Aiko, hoặc "Ái Tử Nội Thân vương" (愛子內親王), con gái Thiên hoàng Naruhito, cháu gái Thiên hoàng Akihito.
- Nội Thân vương Mako, hoặc "Chân Tử Nội Thân vương" (眞子內親王), con gái Hoàng tự Fumihito, cháu gái Thiên hoàng Akihito.
- Nội Thân vương Kako, hoặc "Giai Tử Nội Thân vương" (佳子内親王), con gái Hoàng tự Fumihito, cháu gái Thiên hoàng Akihito.
- Nữ vương Akiko, hoặc "Bân Tử Nữ vương" (彬子女王), con gái Tam Lạp cung Khoan Nhân Thân vương, chắt gái Thiên hoàng Taishō.
- Nữ vương Yōko, hoặc "Dao Tử Nữ vương" (瑤子女王), con gái Tam Lạp cung Khoan Nhân Thân vương, chắt gái Thiên hoàng Taishō.
- Nữ vương Tsuguko, hoặc "Bảo Tử Nữ vương" (承子女王), con gái Cao Viên cung Hiển Nhân Thân vương, chắt gái Thiên hoàng Taishō.

### Triều Tiên
Ở Bán đảo Triều Tiên, từ thời Tam Quốc đến Cao Ly, các vị Vua thường xưng tước hiệu Quốc vương, nên con gái họ được gọi là Vương nữ (왕녀Wangnyeo), thông thường các vương nữ đều được phong tước hiệu Công chúa (공주gongju). Sử liệu cũng ghi nhận các vương nữ của Tân La ngoài tước hiệu công chúa thì còn có Cung chúa (궁주gungju), Điện chúa (전주jeonju) cùng Trạch chúa (택주taegju), trong đó cung chúa thậm chí còn dùng để phong các phi tần. Tuy nhiên, sau khi kết hôn thì các vương nữ đều xưng là "phu nhân", được chia ra làm Cung phu nhân (궁부인gungbu-in), Viện phu nhân (원부인wonbu-in) cùng Quân phu nhân (군부인gunbu-in). Bởi vì tư liệu từ Cao Ly trở về trước quá mức thiếu thốn, không rõ những danh xưng này có khác biệt về lễ ngộ hay không.
Triều đại nhà Triều Tiên kế tục làm quốc vương, hiện tại là triều đại có nhiều tư liệu nhất của Hàn Quốc. Ban đầu, các vương nữ cũng được gọi bằng danh xưng "Cung chúa" của Cao Ly, bên cạnh tước hiệu có từ Tây Hán là "Ông chúa" (옹주ongju). Điểm đặc biệt là đến cả hậu cung phi tần cũng đạt được hai xưng hiệu "cung chúa" và "ông chúa" này, dẫn đến tình trạng hai mẹ con vương nữ đều được gọi là ông chúa, ví dụ sớm nhất có Thục Thận ông chúa là con gái Triều Tiên Thái Tổ với hậu cung phi tần là Hòa Nghĩa ông chúa Kim thị, có thể thấy cả hai mẹ con đều là ông chúa. Do vậy vào năm Triều Tiên Thế Tông thứ 4 (1422), nhà vua ra quy định sửa gọi danh xưng cho vương nữ, án theo lệ nhà Nguyên cũng phong vương nữ làm "công chúa" mà y theo, tất cả vương nữ đều xưng công chúa để tránh đụng chạm danh xưng "cung chúa" và "ông chúa" của hậu cung. Nhưng hai năm sau, Thế Tông lại cho định nghĩa rõ hơn, tước vị công chúa chỉ ban cho Vương đích nữ (王嫡女; 왕적녀wangjeognyeo), tức con gái của chính thất vương phi mà thôi, còn các Vương thứ nữ (王庶女; 왕서녀wangseonyeo) là con gái do hậu cung sinh ra thì sẽ được tước vị là ông chúa. Cả hai tước vị này thông thường chỉ tiến hành gia phong khi vị vương nữ đã qua 5 tuổi mà không phải ngay từ khi sinh ra đã có, cho nên sẽ có lễ sách phong chính thức. Tuy nhiên về sau, các vương nữ chưa phong cũng ngẫu nhiên được gọi "Công chúa" hay "Ông chúa", chỉ khác biệt rằng phải qua lễ sách phong mới có phong hiệu, các phong hiệu của vương nữ Triều Tiên đều là mỹ tự như vương tử mà không phải tên đất đai quận huyện. Ngoài ra, danh hiệu này là cố định bất kể thân phận, cho nên chị em gái quốc vương sẽ không có thêm "Trưởng" vào như tước hiệu của hoàng nữ công chúa, ai là vương nữ công chúa thì vẫn chỉ là "Công chúa" mà thôi. Trong hệ thống đều tước hiệu ngoại mệnh phụ của Triều Tiên, hai tước vị này đều là hàng "Siêu phẩm", thế nhưng công chúa luôn ưu việt hơn ông chúa một bậc, điều này nghiêm ngặt đến nỗi cả người hầu cho phò mã của công chúa và phò mã của ông chúa cũng được quy định khác nhau. Bên cạnh đó, lương bổng cho vương nữ lại án theo phẩm trật, trong đó Công chúa án theo Tòng nhất phẩm, còn Ông chúa theo Tòng nhị phẩm. Về phía tông thất nữ của vương thất Triều Tiên, ngoại trừ con gái thế tử có thể thụ phong làm Quận chúa (dành cho Đích nữ) cùng Huyện chúa (dành cho Thứ nữ), thì con gái của vương tử tước đại quân và vương tử tước quân không có danh xưng nào, đều như phụ nữ quý tộc mà chọn chồng xuất giá, nếu người chồng có thể đạt được chức vụ hay tước hiệu trong hàng cao quý thì họ được hưởng tước hiệu ngoại mệnh phụ tương ứng.
Địa vị vương nữ Triều Tiên do ảnh hưởng Nho Khổng chặt chẽ mà không được ở "vai trên" nếu so với hoàng nữ của các triều đại khác của Trung Quốc, Nhật Bản cùng Việt Nam. Phần nhiều họ đều phải thu mình như các hoàng nữ triều Tống, nhưng cũng bởi vì các bà có thân phận đặc thù "Con gái nhà vua", cho nên cũng có thể đạt được lợi ích tùy vào sự sủng ái của quốc vương dành cho người đó. Ví dụ như vương đích nữ duy nhất của Triều Tiên Tuyên Tổ là Trinh Minh công chúa có nhiều đãi ngộ vượt xa thông thường dưới thời Triều Tiên Nhân Tổ, đây dựa vào một phần vì thân phận "Đích nữ" cộng với việc được Tuyên Tổ yêu thích, Huệ Khánh cung Hồng thị mẹ của Triều Tiên Chính Tổ là hậu duệ của Trinh Minh công chúa. Ngoài ra còn có vương thứ nữ Hòa Hoãn Ông chúa của Triều Tiên Anh Tổ, tuy chỉ là thân phận "Thứ nữ", nhưng bởi vì được Anh Tổ sủng ái mà có nhiều ảnh hưởng chính trị. Con cái của vương nữ cũng không có nhiều đặc quyền, căn bản phải xem dòng dõi người chồng của vương nữ ra sao để quyết định quan lộ.

### Lưu Cầu
Đảo quốc Lưu Cầu cũng lập nên triều đại của mình. Kể từ Vương triều thứ hai thì các vị vua thường nhận sách phong của nhà Minh và sau là nhà Thanh mà họ dùng tước hiệu Quốc vương, các con gái quốc vương đều là vương nữ với kính xưng Gia na chí (加那志; ガナシganasi).
Khác với các vương tử, quy định dành cho vương nữ tại Lưu Cầu đơn giản hơn nhiều, căn bản không chia ra con gái do chính phi hoặc trắc phi sinh ra. Khi trưởng thành, họ được phong tước hiệu ông chúa với hậu tố "Gia na chí" luôn đi kèm theo. Con gái của quốc vương lẫn vương tử đều được phong Án ti cùng đất phong, riêng vương nữ được gọi cụ thể là Án ti Gia na chí (按司加那志). Khi chưa kết hôn, vương nữ được gọi theo tên khi còn nhỏ gọi là Đồng danh (童名) với hậu tố "Gia na chí", sau khi kết hôn thì được chọn thực ấp lấy làm tên hiệu. Tên đất phong của vương nữ cố định nằm trong 3 lãnh địa được vương quyền điều phối trực tiếp là Chân Hòa Chí (真和志), Nam Phong Nguyên (南風原) cùng Tây Nguyên (西原); ví dụ như vương nữ phong Nội Gian Án ti Gia na chí (内間按司加那志), trong đó "Nội Gian" là tên một thôn thuộc Tây Nguyên. Bởi vì sau khi kết hôn thì họ thường được phong vị hiệu ông chúa, nên vị vương nữ được gọi là Nội Gian Án ti Gia na chí kia cũng được gọi là Nội Gian ông chúa (内間翁主), chồng của một vương nữ được gọi là "Nghi tân" tương tự như nhà Minh. Cũng như Nhật Bản, các vương nữ Lưu Cầu cũng có trường hợp gả đi cho nhánh họ gần của vương thất, dù rằng họ không bị tình trạng "hàng giá" mất đi thân phận con cháu vua chúa nếu gả cho nam giới khác họ như Nhật Bản. Đối với Lưu Cầu thì ngoại trừ đương nhiệm quốc vương cùng hậu duệ được chọn họ Thượng (尚), còn các chi xa khác của vương thất đều là họ Hướng (向), vì lý do này việc vương nữ gả cho các chi hệ khác của vương thất cũng không xem là bất hợp pháp đối với pháp luật Lưu Cầu. Tương tự như Nhật Bản có các chức vụ "Trai vương" bổ nhiệm nội thân vương hoặc nữ vương hiến tế thần thánh, Lưu Cầu cũng để các vương nữ ông chúa được chỉ định làm Văn Đắc Đại quân - một chức vụ dành cho thần nữ phục vụ vị trí thờ phụng thần linh tối cao nhất của quốc gia Lưu Cầu, và khi đó các vương nữ ông chúa được gọi là Văn Đắc Đại quân Gia na chí (聞得大君加那志).
Sau khi Lưu Cầu diệt vong, Thượng Thái vương được Đế quốc Nhật Bản phong hàng ngũ Hầu tước, các con gái của Lưu Cầu vương cũng không còn được gọi là ông chúa, nhưng đại bộ phận người Lưu Cầu duy trì truyền thống vẫn gọi con gái người đứng đầu gia tộc họ Thượng là ông chúa.

## Bên ngoài Đông Á

### Châu Âu

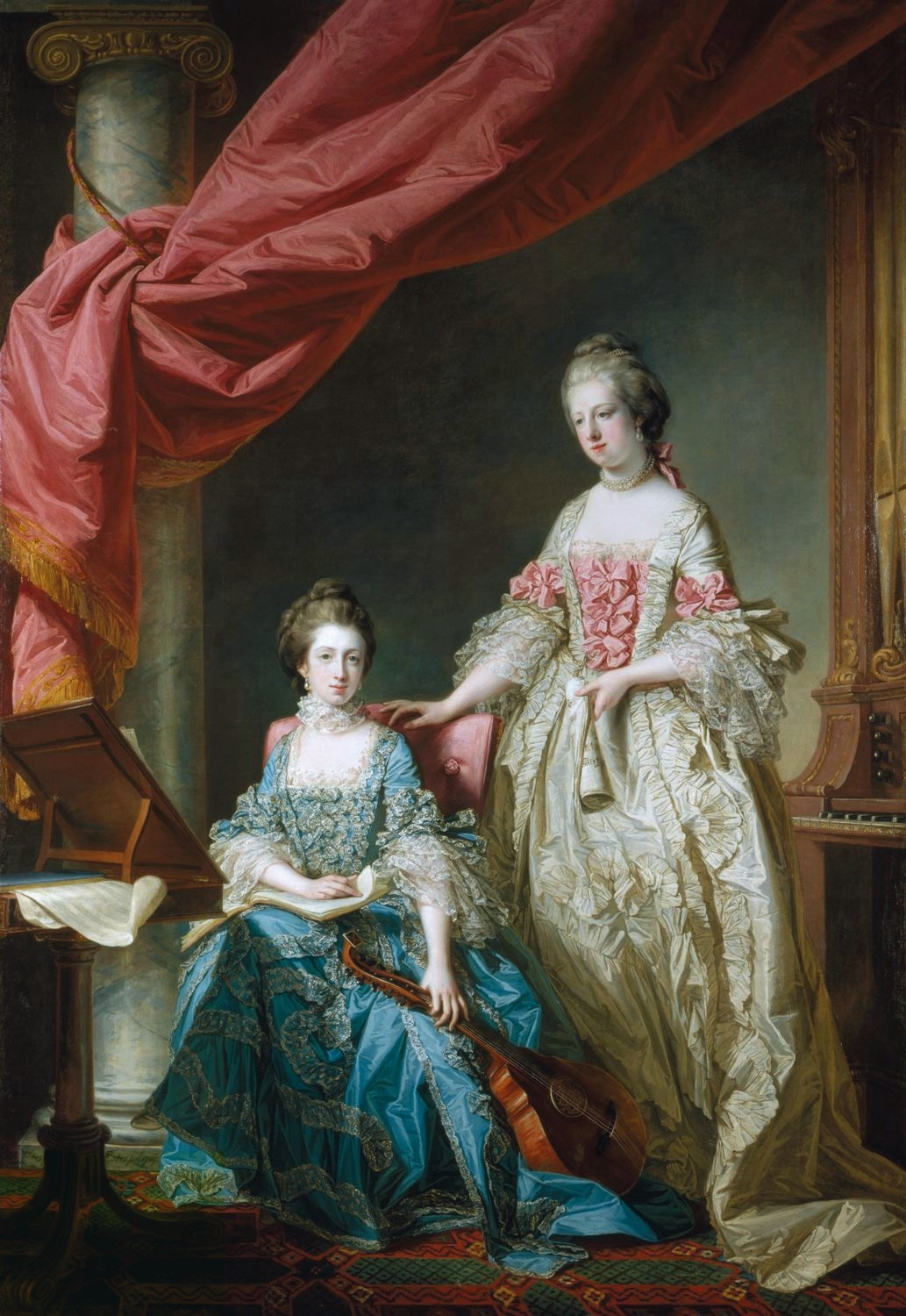
Hai chị em Princess Louisa Anne cùng Princess Caroline Matilda. Họ là con gái của Frederick, Thân vương xứ Wales, nên là cháu gái bên nội của vua George II.

Cũng như trường hợp của danh xưng "Prince", danh xưng con gái cùng hậu duệ nữ giới của vua chúa Châu Âu vốn không có từ mặc định. Cách gọi "'Princess'" mà hiện nay hay dùng đều có thể dịch là hoàng nữ hoặc vương nữ, có thể vừa là danh từ mang nghĩa chung chung "Con cháu vua chúa", vừa là kính xưng (Courtesy title), lại vừa là tước hiệu truyền thừa (Hereditary title). Vào lúc "Princess" trở thành kính xưng, tức được để trước tên Thánh của người đó, thì nó được hiểu như một tôn tước biểu trưng hậu duệ trực hệ của vua chúa hơn là một danh từ cụ thể. Cho nên kính xưng này luôn giữ nguyên "hình thái từ" mà không thay đổi thế hệ, dù người mang kính xưng này có thể là cháu nội cùng cháu cố của quốc chủ.
Vào thời kỳ cổ đại như Hy Lạp cổ đại, con gái của vua chỉ được gọi chung chung là "Con gái của Basileus" hoặc kiểu đại khái hơn là "Con gái của vua (tên gọi)". Đi theo sự thoái trào của La Mã là sự nổi lên của các Vương quốc Châu Âu. Những dòng dõi từ lâu đời như Vương thất Anh, vốn dĩ cũng không có kính xưng địa vị nào cho các con gái của vua ngoại trừ tước hiệu quý tộc mà người đó sở hữu. Tại vương triều Pháp và các vương triều Châu Âu khác, cũng không có kính xưng gì cụ thể như triều đình Anh, những vương tử cùng vương tôn của quốc vương nước Pháp đều được gọi chung chung là Enfants de France - tức "Người con nước Pháp". Xứ sở có dấu hiệu kính xưng dành cho thành viên vua chúa là các quốc gia ở Bán đảo Iberia, khi họ sử dụng Infante cho các vương tử cùng vương tôn; và "'Infanta'" dành cho vương nữ cùng vương nữ tôn. Từ này có gốc từ "Infant" mang nghĩa đứa con từ ngôn ngữ La Mã, được cho là ảnh hưởng từ cách gọi tại triều đình Pháp.
Tại triều đình Pháp, các vương nữ hoặc vương tử phi đều được gọi là hàng "Madame", xưng hô kính trọng nhất trong giới phụ nữ thuộc tầng lớp trên của Pháp. Trong khi các Tông nữ chưa kết hôn được gọi bằng kính xưng "Mademoiselle", thì các vương nữ chưa kết hôn vẫn dùng danh xưng "Madame" - một danh xưng thường chỉ dành cho phụ nữ đã kết hôn ở tiếng Pháp. Xưng hô này cũng giống kiểu "Lady" dùng cho các vương nữ Anh trước thời đại Hannover. Đi cùng với "Madame", triều đình Pháp đã tạo ra danh xưng "'Madame Royale'" dành cho Vương trưởng nữ chưa kết hôn, và điều này khiến Vương hậu Henriette Marie khuyến khích tạo ra danh xưng Princess Royal. Vào lúc này, "Princess" vẫn chưa là danh xưng riêng để chỉ các vương nữ, mà là được dịch từ "Madame Royale" của triều đình Pháp.
Kể từ khi Vương tộc Hannover quy định triệt để, thì dần nhiều quốc gia Châu Âu bên cạnh tước hiệu cũng quy định kính xưng cho con cháu của mình. Và với sự phổ biến toàn cầu của tiếng Anh thì "Princess" cũng dần thành một đặc xưng chung khi nói đến "Con gái của vua", điều này cũng ảnh hưởng qua cách dịch tài liệu tiếng Anh khi nghiên cứu các nền văn hóa khác trên thế giới. Từ triều đại quốc vương George quy định, các con gái, cháu gái cùng chắt gái bên nội của quốc chủ triều đình Anh đều có kính xưng "Princess" trước tên Thánh của mình, kèm theo kính ngữ Royal Highness dành cho con gái cùng cháu gái, và Highness dành cho các chắt gái. Vì để phân biệt địa vị, các vị vương nữ trực hệ đều thêm tiền tố "The-" trước tôn xưng "Princess", ví dụ như em gái của Nữ vương Elizabeth II là Princess Margaret, Bà Bá tước xứ Snowdon, vì là con gái của vua George VI mà được gọi thành "Her Royal Highness The Princess Margaret". Trong khi đó, bởi vì các vị "Princess Royal" có địa vị đặc thù nên không cần xưng tên, ví dụ con gái cả của Nữ vương Elizabeth II là Anne, tức "Her Royal Highness The Princess Royal". Cháu gái bên nội của quốc chủ cũng tiếp tục được kính xưng này, nhưng không có tiền tố "The-", mà là hậu tố "-of" kèm theo tên đất phong tước vị của người cha, ví dụ có Princess Beatrice xứ York, con gái của Prince Andrew, Công tước xứ York. Trước năm 1917, các chắt gái của quốc chủ vẫn là "Princess" nhưng chỉ thay kính ngữ từ "Royal Highness" thành "Highness", sau đó vì Đạo luật năm 1917 do vua George V công bố, các chắt gái quốc chủ chỉ được gọi và đãi ngộ y hệt "Con gái một Công tước" nên không còn tôn xưng truyền thống "Princess" mà thành tiền tố "Lady", kính ngữ "Highness" cũng bị bãi bỏ. Ví dụ này có trường hợp của Lady Davina Windsor cùng Lady Rose Windsor - hai cô con gái của Prince Richard, Công tước xứ Gloucester.
Vào năm 2012, Nữ vương Elizabeth II đã ra thông báo "Hậu duệ của con trai cả của Thân vương xứ Wales có thể duy trì tôn tước Prince (Princess)", điều đó khiến con gái của Prince William, Công tước xứ Cambridge, tức là Princess Charlotte, trở thành "Chắt gái quốc chủ nước Anh" đầu tiên vẫn được giữ kính ngữ "Royal Highness" kể từ khi nhà Hanover định ra quy tắc, và cũng là người đầu tiên kể từ năm 1917 được giữ tôn xưng "Princess" như một con gái và cháu gái quốc chủ. Trong trường hợp của Princess Charlotte, nếu dịch theo chuẩn vai vế trong thực tế, thì đáng lẽ phải là "Vương tằng tôn nữ Charlotte", hay theo kiểu gọi của triều Nguyễn là "'Tôn nữ Charlotte'". Vì cách dịch sai lầm về kính ngữ "Princess" ở Việt Nam, mà Princess Charlotte vẫn hay bị dịch thành "Công chúa Charlotte" - một cách dịch vừa không đúng ý nghĩa gốc mà còn sai về vai vế trong ngôn ngữ Hán Việt, rất dễ khiến Princess Charlotte bị nhầm thành con gái của Nữ vương Elizabeth II. Cách sử dụng chính xác về danh xưng này chính là để nguyên từ "Princess" bất chấp người ấy có vai vế ra sao với quốc chủ. Tương tự "Princess" là tôn xưng "Infanta" của Tây Ban Nha, đây cũng là một kính xưng cho con cháu trực hệ quốc chủ Tây Ban Nha nhưng mà không thay đổi hình thái của từ theo vai vế.

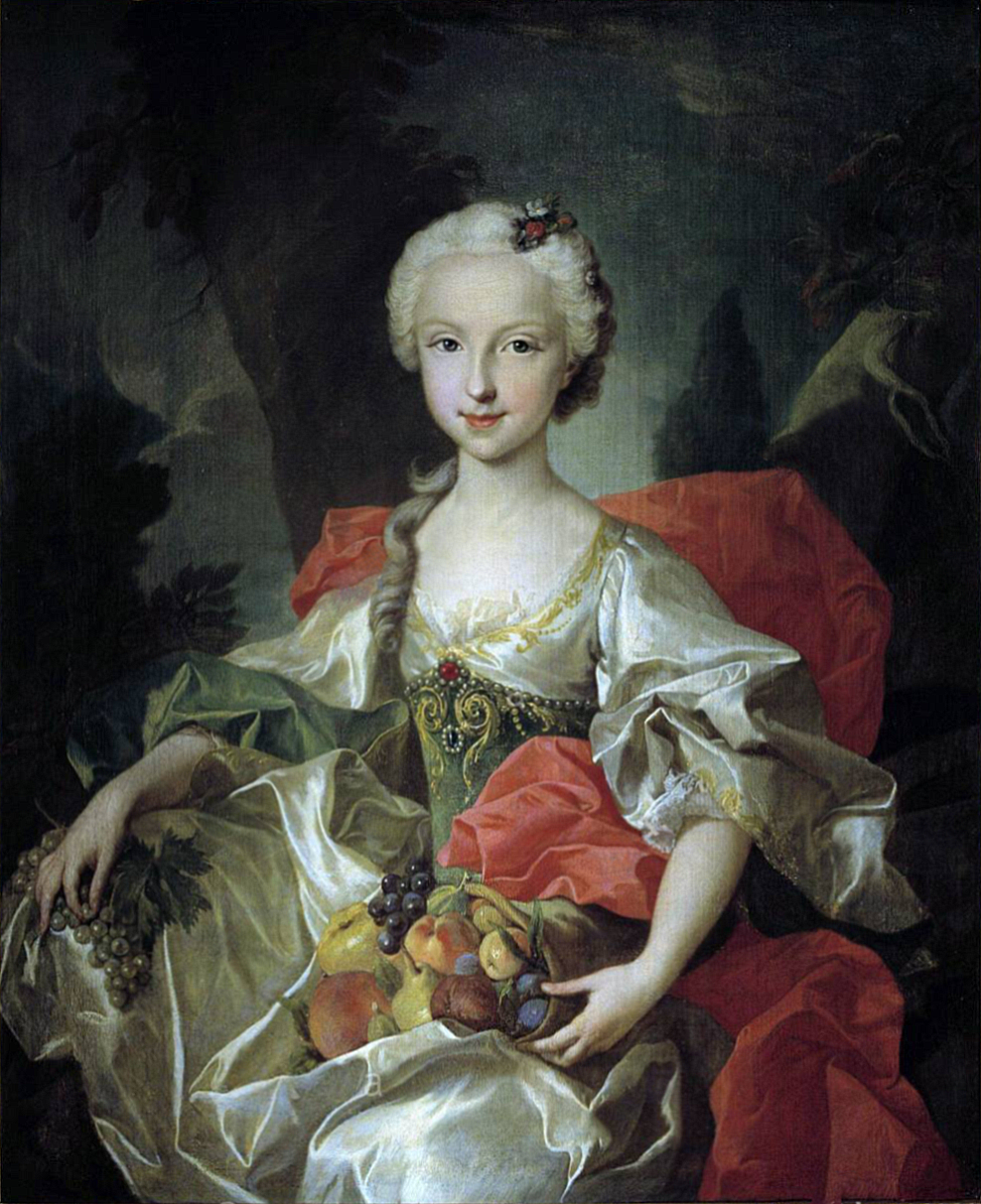
Infanta María Teresa Rafaela của Tây Ban Nha, con gái Felipe V của Tây Ban Nha.

Ở những chế độ theo Chính thống giáo phương Đông như Bulgary, Serbia cùng Đế quốc Nga, họ sử dụng ngữ tộc Slav và có kính xưng đặc thù là Tsarevna (Царевна) - nghĩa rằng "Sa Hoàng chi nữ", chỉ chung tất cả những người con gái của những vị vua xưng danh hiệu Tsar. Mà trong ngôn ngữ này, tước hiệu Tsar biểu hiện quyền thống trị tuyệt đối, về ý nghĩa ứng với "Hoàng đế" hay "Emperor", cho nên con gái của một tsar cũng có thể được dịch thành hoàng nữ.
Ngoài ra tương tự trường hợp của "Princess", danh xưng "Tsarevna" cũng có thể dùng cho vợ của một Tsarevich - tức con trai của Tsar, ứng với danh xưng hoàng tử. Kể từ sau Đạo luật Pauline, con trai tsar đổi thành "Velikiy Kniaz" (Великий князь), một từ thường được dịch qua tiếng Anh thành "'Grand Duke'", do đó các hoàng nữ con gái của tsar lẫn vợ của các vị hoàng tử đều được gọi theo thể nữ hóa là "'Grand Duchess'" (Velikaia Kniaginia), tương tự với kính xưng này là "'Archduchess'" (Erzherzogin) của Vương tộc Habsburg. Và cũng như "Princess" của Anh hay "Infanta" của Tây Ban Nha, cháu nội của quốc chủ, thậm chí chắt gái hay xa hơn của hoàng gia Nga và Áo, đều có thể tiếp tục sử dụng kính xưng "Grand Duchess" và "Archduchess" mà không bị thay đổi hình thái từ ngữ.
Và cũng như trường hợp của "Princess", các "Grand Duchess" cùng "Archduchess" đều có thể sử dụng cho vợ của một hoàng tử tông thân mang tước "Grand Duchess" hoặc hoàng tử tông thân mang tước "Archduke", và điều đáng nói nhất chính là những vị vợ của hoàng tử tông thân này không có biện pháp để phân biệt so với hoàng nữ, ngoài cái tên Thánh vốn có, trong trường hợp ở Nga thì tên của người vợ sẽ được thay đổi cho phù hợp với Chính đạo sau khi kết hôn. Ví dụ cho chuyện này có trường hợp của Princess Elisabeth của Hessen và Rhein, sau khi bà kết hôn với Grand Prince Sergey Alexandrovich của Nga thì được đổi tên thành "Yelizaveta Fyodorovna" và được gọi chính thức là "Her Imperial Highness Grand Duchess Yelizaveta Fyodorovna of Russia". Có thể thấy cách gọi này hoàn toàn tương tự với một hoàng nữ như Grand Duchess Olga Nikolaevna, khác biệt ở chỗ tên Thánh mà thôi.
Phụ nữ văn hóa Châu Âu thời cổ xưa rất xem trọng hôn nhân, bởi vì phần lớn họ để có địa vị trong xã hội một cách chính thức thì không thể không dựa vào địa vị của người chồng. Hiện tượng "Dòng dõi vua chúa ưu việt hơn người chồng" xuất hiện trong văn hóa Nho Khổng lại không hiện hữu trong xã hội Châu Âu, đây căn bản là có hai nguyên nhân chính. Thứ nhất là "Thần quyền" của các tôn giáo khởi nguồn từ Abraham đã luôn song hành hoặc áp chế "Quân quyền", mà phụ nữ lại là thành phần bị xem nhẹ chủ yếu, cho dù có là quân quyền do xuất thân đi nữa thì cũng bị đủ thứ ràng buộc. Thứ hai là vì trong hôn nhân mang tính liên minh của Châu Âu, bản thân những người chồng đã tương đương hoặc hơn các vị hoàng nữ vương nữ, không có khoảng cách giai cấp lớn như Đông Á, vì thế các hoàng nữ và vương nữ không có sự ưu việt về quân quyền so với người chồng. Xã hội cận hiện đại càng về sau, quyền lợi hoàng gia cùng vương thất Châu Âu bị tác động rất nhiều, đến thời đại việc "Kết hôn không đăng đối" trở thành bình thường như Princess Margaret cưới Antony Armstrong-Jones, địa vị ưu việt của một hoàng nữ vương nữ chỉ còn ở trên hình thức. Điểm khác biệt lớn nhất giữa Châu Âu so với thế giới Nho Khổng cùng thế giới Ba Tư Hồi giáo, chính là công nhận nữ giới cũng có vai trò mang dòng dõi, tức là không chỉ để sinh con mà các hoàng nữ vương nữ cũng truyền lại "Dòng máu vua chúa" cho hậu duệ của mình, khi dòng dõi nhà vua đã không còn nam duệ thì dòng nữ duệ có quyền đòi quyền thừa kế. Điều này khiến nhiều quốc gia công nhận dòng nữ kế vị như nước Anh chấp nhận hậu duệ của vương nữ kế vị, mà điển hình nhất chính là James I của Anh khi ông kế vị Elizabeth the Virgin với tư cách là hậu duệ của Margaret Tudor.

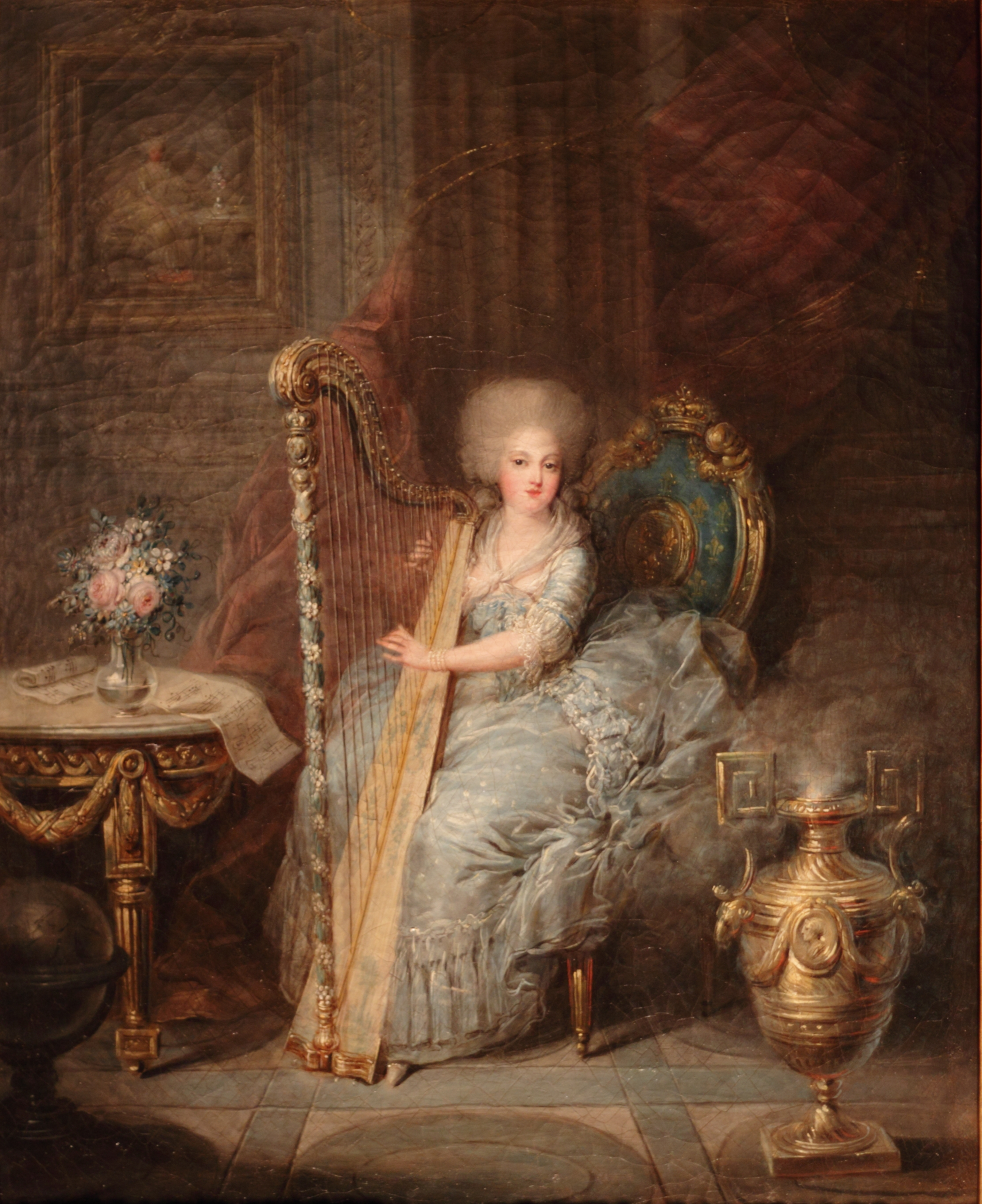
Madame Élisabeth, em gái quốc vương Louis XVI của Pháp.

Khác với Nho Khổng cùng Trung Đông, triều đình Châu Âu theo chế độ "Một vợ một chồng" tuyệt đối, nên tình trạng sinh sống của hoàng nữ cùng vương nữ lại không khác tiểu thư quyền quý bình thường, chỉ là bối cảnh lại xa hoa hơn. Điểm đặc biệt là các nhân vật vào thời điểm đủ trưởng thành sẽ thường có một "Household". Xét theo khái niệm, "Household" là một tổ chức bao gồm thị tùng riêng, nữ hầu cấp thấp, thư ký, quan chức, thị vệ hộ tống hay thậm chí là thầy thuốc, toàn bộ sẽ có trách nhiệm chuyên phục vụ một mình chủ nhân, hoặc những người khách mà người chủ sở hữu bảo lãnh. Thông thường, các hoàng nữ cùng vương nữ sẽ được giữ tại cung điện triều đình, trong tiếng Anh được gọi là "Royal Court", sinh sống cùng cha mẹ và các anh chị em. Bởi vì cả đế vương cùng các bà hậu đều có cơ quan "Household" riêng cho mình, nên các hoàng nữ vương nữ sẽ được hệ thống của người mẹ chăm sóc, tức là các bà nhũ mẫu, bảo mẫu cùng phó mẫu.
Sau khi vượt qua 13 tuổi, hoặc cha mẹ qua đời và anh chị của họ lên ngôi, thì họ có cơ hội được ban các dinh thự ở ngoài hoặc trong kinh thành để sống riêng, thậm chí là cả hai dạng, cả hai được phân biệt là "Town house" cùng "Country house" trong tiếng Anh. Tòa nhà Dinh thự Hatfield ở hạt Hatfield tại Hertfordshire là một ví dụ cho "Country house", nơi đây là nơi mà Nữ vương Elizabeth trưởng thành, là nơi mà bà sống chủ yếu trong thời đại của người chị Mary, bản thân Mary cũng từng bị giam cầm ở đây. Những ví dụ khác về dinh thự cho các vương nữ nghỉ ngơi, trong trường hợp họ không kết hôn như Dinh cơ Montreuil nằm trong Versailles, là nơi mà Louis XVI của Pháp đặc biệt ban cho người em gái không kết hôn của mình, Madame Élisabeth de France. Ngoài ra còn có Château de Bellevue, là nơi vua Louis XVI dành cho ba người con gái của Louis XV của Pháp là Madame Adélaïde, Madame Victoire và Madame Sophie. Ngoài thành viên vương thất của bản quốc, các vị hoàng nữ vương nữ đến làm dâu cho quốc gia ấy cũng có quyền này, như cung điện Petit Trianon là do Maria Antonia của Áo sở hữu sau khi đến Pháp.
Về vấn đề kinh tế, dù đã kết hôn hay chưa kết hôn, các vị hoàng nữ cùng vương nữ đều có ví riêng của mình và khái niệm này được gọi là "Privy purse". Nguồn tài chính của hệ thống này thông thường là tiền phúc lợi từ thuế khoáng ở các điền trang thái ấp do triều đình sở hữu, tiếng Anh gọi là các "Crown estates". Thông thường không chỉ hoàng nữ vương nữ, mà các hoàng hậu vương hậu cũng sẽ được ban những điền trang thái ấp, như Jane Seymour hưởng được 104 thái ấp ở 4 tỉnh hạt do Henry VIII ban tặng, lại như Nữ vương Mary nhà Tudor khi còn chưa lên ngôi đã được cấp quyền chu cấp sinh hoạt dựa vào tiền tô từ Cung điện Beaulieu, Cung điện Richmond, Cung điện Hudson, Cung điện Greenwich, Cung điện Westminster và Cung điện Hampton Court. Căn cứ theo lệ thường, thì tiền mặt có được từ việc thu thuế tại các thái ấp này sẽ được tính toán theo tỉ lệ được quy định từ triều đình, bao nhiêu là cho triều đình và bao nhiêu là cho người thụ hưởng quyền tô thuế từ thái ấp, sau đó phần được tính toán theo quy định tỉ lệ đó sẽ được chuyển thẳng vào hầu bao cho người được cấp quyền ăn lộc thái ấp. Cũng có thể có trường hợp người ăn lộc thái ấp sẽ được hưởng trọn vẹn số tô thuế, dù khả năng này tương đối không cao lắm đối với thái ấp dành cho các phụ nữ. Đây cũng tương tự chế độ thực ấp của xã hội Đông Á. Ngoài ra, phần tư sản này còn là nói về sở hữu cung điện cùng bất động sản, như Anna xứ Kleve được ban quyền sở hữu các tòa dinh thự tại Anh, bao gồm Cung điện Richmond và Lâu đài Hever.
Một số người vì trường hợp đặc biệt cả đời không kết hôn, ngoài việc sống cùng cha mẹ hoặc anh chị em tại "Royal court", hoặc ở trong Cung điện riêng, thì cũng có khi được ban tước vị cùng đất phong một cách độc lập, như Infanta Maria de Portugal - con gái Manuel I của Bồ Đào Nha - được anh trai khác mẹ là vua João III ban cho xứ thái ấp Viseu và tước hiệu "Duchess of Viseu" trong khi cả đời không kết hôn. Bởi vì "Duchess" ở tiếng Anh dùng cho "Vợ của một Công tước" lẫn "Nữ giới sở hữu chức Công tước độc lập", cho nên tước hiệu của Infanta Maria khi dịch ra Hán Việt liền trở thành "Nữ Công tước xứ Viseu" do bà nắm giữ tước hiệu độc lập. Ví dụ thêm còn có hai cô con gái của Louis XV là Madame Adélaïde cùng Madame Sophie, thời cháu trai Louis XVI được đồng phong Louvois kèm Công tước, tức "Duchess of Louvois".

### Trung Đông

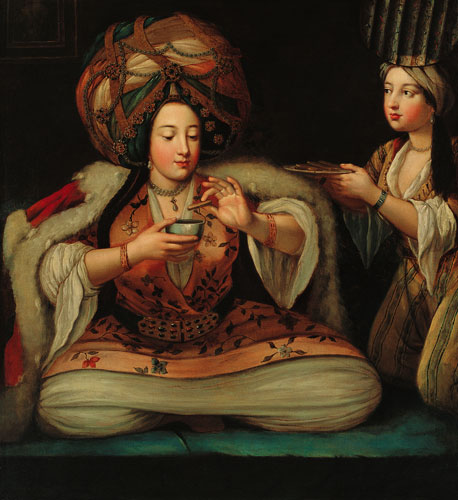
Bức tranh "Thưởng trà" vẽ lối ăn mặc của phụ nữ cao tầng của Đế chế Ottoman.

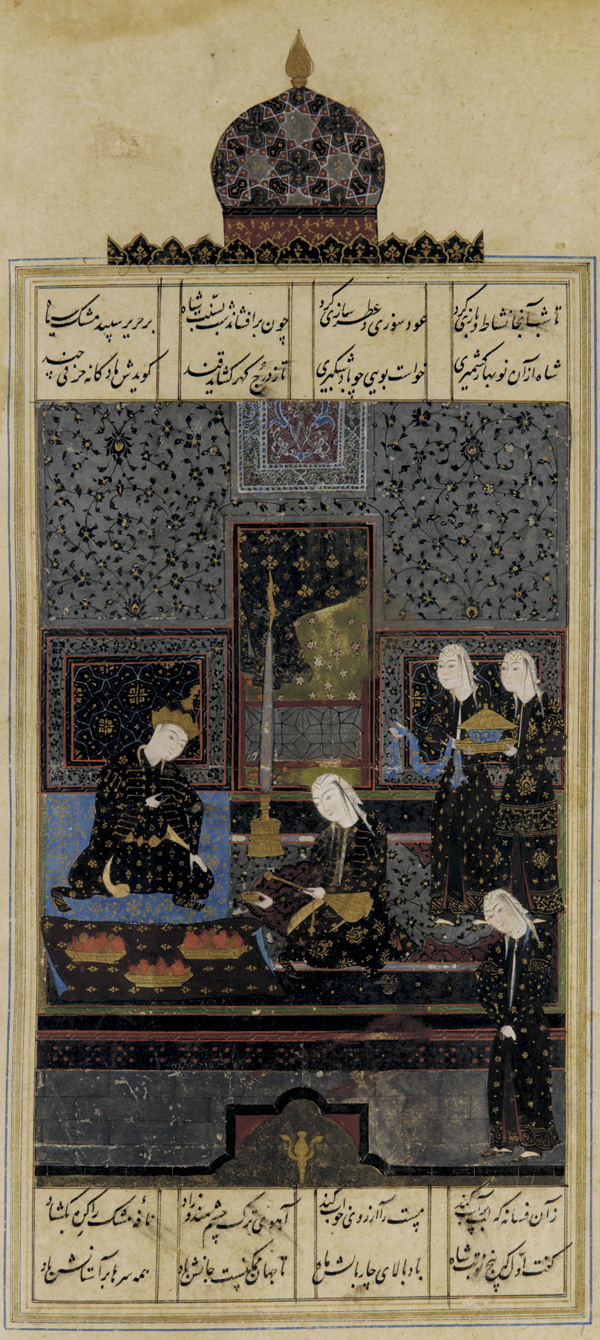
Tranh vẽ minh họa Hoàng đế Bahram V và một hậu phi vốn là vương nữ Ấn Độ.

Vùng đất Trung Đông chủ yếu bị ảnh hưởng hệ thống tước hiệu có gốc từ Ba Tư hoặc Ả Rập. Thời kỳ đầu, dưới sự ảnh hưởng của Đế chế Assyria cùng Văn minh cổ Babylon, ngoài những tước hiệu tương ứng Vương là Shah, thì còn có dạng Shahanshah hoặc šar kiššatim - khi dịch ra tiếng Anh là "King of Kings" và "King of the World", ứng với "Vương của các Vương" trong văn phong Đông Á. Về ý nghĩa thì dạng tước hiệu này chưa đạt đến Hoàng đế, nhưng lại cao hơn tước Vương hay thậm chí là "Đại vương" thông thường, cho nên con gái họ được dịch thành "Hoàng nữ" hoặc "Vương nữ" đều hợp lý. Điều này kéo dài đến khi bị Hồi giáo ảnh hưởng.
Cũng từ danh hiệu "Shah" của vua chúa Ba Tư, họ còn tạo ra danh từ "Šāhzādeh" (شاهزاده) - mang nghĩa chung là "Hậu duệ của các vị Shah" với "-zada" là thành tố mang nghĩa con trai hoặc nam duệ. Trong khi đó, các con gái có danh từ "Shahdokht" (شاهدخت) - mang nghĩa chung là "Hậu duệ của các vị Shah" với "-dokht" là thành tố mang nghĩa con gái hoặc nữ duệ. Tuy nhiên, ở hai Đế chế lớn của thế giới Hồi giáo Ba Tư là Đế quốc Ottoman cùng Đế quốc Mughal lại thường không gọi chung chung một danh xưng cho hoàng nữ mà lại chọn theo tên riêng kèm "hậu tố" đi sau để biểu đạt, như hoàng gia Ottoman gọi các hoàng nữ cùng Nữ tôn theo tên riêng cùng hậu tố Hatun (خاتون) cùng Sultan (سلطان), thì hoàng gia Mughal lại gọi theo hậu tố Begum (بیگم) cùng Nissa (نساء). Bên cạnh đó, hoàng gia Mughal trong một số trường hợp còn gọi chung hoàng nữ với danh xưng Shahzadi - một biến âm của danh xưng "Shahdokht" nguyên bản từ Ba Tư. Theo đạo Sikh, người phụ nữ còn có hậu tố Kaur (ਕੌਰ).
Trong văn hóa bản địa Ấn Độ được gọi là quần thể người Rajput, họ có bản ngữ xưng hô là Raajakumaaree (राजकुमारी) để nói đến con gái các vị Raja, bởi vì tước vị "Raja" ứng với tước Vương nên các "Raajakumaaree" khi dịch ra văn phong Đông Á sẽ ứng với vương nữ. Tuy nhiên cũng như Mughal, họ hay dùng hậu tố phổ biến là "Begum" để đặt cho các phụ nữ công nương nào có tính quyền quý nói chung. Một số vùng không dùng "Begum" mà thuần là tên dựa vào tên gốc hoặc đã biến hóa từ tên các nữ thần, như trường hợp Indira Devi của Baroda. Ngoài ra còn có Khanum (هانم) của vùng Trung Á, hay Khatun (خاتون) tức phiên âm của Khả đôn, đều thường được dùng như một hậu tố cho các hoàng nữ hoặc vương nữ. Tại các khối quốc gia Ả Rập từ xưa đến hiện đại, hoàng nữ cùng vương nữ có thể được dùng kính xưng Emira; (أميرة) hoặc Sheikha (شيخة), những từ "nữ hóa" của các tước vị Emir và Sheikh vốn dành cho các hoàng tử vương tử của thế giới Ả Rập. Nhưng trong thực tế thì các hoàng nữ vương nữ của thế giới Ả Rập cũng chỉ được gọi thẳng trực tiếp theo tên riêng của mình, mà thành tố tạo nên cái tên của họ ngoài tên riêng thì còn có hậu tố "-bint" có nghĩa là "Con gái của..." kèm theo tên người cha. Lấy ví dụ vị hoàng nữ của triều đại nhà Abbasid là Abbasa bint al-Mahdi, trong đó "Abbasa" là tên riêng của bà, còn "bint al-Mahdi" thì bởi vì bà là con gái của Caliph Al-Mahdi nên được đặt theo như vậy. Ngoài ra nếu họ có biệt hiệu thì sẽ được biết đến qua biệt hiệu nhiều hơn, như vương nữ Qatr al-Nada - vợ cả của Caliph Al-Mu'tadid, con gái của Khumarawayh ibn Ahmad ibn Tulun, thì Qatr al-Nada chỉ là biệt hiệu của bà có nghĩa "Hạt sương rơi", còn tên đầy đủ của bà lại là "Asma bint Khumarawayh ibn Ahmad ibn Tulun" (أسماء بنت خمارويه بن أحمد بن طولون).
Cũng giống như thế giới Châu Âu, địa vị của các hoàng nữ cùng vương nữ tại khối Hồi giáo tại Trung Đông đều dựa vào người chồng, so với các hoàng nữ cùng vương nữ ở Châu Âu thì họ ít tiếng nói hơn. Đây một phần vì bản chất văn hóa, lại một phần vì những giáo lý của Hồi giáo nói riêng áp đặt lên phụ nữ. Có điều vì tính chất "Quân quyền" là nền tảng của bất kì xã hội quân chủ chuyên chế nào, việc vốn là "Dòng dõi vua chúa" của các hoàng nữ vương nữ khiến các cuộc hôn nhân của họ thường vào diện tốt nhất. Tuy nhiên cũng vì lý do đó, chồng của họ không là thế lực đáng kể ở một phương, thì cũng là ở địa vị tương đương với cha và anh của họ, sự ưu việt của họ chỉ là ở việc họ là con gái của vua chúa, tình trạng "Ưu việt hơn người chồng" như ở thế giới Nho Khổng cũng không xuất hiện tại khối văn hóa Trung Đông này. Hậu duệ của các hoàng nữ vương nữ về căn bản không kế thừa ngai vị, tuy nhiên ở xã hội biến động cùng quyết định ở thực lực như Trung Đông thì không có gì là cố định, rất nhiều nhà chồng của hoàng nữ cùng vương nữ hoàn toàn đủ thế lực áp chế hoàng quyền. Cũng vì tính chất "Quân quyền", nhiều vị hoàng nữ cùng vương nữ thông qua quan hệ với cha ruột hoặc anh em ruột mà có được vị trí lớn trong giới chính trị của quốc gia ấy, điển hình có con gái của Hoàng đế Ottoman Suleiman I là Mihrimah Sultan, hay con gái của Hoàng đế Mughal Shah Jahan là Jahanara Begum, cả hai đều là con gái của những người Vợ cả rất được vua cha yêu quý nên có được sự ảnh hưởng trong thời đại của cha mình. Đáng chú ý nhất rằng Jahanara Begum còn là vị hoàng nữ đầu tiên có được tước vị Padshah Begum (پادشاہ بیگم) - một địa vị ở hàng Quốc mẫu vốn chỉ dành cho một hoàng hậu hoặc hoàng thái hậu của Đế chế Mughal, và thông qua địa vị đó thì Jahanara Begum đã có được vị thế lớn nhất mà một hoàng nữ Mughal từng có được, trở thành "Người phụ nữ quyền lực nhất Đế chế" hơn bất kỳ hoàng hậu nào khác của triều đại này. Còn như Mihrimah Sultan tuy chỉ là một hoàng nữ, nhưng nối gót theo mẹ là Hurrem Sultan trở thành một trong những biểu tượng của thời kỳ nữ giới khống chế chính trị của Ottoman được gọi là "Sultanate of Women" (có nghĩa "Đế chế sultan của phụ nữ").
Trước khi được gả, tất cả hoàng nữ cùng vương nữ đều được sống trong hệ thống hậu cung được gọi là Harem (حريم) trong tiếng Ả Rập, hay là Zenana (زنانه) trong tiếng Ba Tư. Cũng như thế giới Nho Khổng, phụ nữ quyền quý tại các quốc gia Trung Đông - đặc biệt sau thời kỳ Hồi giáo - luôn có tâm thế phải tránh cho việc tiếp xúc với những nam giới cùng thế giới bên ngoài. Khái niệm này đối với các quốc gia Trung Đông cổ đại cùng Ấn Độ bản địa đã hình thành từ sớm, và càng được tăng cường sau thời kỳ Hồi giáo. Đây được gọi là Purdah (پرده) trong tiếng Ba Tư, có nghĩa "Tấm màn che", ý nói việc ẩn thân kín mít của nữ giới thông qua việc chỉ sống ở những căn phòng khuất, hoặc là ăn mặc kín hết cơ thể. Điều đáng nói đến là những phụ nữ tầng lớp hạ đẳng trong xã hội không yêu cầu chuyện này, cho nên cách nói "Càng cao quý càng ẩn dật" là quan niệm chung khi ấy. Hệ thống "Harem" cùng "Zenana" của hoàng đế là cả một khu vực riêng biệt, ngoài hoàng nữ thì cả các thái hậu, di phi cùng hậu phi của vị hoàng đế ấy sinh sống, là một tập thể xã hội tự cung tự cấp. Trong các khu vực hậu cung này, các hoàng nữ sống lẫn với các quý phụ hoàng gia, và đều được cung cấp một cuộc sống vật chất xa hoa do chính các hoàng đế phê chuẩn chu cấp, đa phần khác biệt ra sao đều tùy vào ý của hoàng đế, nhưng căn bản đều dựa vào thứ tự sinh ra cùng vai vế của người ấy, sau mới đến sự yêu thích cá nhân của hoàng đế dành cho người ấy. Tại Ấn Độ, có một đơn vị thuế thực ấp từ lãnh địa được gọi là Jagir (جاگیر), căn cứ bài nghiên cứu khoa học "The Royal Ladies in Mughal Harem" của Swati Sharma thì đây chính là thứ mà Hoàng đế Humayun hứa sẽ chu cấp cho mẹ, chị em gái cùng một số quý phụ trong hậu cung như một khoảng chi phí tự hưởng. Ngoài ra còn có Mansab (صبدار) - một đơn vị thực ấp khác thường chỉ ban cho các hoàng tử Mughal với một số lượng lính tráng. Hệ thống này giống với giai cấp Bao y của triều Thanh, nguyên nghĩa từ thời Hoàng đế Akbar là thiết lập một chuỗi "Thực hộ" cho các hoàng tử cùng quan chức cấp cao quản lý một lượng "Tư binh" cùng một lượng "Thuộc nhân" cho riêng mình. Khi được phái đi làm Trị sự ở các thành trì, các hoàng tử Mughal được thụ hưởng một "Mansab" từ vài trăm đến vài nghìn người, tạo thành một thế lực nắm giữ binh quyền thực sự. Trong trường hợp này, Hoàng đế Humayun hứa dành cho các hậu phi cùng hoàng tỷ muội của mình hưởng "Mansab", có lẽ là nói đến một khoản thu nhập bên cạnh "Jagir" kèm một chút Hạ nhân cùng tư binh của riêng từng người được thụ hưởng, mà không mang ý có được binh quyền trong thực tế.
Không rõ từ thời Humayun thì về sau có tiếp tục duy trì như vậy không, và có phải ai cũng sẽ như vậy không, nhưng án theo lệ của Jahanara Begum thì: "Hoàng đế Shah Jahan ngay khi lên ngôi đã thưởng cho Mumtaz Mahal, mẹ của Jahanara, khoảng 100.000 đồng tiền vàng Ashrafi, 600.000 đồng Rupee cùng tiền chu cấp hằng năm trị giá 1 triệu Rupee. hoàng nữ Jahanara hưởng 100.000 đồng tiền vàng Ashrafi, 400.000 đồng Rupee cùng tiền chu cấp hằng năm trị giá 600.000 đồng Rupee". Sau cái chết của Mumtaz Mahal, Jahanara Begum được chia ra một nửa toàn bộ tư trang của mẹ mình, một nửa còn lại đều là những người em cùng mẹ hưởng. Sau đó, Jahanara Begum thừa hưởng số lượng thu nhập từ "Jagir" là các làng ở Achchol và Farjahara, cùng một số khu vườn làm chỗ ở riêng. Ngoài ra, bà còn được hưởng thực ấp tương đương một thành phố ở Mughal được gọi là Sarkar (सरकार), ngoài ra bà còn được hưởng thu nhập từ thực ấp Panipat cấp Pargana (परगना). Ngoài ra, Jahanara còn được cha mình trìu mến cấp thực ấp từ bến cảng trù phú Surat sau khi bà trải qua một cơn bệnh nặng. Đi theo Mughal thì Ottoman cũng hay ban chế độ thực ấp cho các hoàng nữ, đặc biệt là sau khi họ xuất giá. Lấy ví dụ hoàng nữ Esma Sultan, con gái của Sultan Ahmed III, đã được ban thực ấp dạng "Mâlikane", tức một dạng thuế ruộng đất theo cơ chế Ottoman và có quan viên phụ trách, ngoài các hoàng nữ cũng được cấp cung điện riêng để ở cùng chồng mình và thừa kế nó như một điền sản, Esma Sultan đã được cấp Cung điện cũ tại Eyüp Bahariye và một số đồng ruộng hay điền trang khác. Ngoài thuế ruộng, các hoàng nữ cũng được cấp sinh hoạt phí ở dạng tiền tệ, ngoại trừ ví dụ của Jahanara Begum bên trên thì còn có các ví dụ của hoàng nữ Ottoman, như con gái của Sultan Ahmed I là Hanzade Sultan dưới thời em trai Sultan Ibrahim I đã nhận sinh hoạt phí với mức 400 đồng Asper theo ngày. Đây cũng là mức tương đối nếu so với con số từ 1.000 đến 3.000 đồng Asper mà các thái hậu cùng hoàng hậu thường nhận, ví dụ Hurrem Sultan trong thời kỳ hoàng hậu là 2.000 đồng Asper hằng ngày. Bên cạnh thu nhập cố định từ tiền tệ cùng thực ấp của triều đình, các hoàng nữ cùng vương nữ sau khi kết hôn sẽ trông chờ thêm thu nhập từ các phúc lợi mà chức quan chức của chồng mình đem lại, như Esma Sultan từng phàn nàn người chồng đầu tiên, Mehmed Pasha, không chịu đưa phần thu nhập "Prebend" từ Vâsıf mà ông ta đã hứa. Khái niệm "Prebend" có nghĩa là lộc thánh, ở đây ám chỉ thu nhập từ các nhà thờ.
Ngoài những chế độ cố định, các hoàng nữ cùng vương nữ nói chung đều sẽ nhận được những phần "phụ thu" từ việc ban thưởng của hoàng đế, hoặc đặc biệt hơn là quà cáp từ thương nhân và đặc sứ nước ngoài. Vì vấn đề ngoại giao, các Đặc sứ nước ngoài khi đến triều đình Ottoman và Mughal thì đều sẽ nhắm đến những nhân vật có ảnh hưởng lên hoàng đế để dâng quà cáp, yể tướng hay đại thần thì không cần nói, nhưng những người có ảnh hưởng từ hậu cung như hậu phi, hoàng tỷ muội hay hoàng nữ lại là những mục tiêu thường xuyên hơn, đặc biệt là những người được sủng ái như Jahanara Begum. Đi theo xã hội quân quyền đã bị Hồi giáo hóa, tuy các hoàng nữ cùng vương nữ ở thế giới Hồi giáo chỉ đơn thuần là có dòng dõi cao quý, thế nhưng đặc quyền tầng lớp dành cho con cháu của họ ở một mức nào đó vẫn còn rất mạnh. Ví dụ như con của một hoàng nữ Ottoman còn được vinh dự gọi theo kiểu kính xưng là "Sultanzade" (سلطانزاده) dành cho nam cùng "Hanımsultan" (خانم سلطان) dành cho nữ, và tuy kiểu kính xưng này chỉ để vinh danh, nhưng đối với ở xã hội trọng dòng dõi như các quốc gia Trung Đông thì có tiếng "Hậu duệ của vua chúa" dù chỉ là qua họ mẹ cũng đủ khiến họ có được chức vị cao, hoặc địa vị xã hội đảm bảo, điều này đối với nam là con đường quan chức, còn đối với nữ là các cuộc hôn nhân danh giá. Đồng thời các hoàng nữ tôn dòng nam duệ cũng có thể đạt riêng vị hiệu "Sultan" cho mình và truyền đi thế hệ sau, như Hümaşah Sultan là con gái của Şehzade Mehmed, hoặc đôi khi Nữ tôn họ ngoại cũng có được vinh dự này như Ayşe Hümaşah Sultan là con gái của Mihrimah Sultan.
Tại lục địa Châu Phi, bỏ qua những vùng thuộc Hồi giáo như Ai Cập thời Mamluk cùng Sultan của Ai Cập, ghi chép cùng tư liệu của những quốc gia này tuy tương đối thiếu thốn, nhưng theo những gì còn lại qua thư tịch Ai Cập cổ đại mà các học giả nghiên cứu được, thì các vương nữ có vai trò về "Duy trì dòng dõi vua chúa" trong vương thất thông qua việc họ thường kết hôn trong nội tộc. Đặc biệt ở thời kỳ Ai Cập cổ đại, không tính những vương nữ chỉ tìm được mộ và một phần thân thế, thì những vị vương nữ được ghi chép lại từ thời kỳ các vương triều Cổ đại đến tận triều đại Ptolemy đều kết hôn với anh-em trai, hoặc thậm chí là chú-bác xuất thân trong vương thất để làm vương hậu với danh xưng truyền thống là "Great King's wife" (hmt-niswt-wrt). Trong trường hợp Pharaoh Ramesses II, ông còn kết hôn với chính các con gái ruột.

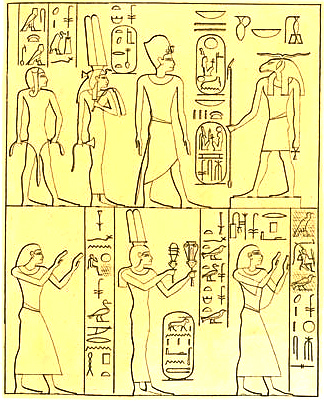
Bia đá khắc hình vương nữ Bintanath, con gái và sau là vợ cả của Pharaoh Ramesses II, hàng dưới chính giữa.

Thời kỳ Ai Cập cổ đại, các vương nữ thường có những huy hiệu như "The King's daughter" (s3t-niswt) nghĩa là con gái đức vua, hoặc thậm chí là "The King's sister" (snt-niswt) tức chị em gái của đức vua. Trong các con gái của Ramesses II thì Bintanath là con gái đầu tiên được đề cập trở thành vợ của ông với tư cách "Great King's wife" và khi đó bà vẫn giữ hai huy hiệu trên trong hàng dài danh hiệu của mình, trước mắt không rõ việc giữ đồng thời hai địa vị con gái vua và em gái vua của bà biểu thị điều gì, một số học giả Ai Cập học phát hiện có khả năng bà cũng là vợ của người anh em trai kế nhiệm là Merneptah, nên việc có danh hiệu "Em gái đức vua" này rất có khả năng biểu thị địa vị ấy. Cũng như các vị vương tôn Ai Cập, các vương nữ tôn cũng có thể được thừa hưởng danh hiệu "King's daughter" dù thực tế chỉ là chỉ là cháu gái nhà vua, ví dụ có Nebetia - con gái vương tử Siatum và là cháu gái của Pharaoh Thutmose IV. Căn cứ vào truyền thống thờ phụng của Ai Cập, cũng như chuyện con gái của Thutmose III là Meritamen kế thừa danh hiệu "God's Wife of Amun" (ḥm.t nṯr n ỉmn) từ mẹ mình, các vương nữ Ai Cập cổ đại có vai trò chủ yếu trong việc trở thành quan tư tế thờ cúng trong điện thần của các vị nữ thần, đôi khi họ cũng được đề cập có vai trò nhất định trong triều đình như Meritaten.
Hoàng gia Đế quốc Ethiopia xưng hiệu tương ứng "Hoàng đế", do đó con gái của họ được gọi là hoàng nữ và cháu gái là hoàng nữ tôn. Trước thời kỳ Nữ hoàng Zewditu, hoàng gia Ethiopia sử dụng danh xưng "Emebet Hoy" (እመቤት ሆይ) tức "Đại hoàng nương" cùng "Emebet" (እመቤት) tức "Hoàng nương" để gọi chung tất cả thành viên dòng dõi nữ hệ trong hoàng thất, cho nên con gái, cháu gái lẫn vợ của các hoàng tử tông thất Ethiopia trong thời gian này đều sẽ dùng chung hai loại danh xưng trên. Trong đó, danh xưng "Emebet" thông thường dành cho những người chưa lập gia đình, bao gồm hoàng nữ tôn là cháu gái trực hệ của hoàng đế, hoặc là con gái các hoàng tử mang tước "Leul Ras" của hoàng thất (xem Hệ thống tước hiệu Ethiopia). Sau khi Nữ hoàng Zewditu lên ngôi, bà đã thiết đặt danh xưng "Le'elt" (ልዕልት) cho các hoàng nữ cùng hoàng nữ tôn trực hệ theo nam duệ của hoàng đế, tức tương đương kính xưng "Princess" của vương thất Anh.

### Đông Nam Á
Tại những quốc gia thuộc "Vùng văn hóa Mã Lai", vì phần lớn các vị vua đều được dịch thành "King" trong tiếng Anh, nên họ sẽ ứng với "Quốc vương" trong hệ thống tước hiệu Đông Á, do đó các con gái của họ sẽ ứng với khái niệm "Vương nữ" trong các nước Nho Khổng.
Vương thất Thái Lan tuy cũng mang nét ảnh hưởng từ khối Đại Ấn Độ, nhưng có văn hóa bản địa mạnh. Quy định thân phận của vương nữ tại vương thất Thái Lan về cơ bản dựa vào xuất thân của người mẹ, nhưng trên hết các con của quốc vương - tính cả trai lẫn gái - đều được gọi là "Luk Luang" (ลูก หลวง), mà cháu nội là "Laan Luang" (หลาน หลวง). Luận về thân phận của người mẹ, các con của quốc vương lại chia ra hai bậc: "Chao Fa" (เจ้าฟ้า) dành cho con của các bà vợ chính thất và "Phra Ong Chao" (พระองค์เจ้า) là cho con của những bà vợ lẽ, tức hạng thiếp tỳ. Điểm đặc biệt là vương tử cùng vương nữ đều dùng chung một loại này, không có chia bằng giới tính, trừ tên riêng của từng người. Các con cháu vương tôn cùng nữ tôn của quốc vương cũng hưởng theo hai bậc trên, còn có thêm bậc "Mom Chao" (หม่อมเจ้า) nếu vương tôn cùng nữ tôn có mẹ là thường dân không được công nhận. Ở Thái Lan, cũng như Miến Điện, có truyền thống lập trữ quân với tư cách như "Phó vương", tức Tiền cung chủ (Front Palace) hoặc Uparaja, vì thế vương thất tại quốc gia này cũng quy định địa vị cho con cháu của phó vương, nhìn chung con cháu của phó vương đều san sẻ ba đẳng như con cháu quốc vương.
Chế độ tước hiệu cho thành viên vương thất Thái Lan sẽ lấy "'Krom'; กรม" làm cơ bản. Trong tiếng Thái, "Krom" có nghĩa là văn phòng, dinh thự, là cơ sở gồm người hầu và đất phong phục vụ riêng cho người giữ tước hiệu, tương đương với khái niệm "Household" của tiếng Anh cùng "Phủ đệ" của văn hóa Trung Hoa. Sau cuộc Cách mạng Xiêm 1932, chế độ quân chủ chuyên chế tại Thái Lan bị phá vỡ, "Krom" đã không còn thực quyền mà chỉ thuần túy là tước hiệu vinh dự. Thành tố tạo nên tước hiệu của thành viên vương thất là tiền tố Bandasak (บรรดาศักดิ์) - có nghĩa "Tước vị", cùng Rachatinnanam (ราชทินนาม) - có nghĩa là "Tên được đức vua trao tặng". Trong đó, Bandasak là hệ thống 5 tước hiệu tạm gọi là [Ngũ đẳng vị giai] luôn đi trước phong hiệu, còn Rachatinnanam là phong hiệu do quốc vương ban cho, thường là hậu tố sau cùng trong chuỗi tên hiệu chính thức của người ấy. Danh sách 5 bậc tước hiệu Bandasak, gồm:
- Somdej Krom Phraya (สมเด็จกรมพระยา) hoặc Somdet Phra (สมเด็จพระ);
- Krom Phra (กรมพระ);
- Kromma Luang (กรมหลวง);
- Kromma Khun (กรมขุน);
- Kromma Muen (กรมหมื่น);

Trong đó, các "Chao Fa" bắt đầu từ Kromma Khun, các "Phra Ong Chao" bắt đầu từ Kromma Muen, còn bậc Somdej Krom Phraya thường là cho các thái hậu, thái phi hoặc phó vương. Sau thời Chulalongkorn, các Rachatinnanam luôn là tên của một địa danh hoặc thành phố, bao gồm "nguyên bản" hoặc đã được "biến thể" từ tên gốc, do vậy trong tiếng Anh thì các vương nữ hay được ghi bằng phương thức ""Princess" + tên thành phố". Hiện tại, Công chúa Sirindhorn được anh trai là Rama X ban địa vị Sayamborom Rajakumari (สยามบรมราชกุมารี) - tương ứng với Princess Royal hay Trưởng công chúa, trong đó "Debaratanarajasuda" là phong hiệu bậc Rachatinnanam, còn "Chao Fa Maha Chakri Sirindhorn" là tên riêng danh dự bà có được.
Quan điểm về thân phận của Thái Lan khá tương đồng với Nhật Bản, khi cho rằng vương nữ hoặc nữ tôn cưới thường dân đồng nghĩa mất thân phận. Thông thường, các vị vương nữ sẽ kết hôn với nhánh gần của vương thất hoặc dòng dõi có khả năng trị vì tiếp theo của vương thất, và do thân phận đó các vương nữ cùng Nữ tôn của vương thất đều có cơ hội trở thành vương hậu hoặc vương phi đời kế tiếp, như hai vị thái hậu quá cố là Saovabha Phongsri cùng Sirikit, cả hai lần lượt là con gái Tiên vương Rama IV cùng Thân vương xứ Chanthaburi là Nakkhatra Mangala. Căn cứ theo điều luận "Royal Marriages Act, B. E. 2475" được công bố về hôn nhân của triều đình Thái Lan, một vương nữ khi cưới bình dân sẽ bị sửa thân phận như sau:
- Tất cả các Chao Fa: 
  - Tunkramom Ying, nếu là con gái của quốc vương với vương hậu.
  - Somdet Ying, nếu là con gái của quốc vương với vương phi.
- Tất cả các Phra Ong Chao:
  - Sadet Phra Ong Ying, nếu là con gái của quốc vương với tỳ thiếp.
  - Phra Ong Ying, nếu là cháu gái của quốc vương, có cha là vương tử con của vương hậu hoặc vương phi.
  - Than Phra Ong Ying, nếu là con gái một vương tử tông thân vừa từ bậc "Mom Chao" lên bậc "Phra Ong Chao".
- Tất cả các bậc Mom Chao: đều sửa thành "Than Ying", chủ yếu là con gái của vương tử có mẹ là tỳ thiếp, hoặc cháu chắt cùng cháu cố của quốc vương.

Trường hợp nổi tiếng bị giáng vị chính là Ubol Ratana, con gái lớn nhất của Tiên vương Rama IX và Thái hậu Sirikit, khi bà cưới một công dân Mỹ. Trước khi bị giáng vị, bà được biết đến là "Somdet Phra Chao Luk Thoe Chao Fa Ubolratana Rajakanya". Ngược lại, Công chúa Chulabhorn được sự cho phép của cha mình giữ được địa vị "Chao Fa" dù cưới một thường dân Thái Lan.
Tại nền văn hóa Miến Điện cũ, địa vị của vương nữ căn bản dựa vào người mẹ (xem địa vị trong bài đề cập về vương tử). Khác với sự phân biệt tỉ mỉ giữa các vị vương tử, sự phân biệt giữa vương nữ Miến Điện lại đơn giản hơn nhiều, chỉ có 3 cấp bậc:
- Hteik Suhpaya (ထိပ်စုဖုရား): dành cho con gái của bậc vương hậu chính thất (tức "quốc hậu") và các vương hậu trắc thất.
- Hteik Hkaungtin (ထိပ်ခေါင်တင်): dành cho con gái chưa kết hôn của các bà thứ hậu, vương phi cùng phi tần.
- Hteik Hta Mibaya (ထိပ်ထား မိဖုရား): dành cho con gái đã kết hôn của các bà thứ hậu, vương phi cùng phi tần.

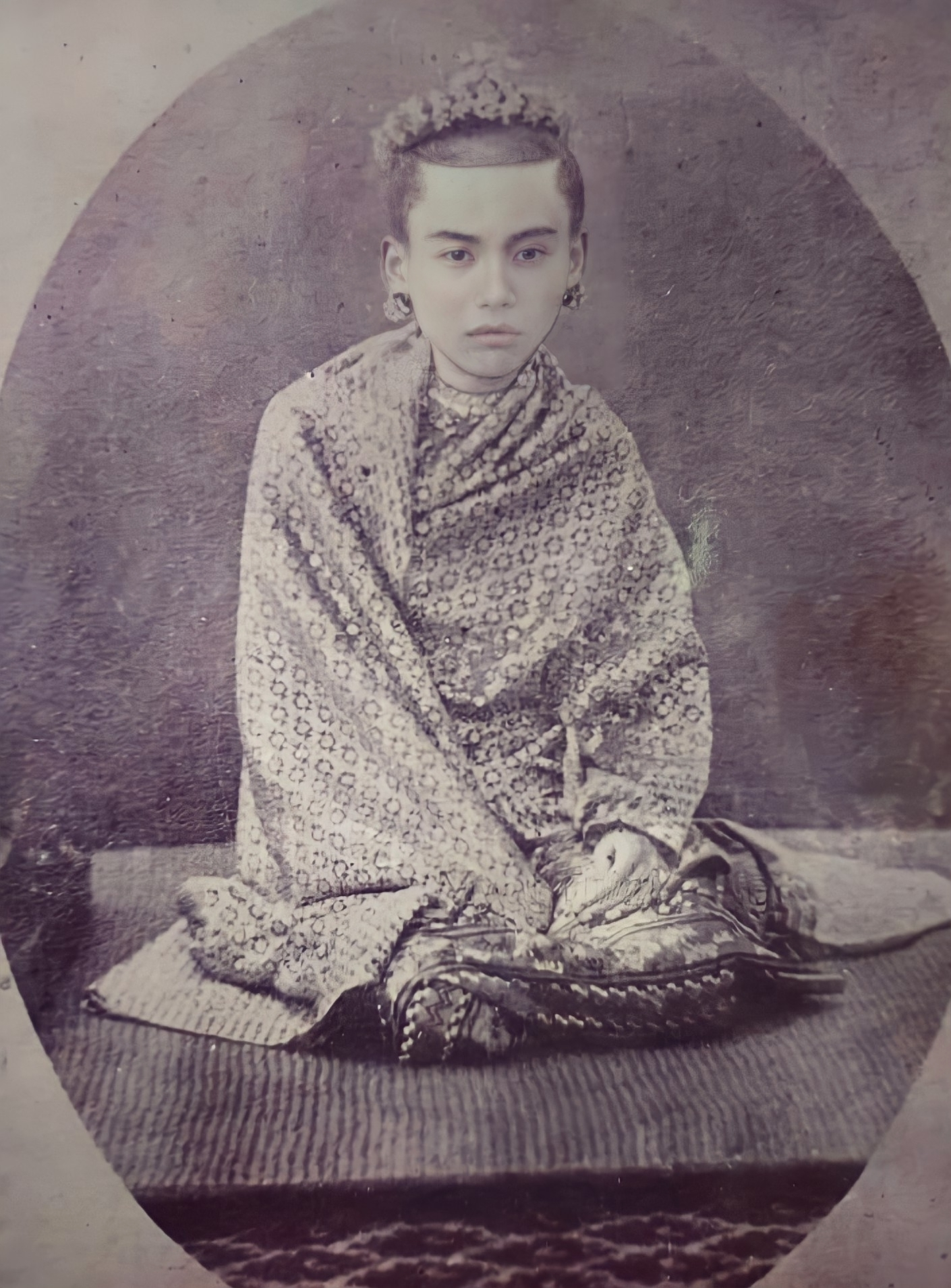
Chân dung Salin Supaya - một "Supaya" và sau là "Tabindaing Minthami" thời kỳ Mindon Min của Miến Điện.

Có thể thấy qua ví dụ điển hình của hai quốc gia điển hình của vùng Đông Nam Á, thì một quan điểm rất phổ biến tồn tại trong các vương triều này: "Vương nữ - con gái vua chúa - có trách nhiệm duy trì thân phận vua chúa qua hậu duệ của mình". Điều này có thể thấy ở việc họ tuy không trực tiếp kế vị mà thông thường được liên tục cưới trong nội tộc. Cho nên ở những vị trí chính hậu hoặc các vương phi trong hậu cung thì không thiếu những vương nữ hay là nữ tôn có tiên tổ là các quốc vương đời trước. Cũng giống như Thái Lan, các vương nữ Miến Điện từ trước triều đại nhà Toungoo đến về sau là nhà Konbaung, đều có liên hệ chặt chẽ dòng máu trong nội tộc khi thường gả cho anh em trong vương triều, cho nên họ thường là vương phi cùng vương hậu của các tiểu quốc chư hầu Miến Điện, hay thậm chí là vương hậu cho vị quốc vương kế nhiệm ngai vàng Miến Điện. Vào thời điểm không được chọn làm vương hậu hoặc vương phi tại các tiểu quốc, thì họ cũng được gả cho những quý tộc thế lực lớn, nếu không kết hôn thì họ cũng có thể được hưởng lợi lộc từ các thái ấp của riêng mình. Những vị vương nữ được cha mình yêu thích thậm chí trở thành cố vấn cho cha mình trong việc trị vì và phục vụ trong triều đình. Và khi ở địa vị cao quý nhất thì họ sẽ có được tước hiệu Supaya chỉ dành cho con gái của những bà vương hậu đạt được vị trí chính hậu hoặc những vương hậu có dòng dõi vương thất nhiều đời, tuy nhiên có rất nhiều ngoại lệ bởi vì quốc vương hoàn toàn có quyền quyết định vương nữ nào được nhận.
Truyền thống Miến Điện có một tục lệ khá đặc sắc, khi các quốc vương của mỗi triều đại sẽ chỉ định một vương nữ có mẹ là quốc hậu để đảm nhiệm vị trí Tabindaing Minthami (တစ်ပင်တိုင် မင်းသမီး) hay Einshe Hteik Hta Mibaya (အိမ်ရှေ့ထိပ်ထား မိဖုရား). Theo định nghĩa Đông Á, vị trí này tương đương Trữ phi vì nó mang ý nghĩa "Vợ của Trữ quân", thế nhưng nếu dịch ra một cách chính xác về bản chất của địa vị này thì nó lại mang nghĩa "Người vương hậu tương lai đang chờ được tấn phong", bởi vì các "Minthami" được chọn sẵn bởi chính quốc vương đương nhiệm, và bất kể ai là vị quốc vương tiếp theo thì các "Minthami" sẽ trở thành vương hậu có địa vị lớn nhất, tức quốc hậu. Một ví dụ cho chuyện này là Salin Supaya, con gái quốc vương Mindon Min, bà trở thành "Minthami" trong triều đại của cha mình, nhưng bà cuối cùng không trở thành quốc hậu của vị tân vương là Thibaw Min bởi vì vị vua này đã cưới hai người chị của bà thay vì bà.
Ở các quốc gia khác ngoài Thái Lan và Miến Điện như khối Mã Lai (Indonesia, Malaysia, Brunei cùng phía Nam Philippines), về cơ bản đều dùng tước hiệu Hồi giáo cùng Ấn Độ trộn lẫn, ngoại trừ Trữ quân sẽ kế vị thì những vương tử khác đều có hiện tượng sử dụng chung danh xưng. Đặc biệt tại Malaysia còn phải có danh xưng phân biệt dùng cho Liên bang hoặc cho Bổn quốc, bởi vì hình thái Malaysia hiện tại là liên bang các Vương quốc Hồi giáo hợp thành. Nhìn chung tôn hiệu thành viên vương thất ở Malaysia không phân nam nữ, với "Tengku" hay "Tunku" tương ứng "Princess" của ngôn ngữ Châu Âu, cá biệt có xứ Perak sử dụng "Raja" như một tôn xưng. Đối với vương thất Brunei, tất cả thành viên vương thất không kể nam nữ, nếu đã kết hôn thì đều có tiền tố trước tên mình là "'Pengiran'" (பெங்கிரன்) - có ý nghĩa tương tự "Tengku" khi ám chỉ địa vị dòng dõi vương thất, với "Pengiran Anak Puteri" dành cho vương nữ, cùng "Pengiran Anak" dành cho cháu nội cả trai lẫn gái của các vị sultan.

## Hôn nhân

### Thế giới Nho Khổng

#### Trung Quốc

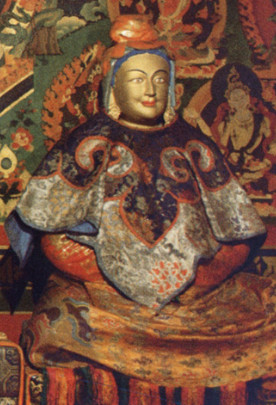
Văn Thành công chúa được gả đi Thổ Phồn làm Vương hậu.

Vì xã hội quân quyền thượng tầng, các hoàng nữ cùng vương nữ nói chung ở các nền quân chủ đều được chú trọng đối tượng hôn nhân, đây không chỉ ở thế giới Nho Khổng mà còn là các nền quân chủ khác. Ở xã hội Đông Á từ thời Tiên Tần, con gái thiên tử cùng con gái chư hầu đều được gả cho các vị vua chư hầu hoặc là dòng dõi vua chúa, ví dụ Hạ Cơ hoặc Tề Khương. Thậm chí Muội Hỉ, Đát Kỷ lẫn Ly Cơ, tuy ở vị thế bị cống nạp, thế nhưng họ căn bản xuất thân cũng đều là công chúa. Sang thời đại nhà Hán, tuy vai trò của hoàng nữ không dem lại hậu duệ trực hệ cho hoàng gia, nhưng yêu cầu người cưới được hoàng nữ công chúa đều phải là các quý tộc thế tập Hầu tước - địa vị cao nhất chỉ sau chư hầu vương, đời Hán gọi là Liệt hầu (列侯). Các đời sau chọn người gả cho hoàng nữ, tắc đều là con cháu quan lại Thế gia (世家), kém nhất cũng là con cháu tầng lớp Sĩ tộc (士族). Rất nhiều gia tộc vì "Thượng chúa" mà được liệt vào hoàng thân quốc thích, khiến cả gia tộc chuyển mình. Thời kỳ nhà Đường còn cố định chồng của hoàng nữ đều thụ chức vụ Phò mã Đô úy, truyền thống tiếp tục đến triều Thanh.
Bởi vì xã hội Nho Khổng đem địa vị thiên tử lên cao tuyệt đối, khiến các hoàng nữ vương nữ từ khi sinh ra đã là thuộc quân quyền, dẫn đến địa vị của họ khi được gả đi đều là vợ, tức Chính thê (正妻). Cho nên đối với người được chỉ hôn nếu đã có vợ từ trước thì cần yêu cầu hủy hôn, hoặc giáng chính thất làm thiếp, hoặc tiêu cực hơn là ban chết vợ cả như trường hợp Võ Du Kỵ. Chỉ có một số triều đại gặp thời loạn lạc thì quy tắc này mới bị phá vỡ, như Trần Tuyên Hoa cùng Nhạc Xương công chúa đều bị các thế lực hoàng thất của triều đại sau nạp làm cung tần. Hai triều Hán và Đường có xu hướng đem hậu duệ họ chồng của hoàng nữ tiếp tục cưới hoàng nữ triều sau, hoặc là đem làm hậu phi trong cung, mà ví dụ sớm nhất có Hiếu Huệ Trương Hoàng hậu - con gái Lỗ Nguyên công chúa, sau đó Vệ Trưởng công chúa lấy Bình Dương hầu Tào Tương là con trai của người cô - Bình Dương công chúa. Đối với thời đại xa, anh em con cô cậu với nhau được gọi là Biểu thân (表親), do vậy việc anh em họ con cô cậu kết hôn không thuộc vào quy tắc cấm loạn luân do con cái của cô cũng chỉ là người ngoài. Trên thực tế về mặt di truyền khoa học, con cô cậu kết hôn với nhau cũng thuộc phạm trù hôn nhân cận huyết, nhưng đối với người xưa thì con cái của nữ chỉ mang dòng máu của người cha.
Về phương diện tư duy, các hoàng nữ do có thân phận cao quý nên thường ở vai trên so với người chồng, dẫn đến có nhiều hoàng nữ cậy thân phận của mình để lấn át chồng và điều này khiến cuộc hôn nhân giữa hoàng nữ và phò mã không hòa hợp. Thời kỳ Lưu Tống, có Sơn Âm công chúa Lưu Sở Ngọc vì được em trai cả nể mà thẳng thừng yêu cầu được nuôi nam sủng riêng trong phủ đệ, bất chấp đã có phò mã là Hà Tập. Có thể nói đời xưa gọi những vị hoàng nữ cùng tông nữ xuất thân hoàng gia bằng danh xưng Thiên chi kiêu nữ (天之驕女), tất cũng đều có nguyên nhân. Tình trạng khinh miệt này của các hoàng nữ được đẩy lên cao trào vào thời kỳ nhà Đường, liên tục có các nhà công huân cưới công chúa, và con của công chúa lại cưới các vị công chúa ở thế hệ tiếp theo. Điều này khiến triều đại này có một hiện tượng gọi là Sầu giá (愁嫁), khi các công tử xuất thân thế gia đều "phát sầu" khi nghe tin phải cưới công chúa. Sách Tư trị thông giám ghi lại một chuyện, Đường Cao Tông chỉ hôn Thái Bình công chúa cho con trai thứ của Thành Dương công chúa là Tiết Thiệu, cả nhà họ Tiết đều không vui với tin này. Tiết Thiệu bày tỏ với anh cả Tiết Nghĩ rằng bản thân e ngại công chúa thịnh sủng nên thâm tâm cực kỳ không vui, Tiết Nghĩ bèn đến hỏi chuyện tổ tộc họ Thiệu là Hộ bộ Lang trung Thiệu Khắc Cẩn. Biết chuyện, Khắc Cẩn chỉ nói đại loại: "Hoàng đế cưới chồng cho con gái, là phép cũ của quốc gia, hãy nên cẩn trọng mà tuân theo. Ngạn ngữ có nói: 'Thú phụ đắc công chúa, vô sự thủ quan phủ', chẳng phải là để dọa nạt thôi đâu!". Cái gọi là "Thú phụ đắc công chúa, vô sự thủ quan phủ", tức là "Cưới một công chúa vào nhà khác nào tự rước cáo tụng mà phủ quan lại được an tĩnh", cho thấy quan điểm hôn nhân với hoàng gia là một vấn đề cực kỳ nhức nhối đối với nhiều gia tộc xa xưa, cũng bởi vì tính cách các hoàng nữ quá mức kiêu ngạo do xuất thân ưu việt trời cho. Lại như chuyện về Trạng nguyên lang Trịnh Hạo phải cưới con gái cả của Đường Tuyên Tông là Vạn Thọ công chúa, khiến Tể tướng Bạch Mẫn Trung là người mai mối đã bị Trịnh Hạo hận đến tận xương tủy. Bởi vì chuyện này mà cuộc sống vợ chồng giữa Vạn Thọ công chúa cùng Trịnh Hạo rất gượng gạo, có lần Trịnh Hạo bị ốm, khi Tuyên Tông hỏi đến thì biết công chúa đi chùa xem biểu diễn mà không mảy may hỏi thăm phò mã, điều này khiến Tuyên Tông than thở: "Chẳng trách các nhà Sĩ phu không nguyện cùng nhà ta liên hôn", sau đó triệu Công chúa vào cung mà răn dạy và đuổi trở về Phủ đệ, từ đấy Vạn Thọ công chúa mới khiêm nhường hơn. Tuy nhiên cũng có những người rất biết đại lễ, như Kỳ Dương Trang Thục công chúa của Đường Hiến Tông, vì Hiến Tông hâm mộ con rể của Quyền Đức Du là Hàn Lâm học sĩ Độc Cô Uất nên lệnh tìm con rể tầng lớp văn sĩ, cuối cùng chọn ra đường huynh của Đỗ Mục là Đỗ Tông. Từ khi gả đến, Kỳ Dương công chúa đối xử rất tử tế với toàn tộc Đỗ gia, không hề có oán thán. Triều đại nhà Đường vì lý do chính trị cũng gả đi rất nhiều hoàng nữ thực hiện chuyện hòa thân. Ban đầu chỉ là tông nữ như Văn Thành công chúa, hay thậm chí là con gái hoàng nữ như Nghi Phương công chúa, về sau cũng có hoàng nữ thật sự như Tiêu Quốc công chúa của Đường Túc Tông và Thái Hòa công chúa của Đường Hiến Tông. Đối với việc gả cho ngoại tộc, phần lớn công chúa này đều không đạt được ưu thế quân quyền, thậm chí có người bị sát hại như Nghi Phương.
Bên cạnh đó, hoàng nữ công chúa ở các thời trước còn có thể tái hôn, bản thân Bình Dương công chúa là tái giá Vệ Thanh, Thái Bình công chúa cũng là tái giá Võ Du Kỵ. Khi chế độ xã hội ngày coi trọng "Trinh tiết" (貞操), những chuyện tái giá của hoàng nữ cũng bị ảnh hưởng. Thời kỳ Đường Tuyên Tông có hạ lệnh, hoàng nữ công chúa hoặc tông thất huyện chúa, nếu có con trai mà ở góa thì không được tái hôn. Sang thời triều Tống, ban đầu còn có hiện tượng hoàng nữ công chúa tái giá, nhưng xã hội triều Tống nổi tiếng trong lịch sử vì tính "Hủ Nho", việc này cũng dần không còn nữa. Và tuy các hoàng nữ vẫn vì quân quyền mà có vị thế ở trên đối với chồng và cha mẹ chồng, thế nhưng đi theo đòi hỏi giáo điều từ Nho giáo Khổng đạo ngày một thịnh hành của xã hội triều Tống khi ấy, các vị hoàng nữ cùng tông nữ triều Tống đã bắt đầu được giáo dục cẩn thận về đối nhân xử thế, không còn quá mức lấn át người nhà chồng, cho nên rất nhiều câu chuyện về các vị hoàng nữ công chúa triều Tống được ghi lại ở chuyện bọn họ "có lễ độ" như thế nào, đặc biệt là về phương diện đối đãi người nhà phò mã, các hoàng nữ và tông nữ có hiện tượng phải thực hiện Kiến cữu cô chi lễ (見舅姑之禮) để giữ không khí trong nhà chồng. Thời kỳ Tống Anh Tông, có trường hợp hoàng đế phê phán hoàng nữ không bái kiến cha mẹ phò mã theo đúng lễ giáo, từ ấy "Kiến cữu cô chi lễ" trở thành một dạng nhượng bộ của quân quyền để cổ súy lễ nghĩa, các hoàng nữ cũng chú trọng đối đãi nhà phò mã có lễ độ. Tuy nhiên, trường hợp hạ mình khiến hoàng nữ chịu thiệt cũng không xem là nhiều. Ví dụ cho sự không chịu thiệt này là ở hai triều Minh và triều Thanh, tuy rằng trải qua thời kỳ khiêm nhường của triều Tống và quy định rất đầy đủ về lễ nghi, thế nhưng chính phủ hai triều đại này vẫn rất coi trọng sự ưu việt của nhóm hoàng nữ cùng tông thất nữ, rất nhiều ngoại lệ được đặt ra, hoặc là không làm theo lễ chế đã định. Ví như phò mã nhà Minh gặp hoàng nữ tất đều bái kiến, phò mã bái 4 lần, hoàng nữ theo lễ độ bái đáp nhưng chỉ 2 lần, hơn nữa là ngồi đáp lại, quan viên từng tâu lên Minh Thế Tông, đề nghị "Vợ chồng phân định thì lễ không an", thế nhưng nhà vua quyết không đổi. Hoặc như tuy rằng chú thích lễ nghi vẫn đề cập bái cha mẹ chồng và vợ chồng công chúa hướng nhau bái, thế nhưng thực tế triều Minh lại không thường áp dụng. Những điều này cũng khiến nhóm cung tỳ và thái giám đi theo hoàng nữ xuất phủ dễ dàng xem thường phò mã, như chuyện Vĩnh Ninh công chúa cưới Lương Bang Thụy. Theo lệ, phò mã muốn ở trong phủ đệ của công chúa thì phải gom đến mấy vạn lượng vàng, thế là đám nô bộc của công chúa bòn rút tiền tài, thậm chí đánh mắng phò mã. Bởi vì các nô tỳ đi theo công chúa hoàn toàn có quyền, điều này cũng khiến Lương Bang Thụy không có chỗ để tố cáo, lâu dần uất hận mà chết. Triều đại nhà Thanh thể hiện sựu ưu việt của quân quyền rõ ràng nhất, ngạch phò và cha mẹ đều phải quỳ bái khi gặp hoàng nữ công chúa, và điều này đến tận thời Đạo Quang mới rục rịch thay đổi một chút, nhưng cũng chỉ là để ngạch phò và cha mẹ đứng thẳng chào, lễ tiết "bái kiến" hoàng nữ chung quy vẫn giữ lại. Bên cạnh đó, cũng vì Mãn-Mông liên hôn là tục cũ, triều Thanh qua các đời hoàng đế đều có ít nhất một vị hoàng nữ hoặc tông thất nữ sách phong làm công chúa và gả đi các Mông Cổ vương công thuộc Mông Cổ Minh kỳ. Dẫu cho gả xa, nhưng lễ tiết công chúa thượng vị của triều Thanh nhìn chung vẫn thường được duy trì.
Khi xuất giá, đi theo các hoàng nữ cùng tông thất là của hồi môn được triều đình chuẩn bị, gọi là Bồi giá (陪嫁) hoặc Giá trang (嫁妝). Bên trong bồi giá có thể bao gồm cả nữ tỳ hoặc nô bộc nhưng số lượng không nhiều. Về sở hữu đất đai riêng sau khi xuất giá, từ đời Hán đã cho hoàng nữ có đất riêng để ăn lộc theo hộ dân nên tiền sau khi xuất giá của họ đều dựa vào đây, triều Tống đổi việc ăn lộc thành lương tháng (Nguyệt bổng) và các triều sau lấy đó làm cơ sở, tiền sinh hoạt đều do triều đình theo tháng hoặc theo năm mà trả dần. Thế nhưng không ít triều đại còn duy trì thêm một số dạng tài sản riêng cho họ ngoài bổng lộc được quy định, trong đó triều Minh đã thiết kế thêm hệ thống Điền trang (田莊), còn triều Thanh có duy trì chế độ cửa hiệu gọi là Đương phố (當鋪) để cung cấp sinh hoạt phí. Bởi vì tính chất quân quyền cường đại, các bồi giá của hoàng nữ cùng tông thất nữ không dễ dàng bị người chồng chiếm dụng, ở triều Hán đã chỉ ra rõ trường hợp, nếu hoàng nữ không con thì trả về cho triều đình, bản thân triều Thanh còn quy định sau khi hoàng nữ qua đời thì ngạch phò đều phải giao lại toàn bộ những món đồ bồi giá cho Nội vụ phủ và không có quyền chiếm dụng riêng. Có thể thấy, ngoại trừ giúp gia tộc dự hàng quốc thích vì cưới hoàng nữ, thì bản thân các vị phò mã lại không thụ hưởng quyền lợi thực tế nào đáng kể. Cho nên ở xã hội Đông Á, khái niệm thế gia hoặc sĩ tộc được dự hàng Thượng chúa chi gia (尚主之家), thường là ân điển về mặt danh dự hơn là thực quyền.

#### Các quốc gia đồng văn
Tại những quốc gia ảnh hưởng Nho Khổng như Việt Nam cùng Hàn Quốc, vấn đề hôn nhân của hoàng nữ vương nữ đều tương tự Trung Quốc, chủ trọng hôn nhân của nữ quyến của vua chúa cho các gia tộc có thế lực nhằm giữ vững họ có mối quan hệ với triều đình.
Tại Việt Nam, việc gả hoàng nữ của đại đa số các triều đều có mục đích là lôi kéo gia tộc công thần có sự ràng buộc với triều đình, và ngay những triều nhà Đinh, nhà Lý đầu tiên đã có xu hướng này khi Đinh Tiên Hoàng gả con gái cho Ngô Nhật Khánh, Lý Thái Tổ gả con gái cả An Quốc công chúa cho Đào Cam Mộc và phong cho họ Đào tước Hầu,... Thời kỳ nhà Trần, triều đại này lại có chủ trương Cận hôn (近婚) để bảo toàn quyền thống trị cho cả gia tộc, mà nguyên nhân được suy đoán là tránh ngoại thích. Phương pháp cận hôn của nhà Trần có ba hướng chính: thứ nhất là gả hoàng nữ công chúa cho tông thất thuộc chi tiểu tông nhánh gần, thứ hai là đưa tông thất nữ làm hậu phi cho hoàng đế của đại tông, và thứ ba là đưa tông thất nữ để làm chính phi cho các hoàng tử của chi đại tông. Thời kỳ nhà Trần cũng rất rộng rãi trong việc gia phong tước hiệu, những con gái vương công như bà Phụng Dương, bà Hiến Từ, cùng các con gái của Trần Quang Khải và Trần Quốc Khang, tất cả đều được gia phong vị hiệu công chúa như hoàng nữ. Bước sang thời kỳ nhà Nguyễn, căn cứ "Lệ về hôn nhân dưới thời Minh Mạng và Tự Đức", bởi vì các tông thất nữ đều có tình trạng cậy thân phận mà làm bậy, từ đấy về sau không còn xu hướng kết thân với nhà ở xa kinh thành mà đều phải gả cho nhà ở trong kinh, hoặc chí ít là quê ở chỗ khác nhưng có nhà ở trong kinh.
Nhìn chung, tuy các văn bia về Phụng Dương công chúa triều Trần hay Cẩm Vinh công chúa triều Hậu Lê đều đề cao tính cần kiệm khiêm tốn và đối nhân xử thế của các công chúa tương tự triều Tống, thế nhưng dựa vào thực trạng Vua Tự Đức nhận xét, "Huống chi con gái tước công từ lâu sinh trưởng ở nơi buồng the sâu thẳm mà quen thói kiêu căng xa xỉ", thì việc nữ quyến hoàng gia cậy vào thân phận vẫn cực kỳ phổ biến. Triều Nguyễn là triều đại coi trọng lễ tắc và có xu hướng án theo Nho Khổng như thời Tống Minh, cũng biểu hiện có tiến hành quản lý hành vi phụ nữ ở tầng lớp trên, cũng theo vì tình mà khiển lệ hoàng nữ công chúa có để tang cho cha mẹ của phò mã, còn nhấn mạnh "Công chúa và Phò mã có đạo vợ chồng". Thế nhưng con gái hoàng thất vẫn là ở vai trò quân quyền mà có rất nhiều ngoại lệ, cho dù hình tượng chung hướng đến họ cần "Nhu mì thục đức" và "Hiếu đễ", song vì thân thế như vậy mà rất nhiều nữ quyến hoàng gia vẫn ở vai trên so với nhà chồng, cũng không thể bắt hoàng nữ công chúa như phụ nữ bình thường trong xã hội được, ví dụ chuyện để tang cũng theo thân phận mà giảm đi. Lại như hai đạo luật triều Nguyễn về hôn nhân trên tuy tỏ ra biểu hiện không thích thói cậy quyền của các tông thất nữ, nhưng cuối cùng nhà Vua lại chỉ giới hạn gả trong kinh cho tiện bề quản lý mà không có biện pháp răn đe một cách công khai đối với hành vi cậy thân phận mà kiêu căng của họ, có thể thấy vai trò của quân quyền một lần nữa được thể hiện rõ.
Triều đại nhà Triều Tiên của Hàn Quốc cũng tương tự như vậy, vương nữ công chúa cùng ông chúa được gả cho nhà quyền quý, phần lớn không là người đứng đầu gia tộc thì cũng là thành viên kế thừa. Do là một triều đại theo Tống Nho điển hình, xu hướng vương nữ có lễ giáo cũng trở thành một chuẩn mực của thời đại này, như con gái Anh Tổ là Hòa Thuận Ông chúa được ghi lại là "Thậm đắc phụ đạo, trinh nhu kiêm bị, nhã thượng kiệm ước", đương thời gọi là "Hiền đô úy thục Ông chúa" (賢都尉淑翁主) để tán dương, sau vì chồng qua đời mà tuyệt thực, được người đời khen nức nở tiếng "Trinh thuận". Tuy vậy, những người có hành vi phóng đãng như Lý Cừu Chi, hoặc phạm đại ác như Phế Hiếu Minh Ông chúa, hoặc can dự chính sự như Hòa Hoãn Ông chúa cũng xuất hiện. Bên cạnh đó, vương nữ triều Tiên cũng khuyến khích được gả cho hậu duệ các vương nữ cùng tông thất nữ, ví dụ chồng của Hòa Hoãn Ông chúa vốn có mẹ là con gái một hậu duệ của Hiếu Ninh Đại quân. Đồng thời, hậu duệ họ chồng của các vương nữ cũng có xu hướng được vào Nội cung, như Hiến Kính Vương hậu Hồng thị vốn là hậu duệ họ chồng của Trinh Minh Công chúa.

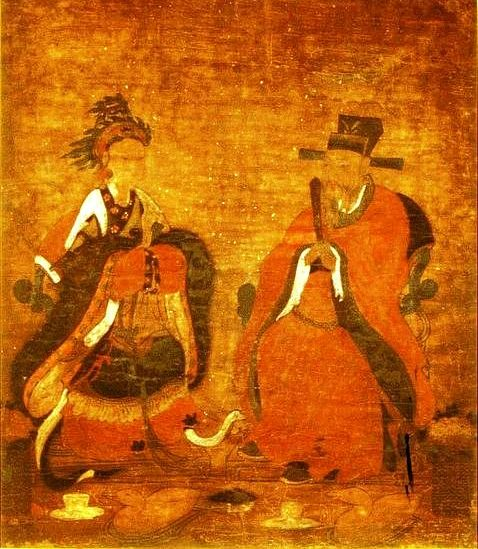
Nhân Đức Vương hậu - nguyên là Lỗ Quốc Đại trưởng công chúa của nhà Nguyên.

Hai quốc gia Hàn Quốc và Nhật Bản, vì lý do quan niệm thân phận rất sắc bén mà có thời gian dài áp dụng xu hướng "Cận hôn", đem dòng dõi hoàng gia cùng vương thất gả cho các chi xa gần. Chế độ này ở Hàn Quốc có từ Tân La và chỉ dừng khi triều đại Cao Ly diệt vong, triều đại Triều Tiên tiếp theo đó không thấy còn sử dụng. Chế độ này được sử Hàn Quốc gọi là Cốt phẩm chế độ (骨品制度; tiếng Anh là Bone-rank system). Căn cứ khái niệm, chỉ khi thành viên vương thất giữ dòng máu thuần huyết thì mới có tư cách kế vị, từ Tân La đến Cao Ly đều có tình trạng anh em chung ông nội kết hôn. Triều đại Cao Ly từ thời Quang Tông đã bắt đầu thông lệ anh em cùng cha cũng có thể kết hôn, nhưng lại bắt vương nữ đổi sang họ mẹ hoặc bà nội, như Đại Mục Vương hậu Hoàng Phủ thị của Quang Tông. Tại Nhật Bản thì quan niệm cận hôn này kéo dài thành một dạng truyền thống, nhưng thường là chỉ cùng chung ông nội mà không thể cho cùng cha như Hàn Quốc. Hoàng gia Nhật Bản có quan niệm hoàng nữ hoặc vương nữ gả đi cho người không thuộc hoàng gia đều được gọi là "Hàng giá", mang ý con gái hoàng gia gả thấp. Đây có lẽ xuất phát từ việc phụ nữ Nhật Bản khi được gả đi đều sẽ đổi thẳng thành họ chồng, việc hoàng nữ vương nữ gả đi cho gia tộc khác tức là trở thành người của gia tộc ấy, cho nên họ không thể được xem là thành viên hoàng thất nữa. Vì lý do đó, hoàng nữ cùng tông thất nữ của Nhật Bản sẽ có xu hướng ở giá trọn đời và đạt chế độ Nữ viện khi xuất gia. Một xu hướng tương đối ít phổ biến là gả cho chi hoàng gia, như ví dụ gần nhất có Hương Thuần Hoàng hậu vốn là một tông thất mang tước hiệu Nữ vương, thuộc về chi Phục Kiến cung - hậu duệ của Thiên hoàng Sukō thời Nam bắc triều.
Cả hai quốc gia này cũng xem liên hôn với nhau không tổn hại đến dòng dõi của mình, vì từ Thiên hoàng Kanmu đã được ghi lại có mẹ là một Phi tử người Bách Tế, dòng dõi Bách Tế Vũ Ninh Vương. Thời kỳ Đế quốc Đại Hàn, hoàng gia Nhật Bản gả Lý Phương Tử cho Anh Thân vương Lý Ngân của Triều Tiên Cao Tông. Lúc này họ Lý Triều Tiên đã quy phụ hoàng gia Nhật Bản với danh vị "Lý vương", Lý Ngân là Thế tử của Lý vương, Phương Tử tuy lấy người ngoại tộc thế nhưng được giữ thân phận hoàng gia với vị hiệu "Lý vương Thế tử phi Phương Tử Nữ vương" (李王世子妃方子女王).

### Thế giới Abraham

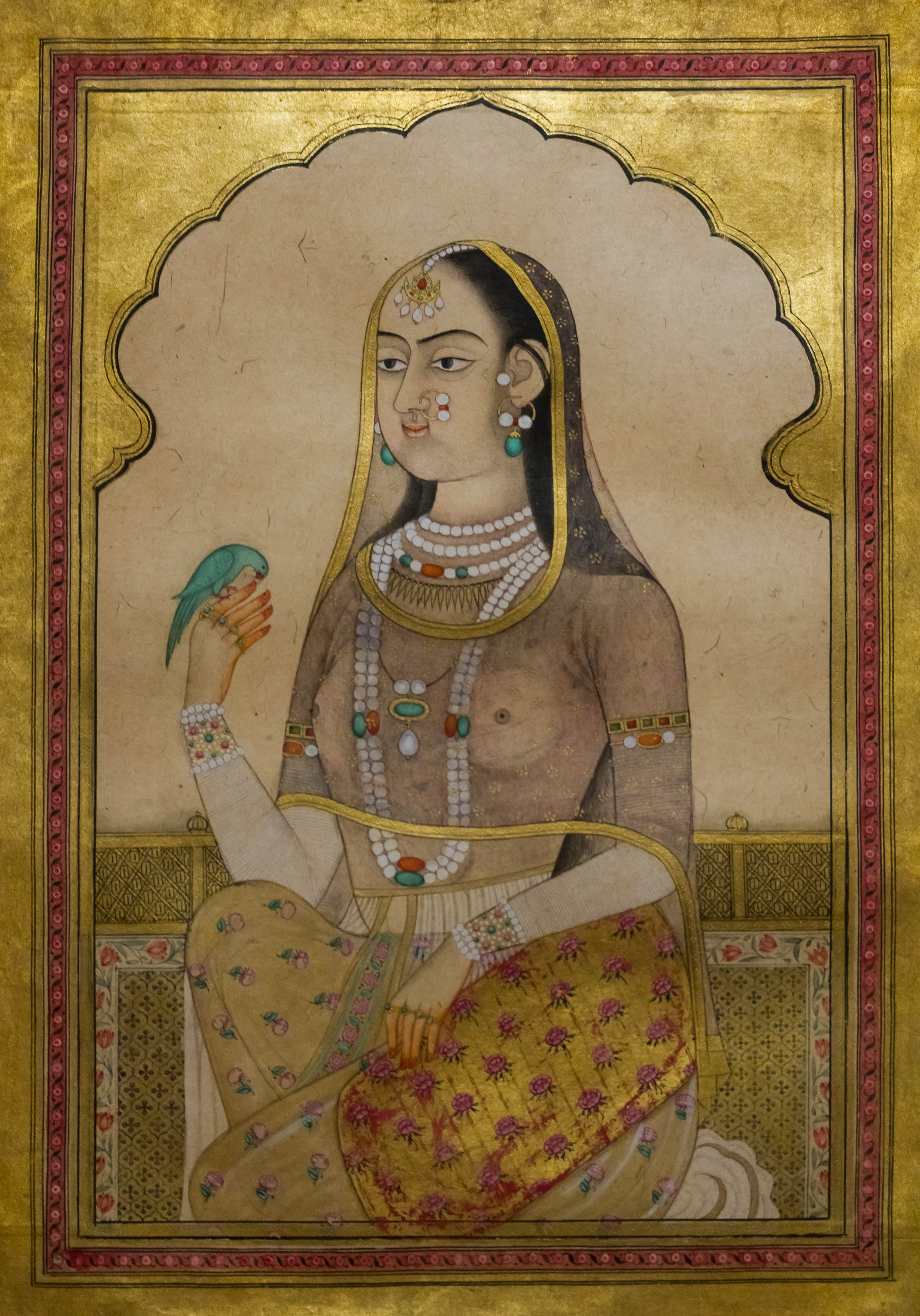
hoàng nữ Zeb-un-Nisa, con gái Hoàng đế Aurangzeb.

Các xã hội quân chủ Tôn giáo Abraham thông thường không có sự ưu việt tuyệt đối dành cho hoàng nữ vương nữ như xã hội lối Nho Khổng, nguyên do căn bản nằm ở việc thế lực của "Thần quyền" lại ngang bằng hay vượt trội quân quyền, mà yếu tố thần quyền nằm ở các giáo lý đối với phụ nữ. Cho nên kể cả có xuất thân là hoàng nữ vương nữ, thì một người phụ nữ lớn lên trong môi trường giáo lý như vậy, họ bắt buộc phải nhận thức rõ vai trò một người vợ trong hôn nhân, họ không thể quá lấn át trước người chồng, đặc biệt rằng họ còn phải trung thành với người chồng về thể xác và tinh thần. Bên cạnh yếu tố giáo lý, thì những người có thể làm thông gia với dòng dõi nhà vua chúa đều có thế lực tương đương, do vậy địa vị của hoàng nữ vương nữ đều phụ thuộc vào người chồng.
Khi các hoàng nữ vương nữ theo giáo phái Abraham kết hôn, đi theo là những của hồi môn mà tiếng Anh gọi là "Dowry". Về mặt ý nghĩa, "Dowry" ở các quốc gia này đồng nghĩa với "Bồi giá" của các hoàng nữ vương nữ Đông Á, bởi vì cả hai đều là vật đi theo người phụ nữ sau khi được gả đến nhà chồng, trong đó bao gồm vật dụng ngày thường và tiền của, lớn hơn nữa có thể là cả đất đai. Ở nhiều quốc gia Châu Âu và Trung Đông, vật bồi giá về đất đai của hoàng nữ và vương nữ tương đối lớn hơn nhiều, không chỉ là vấn đề điền trang hay ruộng như Đông Á mà còn là vấn đề lãnh thổ, như quyền sở hữu thành trì hoặc thậm chí là những vùng lãnh thổ nào đó. Vật bồi giá của hoàng nữ cùng vương nữ Đông Á không thể bị phò mã chiếm dụng, thậm chí sẽ được hoàng triều tiếp quản sau khi vị hoàng nữ ấy qua đời, thì vật bồi giá của Châu Âu và Trung Đông thông thường lại được chuyển ngay cho người chồng và quyền sử dụng cũng có phần của người chồng. Rất nhiều người vì cưới hoàng nữ vương nữ mà được triều đình ban các chức vụ lãnh chúa ở các quốc gia trọng yếu, mục đích là nhằm để củng cố thế lực cho triều đình, hoặc là lôi kéo thế lực gia tộc của người chồng về phe của triều đình trung ương. Đây cũng là một trong những lợi ích lớn khiến trong thế giới Trung Đông cùng Châu Âu, việc sắp đặt hôn nhân của hoàng nữ cùng vương nữ lại mang tới nhiều địa vị cho người chồng hơn.
Khác với phần lớn triều đại ở Trung Quốc hay Việt Nam, các vị vua của Ottoman hay Mughal thường lâm vào tình trạng giằng co với các thế lực chung quanh mình, bên cạnh đó họ không có quan niệm Chịu thiệt Hòa phiên như thế giới Đông Á, cho nên việc dàn xếp hôn nhân giữa con gái vua chúa một nước với vua chúa láng giềng, hoặc với quý tộc ngoại quốc, đều xảy ra cực kỳ phổ biến và là một chiến lược chính trị rất quan trọng. Trong khi các sultan của Ottoman chọn hôn nhân với các Bey khắp lục địa Anatolia, thì các badshah của Mughal trong thời gian đầu đều có chiều hướng kết hôn với các nhánh khác làm Hãn của gia tộc Bột Nhi Chỉ Cân tại Trung Á, đây là dòng dõi họ ngoại của hoàng gia Mughal, tức là nhà Timur.
Ở một xã hội cho phép "Đa thê đa thiếp" như Hồi giáo, họ theo nghĩa "Đa thê" thật sự, tức là có nhiều người vợ chính thức trong nhà, cho nên rất nhiều hoàng nữ cùng vương nữ tại các quốc gia Hồi giáo được đưa vào hậu cung của các vị vua chúa lân cận bằng phương thức cưới hỏi hợp pháp, bên cạnh đó là dạng thân phận tỳ thiếp, tức vợ lẽ nàng hầu. Những người vợ được cưới hỏi hợp pháp được các tài liệu tiếng Anh gọi chung bằng danh từ "Wife" hoặc "Consort", mà các vợ lẽ nàng hầu được gọi là "Concubine". Đối với người theo Hồi giáo thì bậc vua chúa có nhiều vợ là bình thường, nhưng cần thiết chia ra hạng các hạng: "Chính thê" - tiếng Anh gọi là "Chief consort" hay "Legal wife" - dành cho một người vợ đứng đầu hậu cung, thường là hoàng nữ vương nữ; dưới có hạng "Thứ thê" là các người cũng được xem là vợ với xuất thân tương đương; mà hàng "Thiếp hầu" chủ yếu là tù binh hoặc nô lệ bị bắt về. Đại đa số hoàng nữ hay tông thất nữ của hoàng triều Mughal kể từ thời kỳ Hoàng đế Akbar đều không ghi nhận được tình trạng gả cho quý tộc khác mà đều là nội tộc, như hai người vợ của Hoàng đế Akbar là Ruqaiya Sultan Begum cùng Salima Sultan Begum, còn nếu họ không kết hôn trong họ nội thì đều sẽ duy trì tình trạng ở giá cho đến hết đời như Jahanara Begum. Rất nhiều suy đoán cho tình trạng này, có cách nói là Hoàng đế Akbar đã ra "lệnh cấm" không cho các hoàng nữ cùng tông thất nữ gả cho người ngoài hoàng tộc, nếu có kết hôn thì đều phải là những thành viên nam duệ của hoàng tộc. Lý do của việc này, được phỏng đoán là từ thời kỳ Hoàng đế Akbar, ông đã gặp sự nổi dậy từ phía anh rể cùng con rể, đặc biệt nhất là người anh rể Sharifuddin Hussain Mirza, từ một bình dân Ba Tư vì quân công và cưới chị của Akbar là Bakshi Banu Begum mà có thể đạt đến Phó vương xứ Mewat. Vì vậy, chế độ Mughal từ triều Akbar đã chú trọng hôn nhân nội tộc, nhưng vì vấn đề chính trị mà cụ thể là tranh đoạt Đế vị, có rất nhiều hoàng tử cùng tông thất đều bị tàn sát hàng loạt, dẫn đến các hoàng nữ cùng tông thất nữ không có ứng cử viên để kết hôn và khiến một loạt phụ nữ hoàng gia Mughal không còn cách nào khác ngoài ở giá cả đời. Hoàng nữ Zeb-un-Nissa của Hoàng đế Aurangzeb, từ thời ông nội là Hoàng đế Shah Jahan đã được đính ước cho Hoàng thái tôn Sulaiman Shikoh - Trưởng tử của Hoàng thái tử Dara Shikoh. Và nếu Dara Shikoh thuận lợi kế vị, Zeb-un-Nissa đã có cơ hội trở thành thái tử phi và rồi hoàng hậu. Thế nhưng cha bà là Aurangzeb đã giết hại Dara Shikoh để chiếm ngôi, Dara Shikoh và Sulaiman Shikoh sau đó đều bị tàn sát bởi Aurangzeb. Ngoài ra, còn có một thuyết rằng vì hoàng đế triều Mughal thường cưới các vương nữ xuất thân Rajput theo Ấn Độ giáo, họ không muốn phải gả các hoàng nữ cho các Rajput vì sợ con gái họ bị buộc phải đổi sang Ấn Độ giáo, đồng thời số "Dowry" buộc phải thỏa thuận có thể sẽ giúp bên thông gia Rajput thêm lớn mạnh, một điều mà triều Mughal luôn hạn chế.
Trái với Mughal thì triều đại Ottoman chủ trương cưới hoàng nữ hoặc tông thất nữ của mình cho nhiều thế lực lớn mạnh xung quanh nhằm tạo vây cánh, mà thông thường những người con rể này đều đạt được hoặc về sau gia tặng tước vị Pasha (پاشا). Tuy đạo luật Hồi giáo cho phép đàn ông quyền quý có thể có 4 người vợ hợp pháp, nhưng đại đa số trường hợp cưới các hoàng nữ Ottoman thì người chồng sẽ chọn giữ nguyên một vợ, nếu có người vợ trước thì sẽ ly hôn, như Nevşehirli Damat Ibrahim Pasha đã ly hôn vợ đầu để cưới Fatma Sultan, con gái của Sultan Ahmed III. Tình trạng này xảy ra là vì rất nhiều thế lực quý tộc vì kết hôn với hoàng nữ Ottoman mà có được sự thăng quan tiến chức nhanh chóng trong triều, cụ thể là dễ dàng đạt chức vụ Tể tướng trong thế giới Hồi giáo là Đại Vizia, và với tư cách con rể của một Sultan thì họ đạt được địa vị quốc thích với hoàng gia thông qua danh xưng Damat (داماد). Thời kỳ "Sultanate of Women" kể từ Hurrem Sultan cùng con gái là Mihrimah Sultan đã tạo bước đệm cho nhiều hoàng nữ của hoàng gia Ottoman có quyền can dự chính sự, rất nhiều cuộc hôn nhân của các hoàng nữ được định đoạt bởi các hoàng mẫu thái hậu hoặc hoàng hậu là mẹ của họ, từ đó thông qua hôn nhân của các hoàng nữ mà tạo được vây cánh ảnh hưởng triều chính. Hoàng nữ Mihrimah Sultan vì có được sự yêu thích từ cha cùng địa vị của người chồng mà ảnh hưởng rất lớn lên nền chính trị khi ấy của Đế chế. Con gái của bà, Ayşe Hümaşah Sultan, cũng được danh xưng "Sultan" và tiếp tục tạo sự ảnh hưởng trong triều qua sự sủng ái từ ông ngoại dành cho mẹ và chính bản thân. Thời đại Ottoman tuy ảnh hưởng Hồi giáo hà khắc nguyên bản, song đối với phụ nữ lại có nhiều ngoại lệ vượt trội, đặc biệt khi người phụ nữ ấy xuất thân từ hoàng gia, cho nên sự vượt trội của quân quyền cũng phần nào có ảnh hưởng. Điểm đặc biệt nhất là xã hội Ottoman cho quyền thừa kế tài sản của nữ giới mà không bị người chồng ảnh hưởng. Ngoại trừ "Dowry" được các sultan ban xuống sau khi kết hôn, nếu vị hoàng nữ ấy được ưa thích thì các vị sultan sẽ cố định những khoản trợ cấp riêng cho họ, Mihrimah Sultan có được quyền sở hữu tới 5 tòa cung điện và con gái bà Ayşe Hümaşah về sau thừa hưởng toàn bộ.
Tại các quốc gia Châu Âu theo Cơ Đốc giáo, vì tình trạng "Nhất phu nhất thê" tuyệt đối nên địa vị các hoàng nữ cùng vương nữ trong hôn nhân chỉ bị đe dọa trực tiếp bởi địa vị của người chồng, còn mối quan hệ giữa vợ chồng với nhau đều tùy thuộc vào thái độ của cặp đôi. Thông thường các hoàng nữ vương nữ đều gả cho những vua chúa trị vì của ngoại quốc tức "Royalty", hay kém nhất cũng là tầng lớp quý tộc ảnh hưởng chính trị được hưởng tước vị như "Aristocrat", do vậy quyền lợi vì quân quyền của họ bị xung đột với xuất thân của người chồng, bên cạnh đó còn là vì giáo lý Cơ Đốc giáo. Từ thế kỉ 19, tình trạng duy trì hoàng nữ vương nữ phải cưới "Royalty" hoặc "Aristocrat" cũng không còn cứng nhắc nữa, tuy nhiên lúc này quân quyền đi theo xã hội mới cũng chỉ còn ở danh nghĩa.

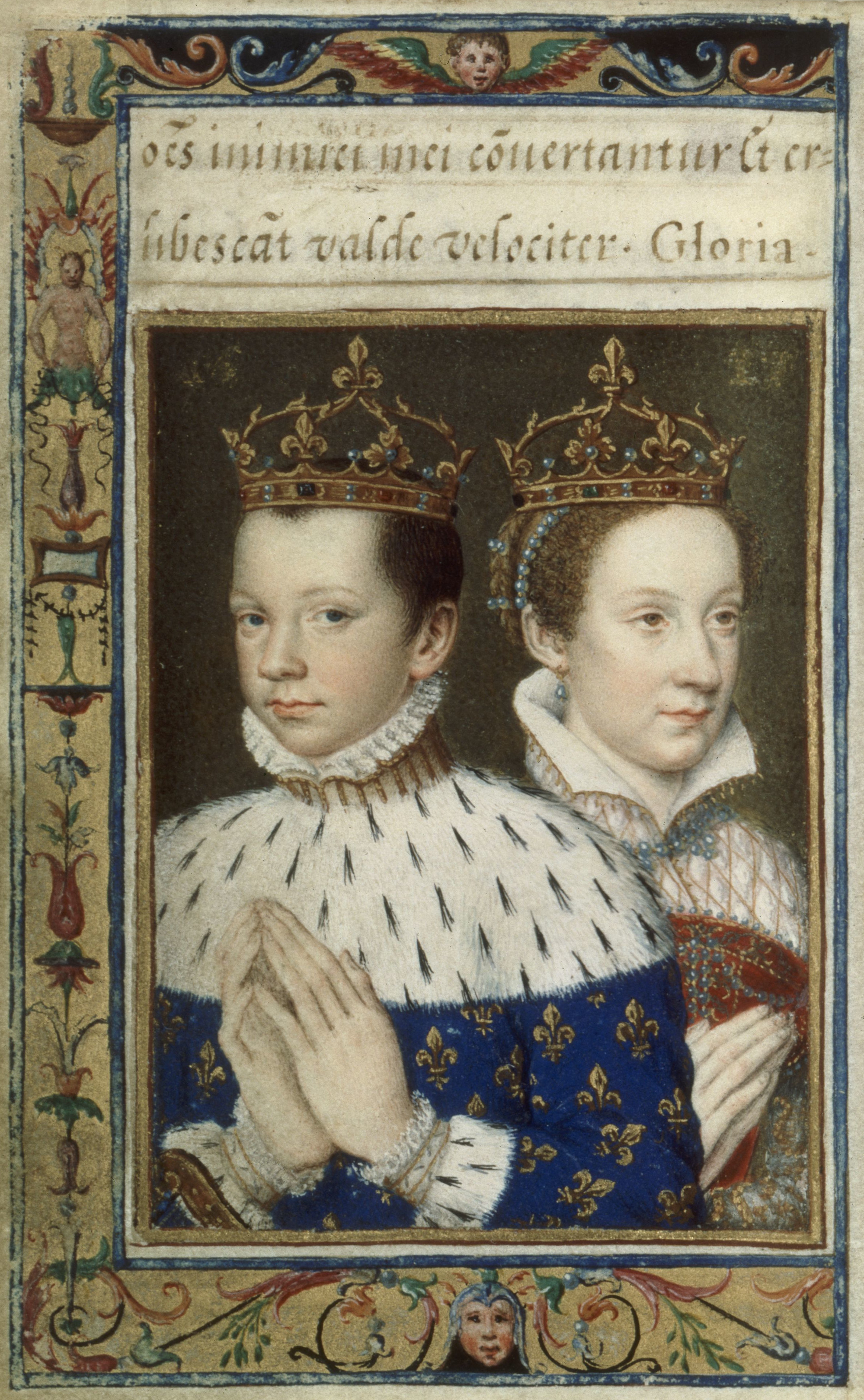
Nữ vương Mary của Scotland kết hôn cùng Quốc vương François II của Pháp.

Khi các hoàng nữ cùng vương nữ Châu Âu được gả cho nước ngoài, những khoảng bồi giá ("dowry") trong thỏa thuận hôn nhân sẽ được sắp xếp và do nhà gái gửi cho nhà chồng, ngược lại các bà sẽ được thỏa thuận hưởng phần dụng phí tại quốc gia mà mình được gả đến như một phần phí chu cấp từ nhà trai, tức "Dower", tạm gọi là hôn phí. Ví dụ trường hợp các vương nữ từ Aragon cùng Castilla khi gả cho các vị quốc vương Bồ Đào Nha, đều sẽ nhận những khoản thu nhập ("maintenance") đều có nguồn từ tô thuế tại Lisboa. Sau khi người chồng qua đời, các vị hoàng nữ vương nữ trong thời kỳ Trung Cổ và Hậu Phục hưng có tình trạng sẽ lựa chọn ở lại và nhận các khoản hôn phí từ triều đình nhà chồng để duy trì kiếp sống góa phụ. Hoặc nếu muốn tái hôn, họ sẽ phải trả lại các khoản hôn phí này cho triều đình nước ấy, họ sẽ có quyền đòi lại phần bồi giá khi trước và tái hôn với người khác. Dần về sau, rất nhiều trường hợp không thể đòi lại phần bồi giá do vấn đề chính trị, cũng như xã hội về sau càng có nhiều điều luật ngăn cấm ly hôn hoặc tái hôn, những chuyện có thể trao đổi hôn phí cùng bồi giá cũng không còn xảy ra nữa.
Cũng vì sự đặc quyền về quân quyền, phần lớn phụ nữ giai cấp cai trị ở Châu Âu đều có quyền thừa kế tước vị và đất đai, và đôi khi quyền thừa kế này còn được xem như một phần riêng biệt nằm trong hàng bồi giá khi họ xuất giá. Điều này khiến nhiều hoàng nữ cùng vương nữ về cơ bản có thể ngang bằng với người chồng của mình, chí ít là khiến người chồng không thể tùy tiện xem nhẹ họ nếu cuộc hôn nhân không đạt được sự hòa thuận. Rất nhiều quốc gia ở lục địa Châu Âu không theo Đạo luật Salic, nên cũng có nhiều quốc gia nhỏ, thường chỉ hàng Công tước hay Bá tước, sẽ giao toàn bộ quyền thừa kế cho người con gái lớn nhất trong trường hợp toàn bộ gia tộc của họ không còn hậu duệ nam giới. Có trường hợp các vị hoàng nữ cùng vương nữ ở Châu Âu được thừa kế một số lãnh địa từ cha mẹ, do đó vì bảo toàn quyền lợi của bản thân hoặc là con cháu của riêng mình, họ sẽ cân nhắc vào những cuộc hôn nhân để có lợi để giữ quyền sở hữu tài sản của mình dù đã kết hôn, ví dụ cho trường hợp này có Isabel I của Castilla, Mary, Nữ vương của Scotland, Aliénor xứ Aquitaine, Marie I xứ Bourgogne hay Anna I xứ Breizh. Những vị hoàng nữ vương nữ thừa kế này khi kết hôn sẽ đồng thời giữ tước hiệu trị vì riêng tại quốc gia của mình đồng thời giữ vị trí "Người vợ của Đức vua" tại quốc gia của người chồng, như Nữ vương Mary của Scotland đồng thời là "Vương hậu Pháp" lẫn "Nữ vương Scotland", trong khi Nữ vương Isabel của Castilla trở thành "Vương hậu Aragón" đồng thời là "Nữ vương Castilla" riêng biệt.
Tài sản của hoàng nữ vương nữ sau khi kết hôn cũng được biểu thị riêng biệt, đôi khi trở thành mục tiêu để sát nhập vương quyền, ví dụ như sau khi Isabel qua đời vào năm 1504 thì con gái bà, Juana I của Castilla, đã kế thừa ngai vị từ mẹ mình là "Nữ vương của Castilla". Sau đó, Juana mới kế vị làm "Nữ vương của Aragón" vào năm 1516, khi người cha là Ferrando II của Aragón qua đời, và đây là cơ sở tạo thành Tây Ban Nha thống nhất. Nữ công tước Anna xứ Breizh sau khi qua đời đã truyền quyền trị vì Công quốc Bretagne cho con gái cả Claude của Pháp, khiến Claude khi kết hôn với François I của Pháp giữ vị hiệu "Vương hậu của Vương quốc Pháp", đồng thời là "Nữ công tước xứ Breizh" từ mẹ mình một cách độc lập.

### Đông Nam Á và nơi khác
Tại các quốc gia Đông Nam Á, quyền lực về hôn nhân của các hoàng nữ cùng vương nữ có một sự đặc biệt khi phần lớn họ đều kết hôn nội tộc. Các vị Vương hậu Miến Điện là Supayalat, Meikhtila Supaya, Supayagyi cùng Supayalay đều là con gái của Mindon Min và kết hôn với người kế nhiệm và cũng là anh trai khác mẹ, Thibaw Min. Trước đó, vương nữ Hsinbyumashin kết hôn với Mindon Min, mà cả hai đều là anh chị em con chú bác, vì cả hai đều là cháu nội của Thái tử Thado Minsaw. Cũng như các quốc gia Hồi giáo, các vị Vua ở những nền quân chủ này đa phần đều là "Đa thê" đúng nghĩa, tức có nhiều hơn một "Vợ" cùng vô số "Tỳ thiếp", trong đó cần có một người Vợ cả đứng đầu và vị trí này thường do các vương nữ nắm giữ. Trong trường hợp không kết hôn nội tộc, các vương nữ ở các quốc gia này cũng có quyền đạt được thái ấp riêng của mình, cho dù họ quyết định ở giá mà không gả cho ai khác. Ví dụ như vương nữ Setkya Dewi - con gái Tharrawaddy Min - được ban thái áp và nhận danh hiệu "Công chúa trị vì" của các lãnh thổ Sagaing, Myedu, Kyangyun, Tharawaddy, và Della; lại có Thu Thiri Sanda Wadi - con gái Mindon Min - được ban thái ấp ở Taingda, Myothit và Natmauk; hoặc Chandra Saradavara - con gái của Rama V - được ban thái ấp tại Phichit; bản thân Nữ chúa Tribhuwana Wijayatunggadewi trước khi lên ngôi cũng được ban thái ấp tại Kahuripan.
Bản chất ở các quốc gia này là theo hình thái Hệ thống Mandala, điều này khiến quyền lực trung ương không tập trung được mà phân tán và kiềm chế lẫn nhau, các vị vương nữ không vì "Phu quyền" như Nho Khổng, hay "Tuân phục" như Cơ Đốc giáo cùng Hồi giáo Trung Đông mà gò bó bản thân, mà họ được che chở bởi 「"Quân quyền"」. Tuy nhiều quốc gia Đông Nam Á nhận giáo lý từ các tôn giáo lớn như Phật giáo, Ấn Độ giáo và nhất là văn hóa Mã Lai du nhập Hồi giáo, thế nhưng bản chất chính trị ở các quốc gia này khiến giáo lý chỉ làm nền tảng bổ trợ, lợi ích về "Quân quyền" dành cho mọi thành viên của vương thất vẫn có ngoại lệ. Cũng vì quyền lợi về "Quân quyền", các vương nữ đều có vai trò nhất định trong nền chính trị quốc gia và hưởng thụ đãi ngộ đặc thù vì là dòng dõi Vua chúa, nếu so với hoàng nữ cùng vương nữ của thế giới Nho Khổng thì họ có đặc quyền tương ứng. Nhiều vị vương nữ vì có thái ấp và đất phong riêng nên thường không gả cho người khác, nếu có phải gả đi thì người chồng cũng là các thế lực lớn do cha hoặc anh em trai của họ lựa chọn. Khi được gả làm Vương hậu cho các Quốc vương ngoại quốc, họ vẫn có thể sử dụng ảnh hưởng của mình lên sự trị vì của người chồng, như một người Vương hậu vốn là vương nữ Champa của Kertawijaya thuộc Majapahit, được ghi nhận là một người theo đạo Hồi và đã khiến cả vương thất này cải đạo. Lại có trường hợp Vương hậu Mahendradatta, vốn là con gái Quốc vương Makutawangsawarddhana của Vương quốc Medang, sau trở thành Vương hậu của Vương quốc Bali. Thông qua việc là vương nữ của Medang, lại trở thành Chính hậu của Vương quốc Bali đang phụ thuộc Medang, khiến cho các sử gia nhận định thực tế rằng việc Mahendradatta được cưới cho Quốc vương Bali là một ý tưởng từ cha bà, khiến bà là "Nữ vương của Bali" hơn là một Vương hậu.
Tại thế giới Địa Trung Hải, các vị vương nữ trong lịch sử Hy Lạp cổ đại ít khi được đề cập nếu họ không kết hôn, hoặc nếu có đề cập thì cũng là trong thần thoại với vai trò Nữ Tư tế phụng sự thần linh, như Cassandra của thành Troy. Cũng như xu hướng kết hôn của Châu Âu hoặc Đông Nam Á, các vương nữ ở Hy Lạp cổ đại khi kết hôn cũng thường sẽ gả cho Vua chúa hoặc Lãnh tụ có thế lực lớn tương ứng. Vương quốc Ai Cập cổ đại là một trong những nền văn minh sớm nhất còn để lại tương đối rõ ràng tập tục hôn nhân của dòng dõi Vua chúa, và cũng như xu hướng ở Đông Nam Á thì họ cũng áp dụng hôn nhân trong nội tộc và cũng chỉ trong nội tộc. Tuy không phải Ai Cập cổ đại là nơi duy nhất có hiện tượng này, nhưng lại được biết đến thành biểu tượng của 「Intermarriage」 hay "Hôn nhân nội tộc" trong tri thức nhân loại. Đối ứng với Ai Cập, Hy Lạp cổ đại cũng xuất hiện phổ biến hôn nhân nội tộc, như chị khác mẹ của Alexander Đại đế là vương nữ Cynane kết hôn với người anh em họ nội, Amyntas IV của Macedon.

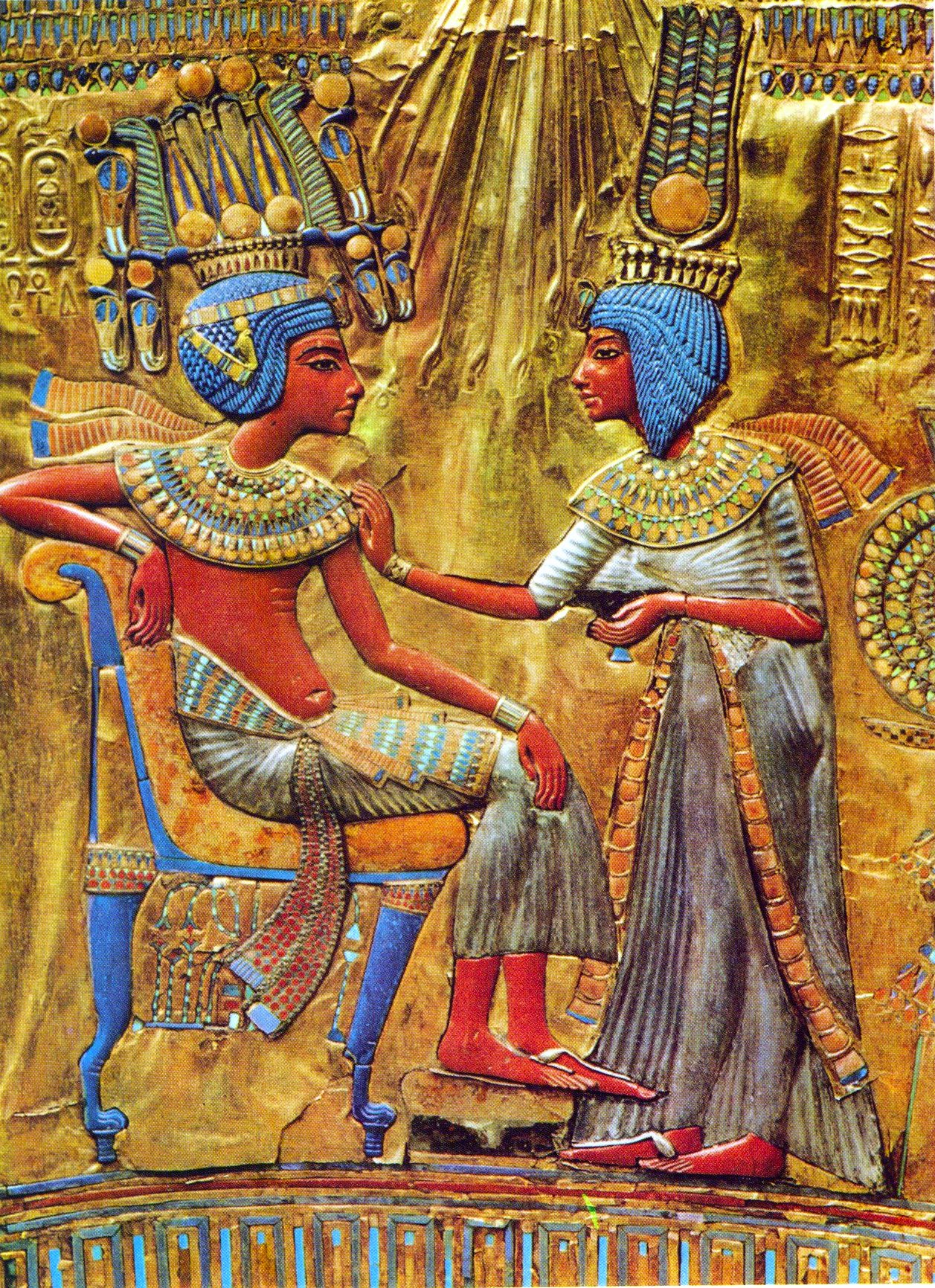
Cặp đôi nội hôn nổi tiếng của Ai Cập cổ đại: Pharaoh Tutankhamun và chị gái khác mẹ Ankhesenamun.

Trường hợp nội hôn của Ai Cập được ghi nhận một cách xác định, sớm nhất ở vương triều thứ 4, khi con gái của Pharaoh Sneferu là Hetepheres cưới người anh khác mẹ là Tể tướng Ankhhaf, và sau đó là Pharaoh Khufu (con trai của Sneferu) cưới người chị em gái là Meritites I. Ngoại trừ những người sẽ trở thành Hậu phi cho các Pharaoh, hoặc trở thành Chính phi cho anh em trai của mình như Hetepheres, thì rất ít khi thấy được trường hợp đề cập các vị vương nữ kết hôn với người ngoại tộc. Ví dụ cho chuyện này là khi Amenhotep III từ chối lời đề nghị hôn nhân giữa con gái Pharaoh với Quốc vương Babylon, nói rõ rằng:「"Từ xưa không có con gái Pharaoh nào được trao cho kẻ khác (ngoại tộc)"」. Trái lại, giống như các Vua chúa tại quốc gia Hồi giáo Trung Đông, các Pharaoh cổ đại lại rộng rãi thu nạp con gái của Quốc vương ngoại quốc vào hậu cung và cho vị trí Thứ thê, bởi vì họ sẽ đem lại rất nhiều "Dowry" cùng một lượng lớn Tùy tùng theo hầu vào Ai Cập.
Những trường hợp cá biệt nằm ngoài quy luật này cũng xảy ra vì tình hình chính trị, ví dụ như góa phụ của Tutankhamun là Ankhesenamun đã phải cưới Tế tướng Ay - người rất có thể là ông ngoại của bản thân Ankhesenamun, và từ đó Ay trở thành Pharaoh kế sau Tutankhamun trong một chuỗi diễn biến chính trị hiện đã không còn ghi chép cụ thể. Con gái của Ay là Mutnedjmet, do vậy không phải vương nữ từ khi sinh ra, nhưng vẫn có danh hiệu Hereditary Princess (Iry-pat), sau đó được Đại tướng quân Horemheb kết hôn và khiến Horemheb trở thành Pharaoh sau khi Ay qua đời. Cả hai trường hợp của Ankhesenamun và Mutnedjmet đều hi hữu vì ngai vàng Ai Cập không có người thuộc dòng dõi Vua chúa để thừa kế. Một trường hợp khác là Tia, bởi vì bà sinh ra trước khi Paramessu lên ngôi, nên bà không phải là vương nữ ngay từ đầu như Mutnedjmet, bởi lẽ đó bà là một trong số ít các vương nữ Ai Cập được gả cho người ngoại tộc, và chồng bà cũng tên Tia, sau trở thành Đốc công quản lý Ngân khố thời Pharaoh Ramesses II. Trong kinh Tanakh của người Do Thái, có ghi nhận 「"Con gái Pharaoh"」 được cưới cho Quốc vương Solomon của Israel, tuy nhiên tính xác thực của chuyện này bị nghi ngờ. Nhiều học giả cho rằng ghi chép này của kinh Tanakh chỉ là một ước lệ hóa, vì vương triều Ai Cập chỉ kết hôn nội tộc, và thông qua chi tiết con gái Pharaoh gả cho Quốc vương Israel thì ngầm ám chỉ vương quốc Ai Cập khi này đã rất suy yếu mà phải dựa vào tiền tài của Israel. Ngoài ra, Jeroboam cũng được nói là có vợ là con gái một Pharaoh.
Triều đại Ptolemy vốn dĩ là người Hy Lạp nên theo kiểu "Một vợ một chồng" một cách chính thức, bên cạnh kết hôn gần như truyền thống ở Ai Cập cổ đại thì họ còn để các vương nữ cưới các vị Vua có thế lực láng giềng Ai Cập khi ấy, Seleucid cùng Macedonia, đây là bởi vì Macedonia là đất tổ của nhà Ptolemy trong khi Seleucid là quê hương của Cleopatra I Syra - tổ tiên nhà Ptolemy từ đời Ptolemy V Epiphanes. Mở đầu cho việc này là hai con gái của Ptolemy I Soter là Lysandra và Philotera, người đầu được cưới cho Alexandros V của Macedonia và người em được cưới cho một quý tộc Macedonia không rõ tên. Sau đó dưới thời Ptolemy VI Philometor, vương nữ Cleopatra Thea cưới Alexandros Balas của Seleucid rồi thậm chí tự làm Nữ vương khi đồng trị vì với hai con trai là Seleucus V Philometor và Antiochus VIII Grypus. Tiếp đó dưới thời Ptolemy VIII Physcon, vương nữ Tryphaena cưới Antiochus VIII Grypus, rồi em gái là Cleopatra Selene cưới Antiochus VIII Grypus sau khi Tryphaena qua đời, rồi lại cưới liên tiếp hai vị Quốc vương "Antiochus" của Seleucid, tức Antiochus IX Cyzicenus cùng Antiochus X Eusebes, sau đó noi theo người dì để làm Nữ vương khi nhiếp chính cho con trai, Antiochus XIII Asiaticus. Chính sách của triều đại Ptolemy thiên về kiểu "Gia đình trị" rất đặc thù, ngoại trừ các bà vợ vốn là chị em gái của các Pharaoh có quyền đồng trị vì cùng anh/em trai kiêm chồng của mình kể từ khi Cleopatra II trục xuất chồng kiêm em trai là Ptolemy VIII Physcon. Bên cạnh đó, các vị vương nữ là con gái của các Pharaoh cũng có thể cùng cha mình trị vì, thậm chí là với người mẹ, như trường hợp của Cleopatra III đồng trị vì với mẹ là Cleopatra II, sau đó lại có Berenice IV Epiphaneia đồng trị vì cùng mẹ ruột Cleopatra V Tryphaena lẫn mẹ kế Cleopatra VI Tryphaena. Trường hợp của Arsinoe IV - em gái khác mẹ của Nữ vương Cleopatra VII Philopator - là một ví dụ điển hình cho quyền lợi đồng trị vì của đại đa số vương nữ triều Ptolemy, khi bà đồng cai trị với em trai Ptolemaios XIII Theos Philopator trong khi không cần kết hôn với người này.
Bên cạnh đó, vấn đề các Pharaoh cưới chính con gái mình trở thành một đề tài tranh cãi, khi các Pharaoh nổi tiếng nhất của lịch sử Ai Cập là Amenhotep III, Akhenaten và Ramesses II đều được ghi nhận tiến hành gia phong danh hiệu 「"The Great King's wife"」 cho các con gái ruột trong thời kỳ mình trị vì, mà người đầu tiên được ghi nhận là Sitamun, con gái của Amenhotep III và Tiye. Nếu không tính giả thiết Sitamun là con gái của Amenhotep II như một số học giả nhận định, thì còn có Meritaten và Ankhesenamun dưới thời Akhenaten, và Bintanath, Nebettawy cùng Meritamen dưới thời Ramesses II. Hiện tại rất nhiều nhà nghiên cứu cho rằng việc các vương nữ Công chúa được cha mình ban danh hiệu "The Great King's wife" chỉ là một hình thức trao tặng danh hiệu, giống như các tôn hiệu này chỉ là một hệ thống tôn vinh mà không có ý nghĩa thực tế, nếu xét ra thực tế thì điều này rất giống việc "Tôn xưng Hoàng hậu" của hoàng gia Nhật Bản.

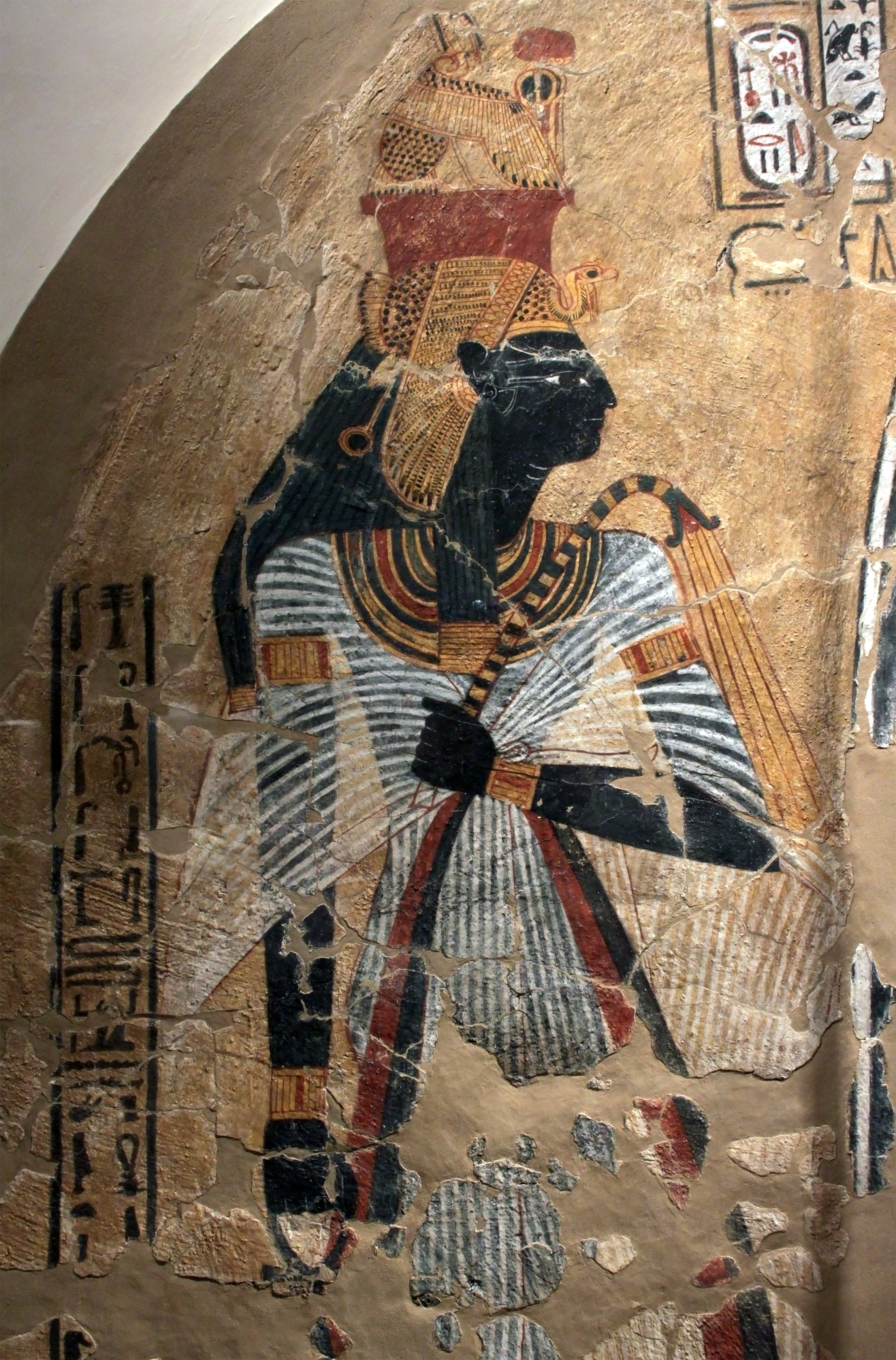
Ahmose-Nefertari - con gái Pharaoh Seqenenre Tao và là chị kiêm vợ của Pharaoh Ahmose I
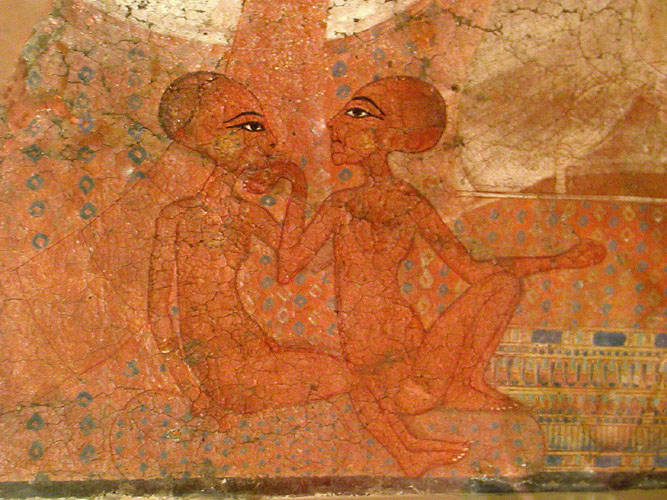
Hai con gái của Pharaoh Akhenaten, Neferneferuaten Tasherit và Neferneferure
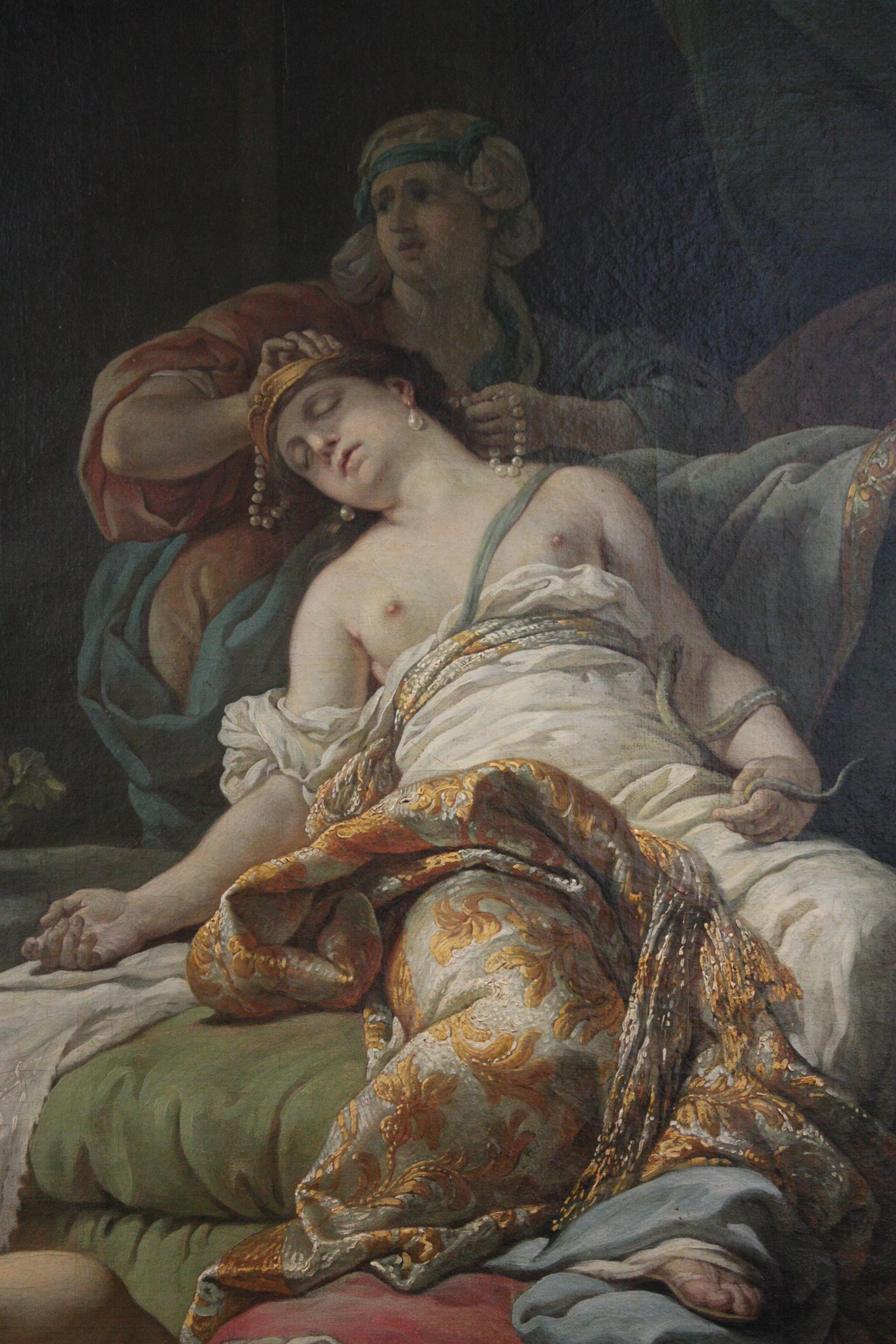
Cleopatra VII Philopator - hay đơn giản là "Cleopatra", người cuối cùng nhà Ptolemy

### Xu hướng Cận hôn
Gả cho thành viên gần trong hoàng gia cùng vương thất là một xu hướng được hình thành trong nhiều thế kỉ của nhiều triều đại khắp Châu Á sang Châu Âu, thế nhưng khái niệm này được biết đến chủ yếu qua các nền quân chủ ở Châu Âu, được gọi là 「Royal intermarriage」. Ví dụ cho xu thế này phải kể đến dòng dõi thuộc hàng nổi tiếng và lâu đời bậc nhất, nhà Habsburg.
Sự hình thành xu thế này tại các quốc gia Nho Khổng đều dựa trên việc con cái của nữ giới là "Người ngoài", mối quan hệ này trong chữ Hán gọi là Biểu thân (表親). Khi các vị hoàng nữ cùng vương nữ gả đi, sinh ra con cái, thì những người con cái ấy có thể được tính toán hôn nhân cho những người con họ nội trong hoàng tộc vương thất, chủ yếu là để "gia tăng thân thiết" trong nhà với nhau, đây là cơ sở cho cách nói Thân thượng gia thân (親上加親; "Thân càng thêm thân") trong quan niệm Đông Á nói chung. Cũng bởi vì xem hậu duệ nữ giới đều là người ngoài, việc anh em cô cậu cưới nhau ở thời xưa thường không bị xem là loạn luân. Từ Tiên Tần, khi hôn nhân giữa chư hầu còn duy trì đã xuất hiện dạng cận hôn này, như Lỗ Trang công kết hôn với Ai Khương - cháu gọi bằng cô của mẹ ông, Văn Khương. Từ triều Hán đến triều Đường, quan hệ anh em cô cậu lấy nhau trở nên hết sức phổ biến, dẫn đến nhiều nhà có quan hệ lâu đời với hoàng thất, hình thành hệ thống "Cô biểu thân" (姑表親) của hoàng gia, mà thông thường một dòng họ có ân điển làm Phò mã thì cũng kèm theo là việc con gái nhà đó làm Thê tử cho Hoàng tử Tông thân. Bởi vì cũng chỉ là họ ngoại, nên gia tộc Phò mã các đời đều chỉ được xem ngang với gia tộc Hậu phi, tức là ngoại thích. Và cũng bởi vì là "ngoại thích", cho nên từ triều Tống đến triều Thanh với tâm lý chuyên chế đã hạn chế việc một dòng dõi Phò mã liên tiếp kết thân với hoàng gia, không muốn một "Gia tộc bên ngoài" cứ nhiều đời chỉ vì là con của hoàng nữ Công chúa mà liền có lợi trong quan trường. Tại các quốc gia Châu Âu, ban đầu cũng chỉ vì nhắm đến quyền thừa kế của nữ giới thông qua "Dowry" và "Jure uxoris" cùng hạn chế Quý tiện kết hôn, khiến nhiều dòng dõi Vua chúa trị vì ưa thích tuyển chọn hôn phối cho bản thân hoặc những người thừa kế những cô dâu có dòng dõi tương xứng. Và khi toàn bộ thế hệ đầu kết hôn như vậy, thì sẽ nảy sinh thế hệ tiếp theo đều có quan hệ anh em chú bác hoặc anh em cô cậu với nhau, và để tiếp tục tránh việc "Quý tiện kết hôn" thì thế hệ này lại kết hôn với nhau, trở thành một mạng lưới "Cận hôn" rất đặc trưng tại dòng dõi Châu Âu. Đặc biệt, các thế lực cạnh tranh nhau càng có xu hướng chọn việc liên hôn này, bởi vì về lâu dài thì sẽ dẫn đến một trong hai sẽ "nuốt" ngai vàng của bên còn lại, hoàn thành mục đích xâm chiếm qua hôn nhân. Hai cụm thế lực Anh-Pháp cùng Aragón-Castilla là những nhóm thế lực vừa cạnh tranh nhau nhưng lại thường ký kết hôn nhân với nhau từ sớm và đều có quan hệ theo "Biểu thân", như Edward III của Anh là con trai của Isabelle, do vậy cũng là cháu gọi bằng cậu của các vị Quốc vương Pháp là Louis X, Philip V cùng Charles IV, từ đó tạo tiền đề cho việc nước Anh tuyên bố "Ngai vàng Pháp" thông qua Chiến tranh Trăm Năm. Quốc vương Ferrando I của Aragón vốn là người nhà Trastámara với tư cách là con trai thứ hai của Juan I của Castilla, sau do có mẹ là Alionor của Aragón thuộc nhà Barcelona nên gọi Quốc vương Martin của Aragon là cậu, đồng thời khi Martin qua đời thì Fernando cũng kế thừa Aragon, khiến nhà Trastámara chiếm đến hai vương triều ở Aragon và bản quốc Castilla.
Ở hai thế giới Á-Âu, việc cưới gả cho "Biểu thân" bên họ mẹ hoặc bên họ cô cậu phổ biến ngang nhau và cũng là dạng "kết hôn họ gần" phổ biến nhất, nhưng cùng họ nội lấy nhau tương đối hiếm thấy dù cũng xảy ra. Gia tộc Habsburg phát nguồn từ Áo nổi tiếng trong vấn đề hôn nhân gia tộc tại Châu Âu, chủ yếu là vì họ có truyền thống nội hôn khi anh em họ trong gia tộc họ nội lấy nhau, mối quan hệ mà Hán ngữ gọi là Đường thân (堂親). Việc này bắt đầu kể từ khi con gái của Hoàng đế Karl V là Nữ Đại Công tước María cưới người em họ Maximilian II của Thánh chế La Mã - con trai của em trai của Charles là Ferdinand II của Thánh chế La Mã. Trong khi đó, con trai duy nhất của Charles là Felipe II của Tây Ban Nha cũng cưới người cháu Anna - con gái giữa em họ Maximilian và em gái ruột María của bản thân ông. Thế hệ của Felipe tiếp tục truyền thống này, khi con gái Isabel Clara Eugenia kết hôn với Albert VII, Đại công tước của Áo - một người con trai của người em họ kiêm em rể Maximilian; còn con trai ông, Felipe III của Tây Ban Nha, kết hôn với Margaret - con gái của Charles II, Đại công tước của Áo, một người con trai khác của người chú Hoàng đế La Mã Ferdinand. Chung quy chính là hai nhánh Habsburg ở Tây Ban Nha và ở Thánh chế La Mã kiêm Đại công quốc Áo đều sẽ liên hôn lẫn nhau, bảo đảm mỗi thế hệ ít nhất có người kết hôn vào nhánh chính thống kế vị. Thực tế việc các dòng dõi Vua chúa lựa chọn kết hôn xu hướng "Đường thân" này lại tương đối phổ biến mà không phải chỉ riêng nhà Habsburg. Trước đó nhánh ngoại của họ, nhà Trastámara, sau khi có ngai vàng Aragón và Castilla cũng quyết định hôn nhân "Đường thân" này để gắng kết hai nhánh, khi cho con gái của Enrique III của Castilla là María cưới con trai của em ông (tức Fernando I) là Alifonso V của Aragón, sau đó là cuộc hôn nhân của Quân chủ Công giáo đã nhập ngai vàng Aragon cùng Castilla của nhà Trastámara dưới thời Nữ vương Juana. Một đối thủ cũ của nhà Habsburg là nhà Valois nắm giữ ngai vàng Pháp, sau khi tách nhánh ra các xứ Burgundy, Orléans và Angoulême thì cũng thường dùng hôn nhân để hi vọng giữ vững quyền vị chính thống, như Charles Dũng cảm của Bourgogne trước khi kế vị Công tước đã được cưới người chị em cùng họ, Catherine của Pháp, Bá tước phu nhân xứ Charolais - con gái của Charles VII của Pháp. Nguyên nhân của xu hướng này được cho là quan niệm 「"Thuần huyết thống"」 giữa thân thích với nhau, vừa tránh được thế lực họ ngoại vừa vẫn có thể có hậu duệ. Đối với các gia đình hoàng triều vương thất, vì chiếm đoạt quyền lực tuyệt đối mà họ có nhiều tư tưởng bảo hộ quyền lợi rất cực đoan, việc cưới gả trong dòng dõi gần có thể là muốn cho các đời vĩnh viễn đều có dòng máu gần gũi, tài sản và quyền thừa kế cũng sẽ chỉ xoay vòng trong gia tộc.

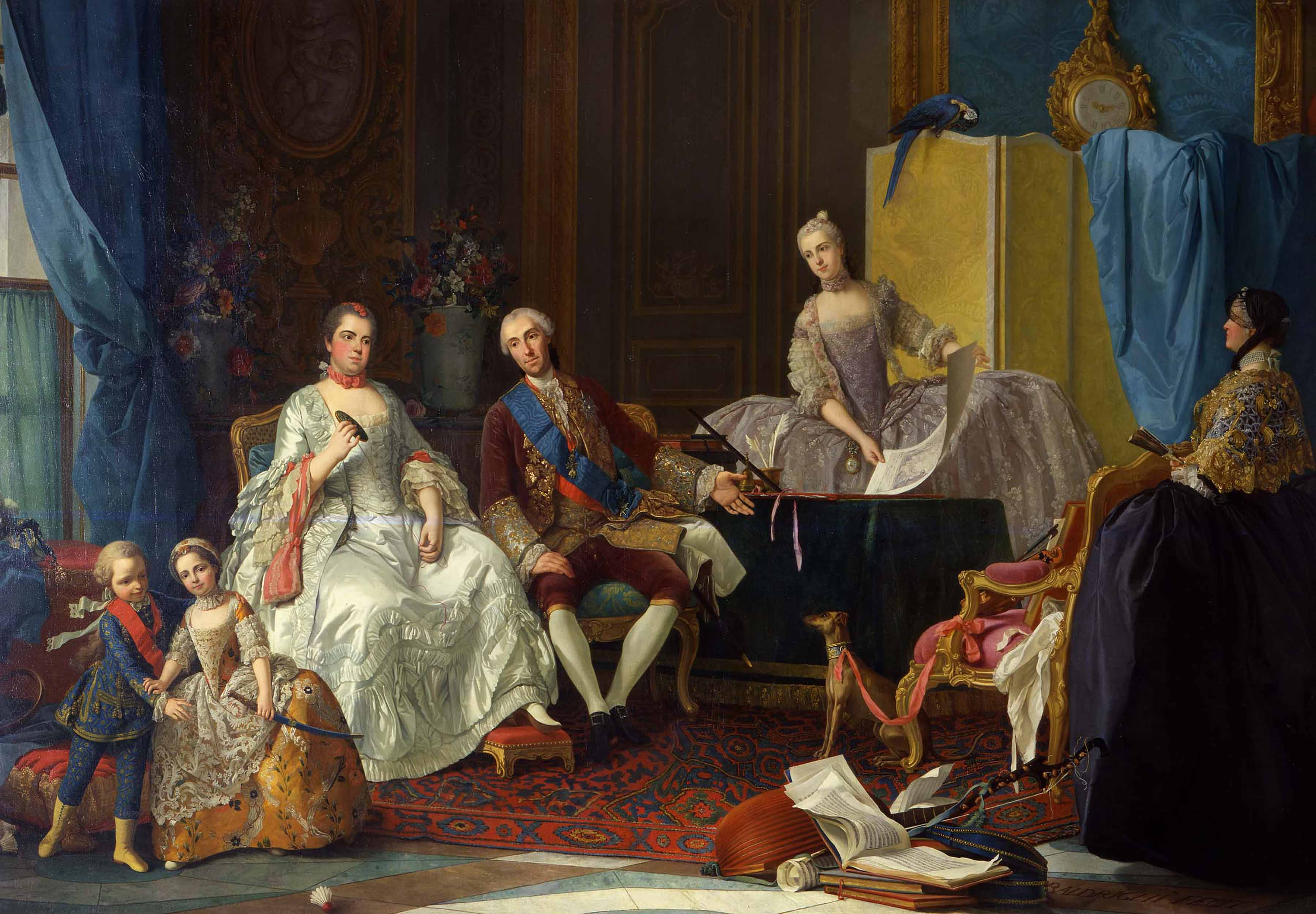
Gia đình Công tước Parma. Vợ chồng họ, Infante Philip cùng Madame Louise Élisabeth, đều là anh em trong họ nội vương triều Bourbon.

Sau khi có được ngai vàng Tây Ban Nha, nhà Bourbon cũng áp dụng chính sách kết hôn "Đường thân" này như việc sắp xếp Louis XV của Pháp cưới người chị em họ Infanta Mariana Victoria, khi cả hai cùng chung ông nội là Thái tử Louis - con trai cả của Quốc vương Louis XIV của Pháp. Nhưng cuộc hôn nhân giữa Louis XV và Infanta Maria Victoria không thành công, thế là nhà Bourbon lại sắp xếp hôn sự giữa em gái của Maria Victoria là Infanta María Teresa Rafaela với con trai của Louis XV, Louis Ferdinand. Cuộc hôn nhân này giữa hai nhánh Bourbon cũng không có kết quả khi Infanta Maria Teresa Rafaela chết trẻ và chỉ sinh một con gái yểu mệnh. Tuy nhiên nhà Bourbon cũng kịp liên kết qua phân nhánh Bourbon trị vì Công quốc Parma, thông qua hôn nhân giữa con trai của Philip V là Infante Filipe với con gái cả của Louis XV là Madame Louise Élisabeth của Pháp. Con gái họ, María Luisa của Parma, tiếp tục được cưới cho cháu nội của Philip V là Carlos IV của Tây Ban Nha và duy trì truyền thống hôn nhân "Đường thân" này về sau tiếp nữa.
Gia tộc nhà Bragança của Bồ Đào Nha từ thời Nữ vương Maria cũng chuộng việc hôn nhân "Đường thân", khi chồng bà - Quốc vương Pedro III của Bồ Đào Nha - là chú của bà, con trai của João V của Bồ Đào Nha, cha chồng đồi thời cũng là ông nội Maria. Một gia tộc lâu đời không kém Habsburg là nhà Wittelsbach, một đại gia tộc có gốc Đức, cũng không thoát khỏi quy luật hôn nhân gần, tuy nhiên họ lại thường cưới gả cho một chi rất xa của bổn tộc Wittelsbach bởi vì họ phân nhánh rất rộng, bao gồm Bayern, Thụy Điển cùng Kurpfalz.

## Vấn đề khác

### Vai trò dòng dõi và quyền kế vị
Ở hầu hết các khối quốc gia, bỏ qua những chuyển biến lịch sử đặc thù thì thông thường phụ nữ không có quyền trực tiếp kế thừa ngai vị. Tuy vậy ở một số nền văn hóa, bản thân Hoàng nữ Vương nữ tuy không thể trị vì, nhưng những hậu duệ nam giới của họ thì lại có quyền kế vị. Về vấn đề này thì ta có thể chia ra nhóm thế giới Nho Khổng cùng Ả Rập Ba Tư, bao gồm cả Tiểu lục địa Ấn Độ, chia sẻ chung quan điểm 「Nữ giới "không có vai trò" duy trì dòng dõi Vua chúa」. Trong khi đó ở các nhóm quốc gia còn lại, đặc biệt là nhóm Đông Nam Á, thì lại có quan niệm 「Nữ giới "có vai trò" duy trì dòng dõi Vua chúa」.
Nhóm quốc gia Nho Khổng cùng Ả Rập Ba Tư đều xem trọng dòng dõi dựa vào nam giới, tuy cách thể hiện tương đối có khác biệt. Điểm cơ bản nhất ở hai khối quốc gia này, chính là nhìn nhận rằng 「"Người mẹ không có quyền kế thừa"」, biểu hiện ở việc vô số vị Vua chúa hoặc Lãnh tụ địa phương đạt quyền lực dựa vào việc là con trai của một người cha hay tổ tiên có thế lực trong quá khứ, hoặc chỉ đơn giản là dựa vào vũ lực như Alauddin Khalji, hoặc nhóm Mamluk hay các Sultan của Ai Cập, mà không dựa vào việc là con của một người mẹ. Một biểu hiện khác chính là Vua chúa ở hai nền văn minh này hầu như không có tình trạng kế vị ngai vàng của ông ngoại hoặc họ hàng bên mẹ của mình, một thứ biểu hiện rằng "Quyền lợi kế vị" từ người mẹ không hiện hữu. Gần như ngược lại, khác quan điểm với nhóm Nho Khổng và Ả Rập Ba Tư, thì hầu hết các quốc gia Đông Nam Á cùng Châu Âu - bỏ qua các quốc gia theo Luật Salic - đều xem phụ nữ có quyền thừa kế gia sản của cha ông mình nếu gia tộc ấy không còn nam giới. Bởi vì nhìn nhận nữ giới vốn có vai trò 「"Duy trì dòng dõi Vua chúa"」 mà nhiều người là con trai, thậm chí là chồng của Vương nữ ở các quốc gia Đông Nam Á và một số quốc gia Châu Âu, vì có được "Dòng dõi Vương thất qua người mẹ" mà chiếm đoạt được ngai vàng, trong vài trường hợp lại trở thành một dạng điều kiện cần thiết để kế vị. Tại Châu Âu, ví dụ điển hình nhất có trong lịch sử Anh khi nhà Tudor trở thành biểu tượng hợp nhất giữa Lancaster cùng York đều là dựa vào quyền lợi từ dòng dõi của nữ hệ: trong khi Henry VII đại diện nhà Lancaster qua dòng dõi của mẹ ông, Lady Margaret Beaufort, còn nhà York lại là từ vợ ông, Elizabeth xứ York. Còn tại Đông Nam Á, có trường hợp của Maha Thammarachathirat của nhà Sukhothai do có vợ là Wisutkasat - con gái của vị Quốc vương tiền nhiệm Maha Chakkraphat. Hoặc như vị Quốc vương vĩ đại Bayinnaung của Miến Điện, vốn cũng vì cưới con gái của Mingyi Nyo là Atula Thiri Maha Yaza Dewi mà sau này có được quyền thế và kế vị ngai vàng nhà Toungoo.
Vương quốc cổ Champa tại miền Trung của Việt Nam cũng thể hiện quan niệm dòng dõi nữ hệ của Vua chúa có quyền kế vị, thời kỳ Hoàn Vương của Champa trong Tân Đường thư chép lại Quốc vương Kanharpadharma, tên Hán là Phạm Đầu Lê (范头黎), sau khi qua đời thì gặp biến khiến cả nhà đều bị diệt sạch. Người trong nước ban đầu lập con rể nhưng nhanh chóng bị phế, có một số xin lập con gái duy nhất còn lại của Đầu Lê làm Nữ vương, nhưng sau đó lại lấy lý do vì "Nữ làm Vương không thể định quốc" cho nên quyết định chọn lập Chư Cát Địa (諸葛地) kế vị, lý do mà họ đưa ra chính là bởi vì xét theo dòng dõi thì Chư Cát Địa vốn là 「Con trai của người cô của Đầu Lê; 頭黎之姑子」. Sau đó Chư Cát Địa cũng cưới con gái Đầu Lê làm Vương hậu, vị Chư Cát Địa này có Vương hiệu theo chữ Phạn là Vikrantavarman I trong lịch sử Champa. Thời kỳ Chiêm Thành, có trường hợp Trà Hoa Bồ Đề vốn là con rể của Chế A Nan, nhưng vì cậy thế lực mạnh mẽ mà vượt người thừa kế hợp pháp của Chế A Nan là Chế Mô để lên ngôi.

### Đích thứ và tư sinh
Tuy rằng các quốc gia Châu Âu chịu ảnh hưởng từ Cơ Đốc giáo mà chủ trương một vợ một chồng, nhưng tình trạng tình nhân của Vua chúa quý tộc vẫn xuất hiện. Rất nhiều Vua chúa có con riêng với tình nhân, nhưng pháp luật quy định tính hợp pháp của con cái đều dựa vào hôn nhân, vì vậy những người con này, 「"Tư sinh tử nữ"; 私生子女」, đều không có hưởng quyền lợi dòng dõi Vua chúa. Trường hợp đặc thù xảy ra ở trường hợp Mary I của Anh cùng Elizabeth I của Anh, vì hôn nhân của hai người mẹ mà từng bị xem là con ngoài giá thú. Còn tại Thân vương quốc Monaco, Thân vương Louis II không có con hợp pháp, và dưới áp lực về phía Pháp, ông chấp nhận con gái riêng là Princess Charlotte, Bà Công tước xứ Valentinois, có quyền kế thừa vương vị Monaco.
Nam giới các khối Khổng giáo như các nước Đông Á cùng Hồi giáo hoặc Phật giáo như Đông Dương, tuy rằng đa số là hình thức "Một chồng một vợ", nhưng cũng có trường hợp chấp nhận "Nhiều vợ" (Bình thê hay Đa thê), bên cạnh đó họ cũng có "Nhiều thiếp", những hậu duệ về mặt sinh học của một nam giới trong các loại xã hội này đều được xem là con hợp pháp. Điều này đối với một Quân chủ càng tự do hơn, không cần biết là do Vợ cả, Vợ thứ hoặc Tỳ thiếp sinh ra, tất cả con gái đều được công nhận là Hoàng nữ hoặc Vương nữ, chỉ là địa vị của họ sẽ thường không đồng nhất. Ở các quốc gia Đông Dương cùng Mã Lai không có cụm danh từ chung nào để chỉ loại thân phận con của Vợ cùng Thiếp, còn tại Đông Á thì các con trai do người Vợ sinh ra, bao gồm Bình thê lẫn Đa thê, đều là 「Đích nữ; 嫡女」; còn con gái do các loại Thiếp sinh ra là 「Thứ nữ; 庶女」. Thông thường con gái do Hoàng hậu hoặc Chính phi sinh ra sẽ có địa vị khác hơn Hậu cung sinh ra, như triều Thanh có riêng vị hiệu Cố Luân Công chúa dành cho con gái của Hoàng hậu, hay triều Nguyễn cũng quy định của hồi môn cho con gái Hoàng hậu khác hẳn Hoàng nữ khác (xem chi tiết). Bên cạnh đó, việc sinh hạ Hoàng nữ trong cung đình không được xem là hệ trọng, nhiều Hậu phi chủ tử sinh nhiều con gái nhưng cũng không đáng ghi nhận bằng sinh một con trai, nếu vị Hoàng nữ ấy mất sớm thì càng không cần nói đến.
Từ thời Tây Hán, phụ nữ đã từng kết hôn đều không được xem là thích hợp vào cung, con gái riêng của người vợ thường không được nhận vào họ chồng. Tuy trường hợp con trai riêng được người chồng nhận đã xảy ra (xem chi tiết), thế nhưng con gái từ xã hội xưa vốn đã kém hơn con trai một bậc, họ căn bản không thể 「"Nối dõi Tông đường"」 nên thường không cần thiết miễn cưỡng thu nhận. Vì lý do này, Vương Hoàng hậu sang thời Hán Vũ Đế mới nhận lại con gái Kim Tục giữa bà và chồng trước. Mà con gái riêng của Quý phi Vi Khuê tuy thụ phong được vị hiệu Định Tương Huyện chúa, nhưng bị ghi là "Tông thất nữ" - lảng tránh sự thật Huyện chúa là con gái riêng của Quý phi.

### Vấn đề học vấn
Trình độ học vấn của phụ nữ trước khi nam nữ bình đẳng tương đương thấp, tuy nhiên nhóm con gái Vua chúa là Hoàng nữ cùng Vương nữ bởi vì có ưu đãi về "Quân quyền" mà không thuộc phương diện này. Ở thế giới Nho Khổng tại Đông Á, tuy không có quy định cấm nữ giới học tập, thế nhưng vì có quan niệm 「"Nữ tử vô tài lợi cho đức"」, ám chỉ việc nữ giới nên xem trọng đức hạnh hơn là tài học, vì vậy phạm vi "nội dung học tập" của họ thường chỉ là việc nhà, ví dụ chuyện may vá hoặc chuyện bếp núc, đây đều được gọi chung là Nữ công (女工). Tuy nhiên, tư tưởng trên chỉ xuất phát từ trong một cuốn gia huấn của nhà Nho bình thường cuối đời Minh, tư tưởng này về sau cũng chỉ được áp dụng mạnh mẽ ở những gia đình tương tự từ cuối Minh về sau, còn con gái hoàng thất thường không bị tư tưởng này kiềm hãm.
Từ đời nhà Hán, hoàng gia nữ quyến có học vấn cao tuy không được đề cập thường xuyên bằng các Hoàng tử Tông thân, nhưng qua những bài "Bi sầu ca" (悲愁歌) của Lưu Tế Quân, bài "Hư Trì dịch đề bình phong" (虛池驛題屏風) của Nghi Phương công chúa, hay chuyện Đường Thái Tông khen con gái Lâm Xuyên công chúa dùng thư pháp giỏi như con gái của Vương Hi Chi,... có thể thấy trình độ học vấn của nữ quyến hoàng gia đều không qua loa, thậm chí là luôn rất được chú trọng. Nội dung học tập của họ, đến cuối đời Thanh vẫn giữ như cũ là nằm ở tri thức thực sự chứ không chỉ là về chuyện nữ công. Mặc dù truyện về Hình Quốc Đại trưởng công chúa thời Tống có nói đến việc bà "Giỏi về chuyện nữ công", thế nhưng vì vấn đề thân phận mà họ tuy rằng họ thường sẽ "biết đến", nhưng khả năng áp dụng thực tế lại không cao, điều này không chỉ với Hoàng nữ mà Tông thất nữ cũng tương tự. Cũng như ở Trung Quốc, đến Việt Nam và Nhật Bản cũng thấy phụ nữ hoàng gia đều có học hạnh được xem là cao, như thời nhà Nguyễn có nhóm Tam Khanh (ba chị em Quy Đức, Mai Am và Huệ Phố), nhóm "Tam thập lục ca tiên" (Sanjūrokkasen) cũng có Nội Thân vương dự vào (Thức Tử Nội Thân vương),... Về đối tượng làm "thầy giáo" cho họ, nhận định thông thường cho rằng họ sẽ chỉ được mẹ, bà nội hoặc các Nữ sư (tức Phó mẫu) dạy riêng, thế nhưng phụ nữ hoàng gia có đủ tư cách do thầy giáo nam giới giảng dạy mà không chỉ có Nữ sư, ví dụ điển hình nhất là chuyện về Nguyễn Phi Khanh cùng Trần Thị Thái, con gái Trần Nguyên Đán.
Tại các quốc gia tôn giáo Abraham hay nơi khác nữa, tình huống cũng tương tự như vậy, phụ nữ vì vấn đề vai trò cùng địa vị trong xã hội mà "phạm vi" kiến thức của họ cũng bị hạn chế theo. Vấn đề giáo dục đối phụ nữ tầng lớp bình thường có thể chỉ về phương diện "Nữ công" (như Jane Seymour), nhưng đối với con gái Vua chúa thì luôn có thể rộng rãi, ví dụ điển hình là từ thời cổ đại có Cleopatra thông hiểu tương đối nhiều ngôn ngữ, trong đó có tiếng Ai Cập cổ đại. Ngoài ra còn có Catalina của Aragón, không chỉ được các thầy giáo danh tiếng giảng giải về đa ngôn ngữ mà còn là các phương diện toán học, luật pháp cùng triết học. Đây đều là vì "Quân quyền" đem đến cho họ. Kể từ Catalina, thầy dạy cho bà là Juan Luis Vives viết nên "The Education of Christian Women" khuyến khích vấn đề trau dồi học vấn của phụ nữ theo Cơ Đốc giáo, nhấn mạnh vai trò cai trị của một con gái dòng dõi Vua chúa cũng nên được coi trọng. Thế giới Hồi giáo từ trong Kinh thánh cổ đã khuyến khích nữ giới học tập, do đó cũng có sự rộng rãi về giáo dục cho nữ giới Vua chúa. Tuy nhiên tuy danh nghĩa "tự do", nữ giới Hồi giáo chủ yếu bị vai trò làm mẹ và làm vợ hạn chế trong suốt cuộc đời, nên kiến thức mà họ tiếp thu cũng chỉ để phục vụ vai trò này. Với thân phận con gái Vua chúa, các nữ quyến hoàng gia vương thất Hồi giáo trong vấn đề học vấn lại có tự do hơn, phụ thuộc vào ý thức chủ quan của bản thân họ hơn, ví dụ như Hoàng nữ Ulayya bint al-Mahdi, con gái Caliph Al-Mahdi, được biết đến là một nhà thơ nữ và là nữ nhạc công.

## Nhân vật đáng chú ý
Thế giới Khổng giáo

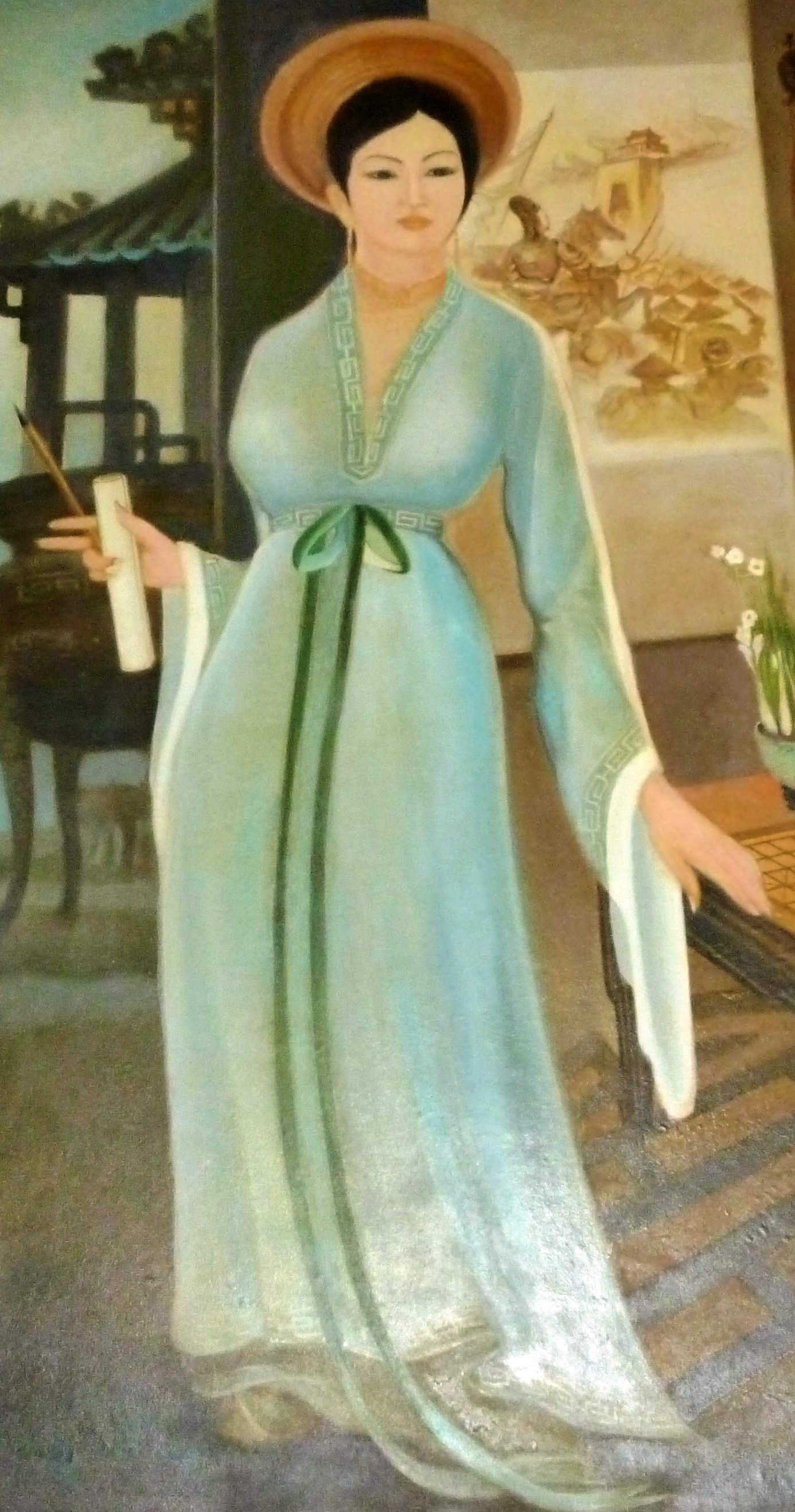
Lê Ngọc Hân - con gái của Lê Hiển Tông và là một người vợ của Quang Trung
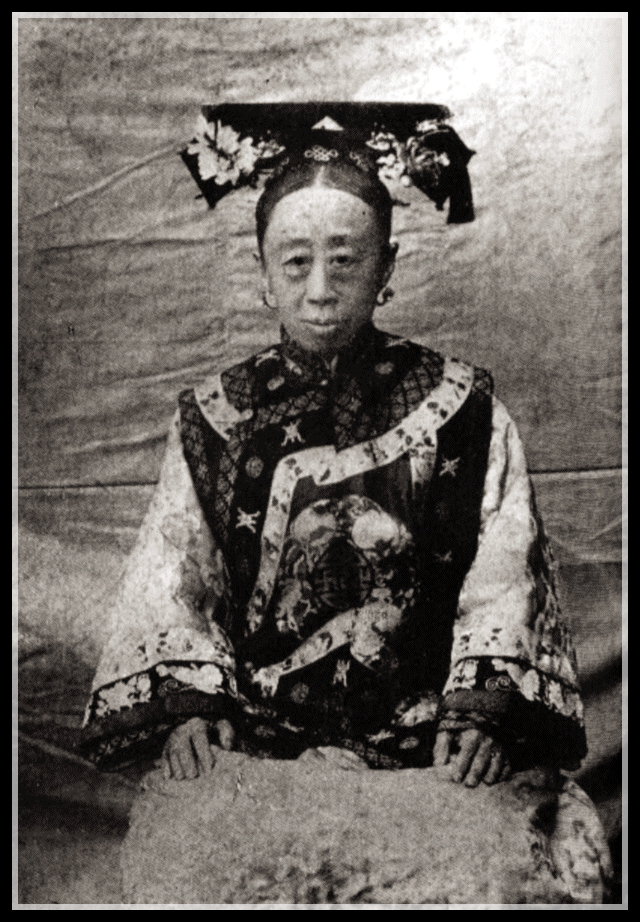
Vinh Thọ Cố Luân công chúa - con gái cả của Cung Trung Thân vương Dịch Hân và là con gái nuôi của Từ Hi Thái hậu
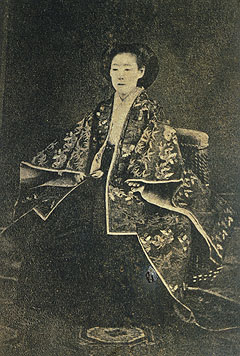
Thân Tử Nội Thân vương - con gái thứ 8 của Thiên hoàng Ninkō, "Hàng giá" gả cho Tokugawa Iemochi
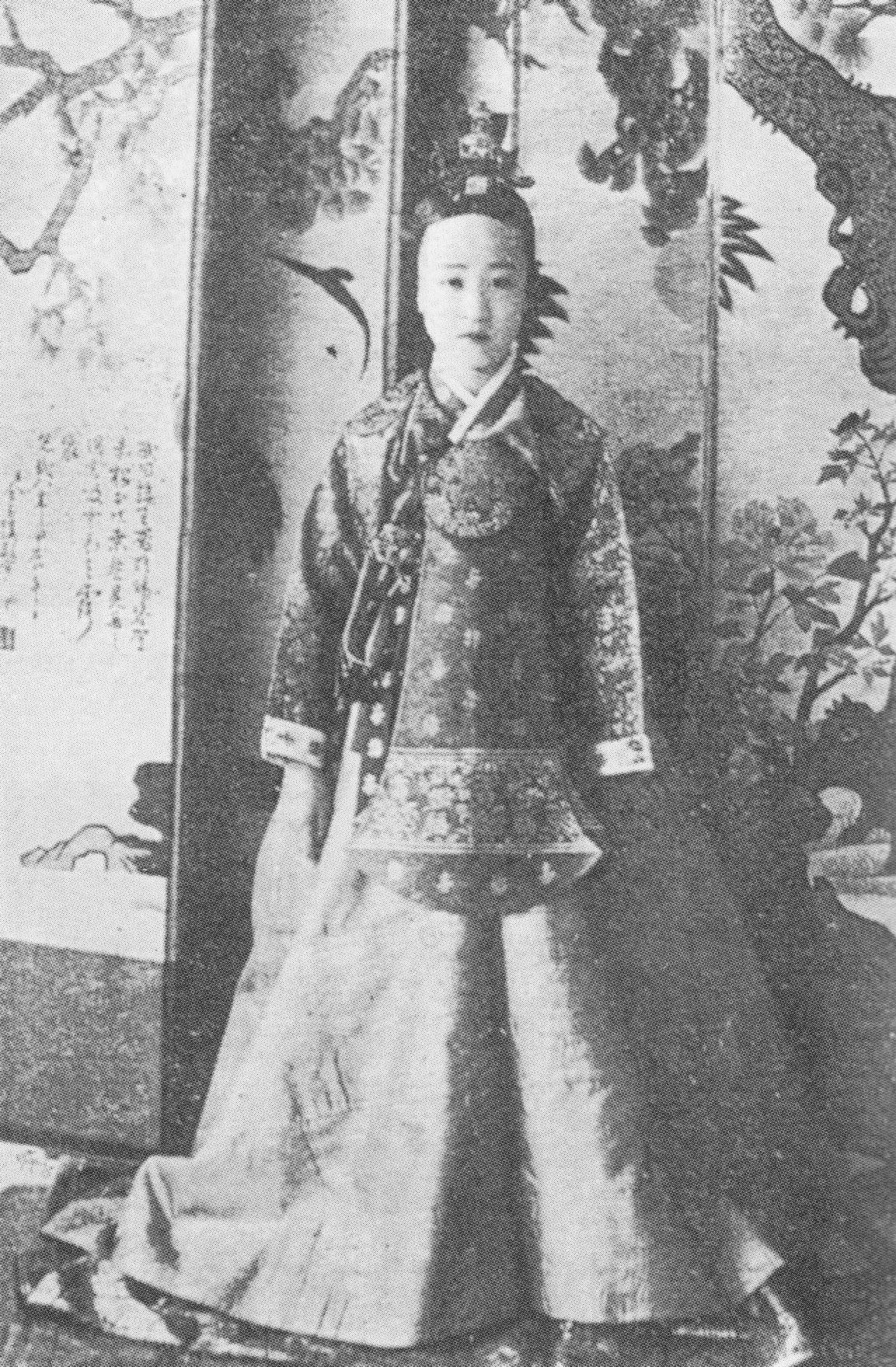
Đức Huệ Ông chúa - con gái thứ út của Triều Tiên Cao Tông

Thế giới Cơ Đốc giáo

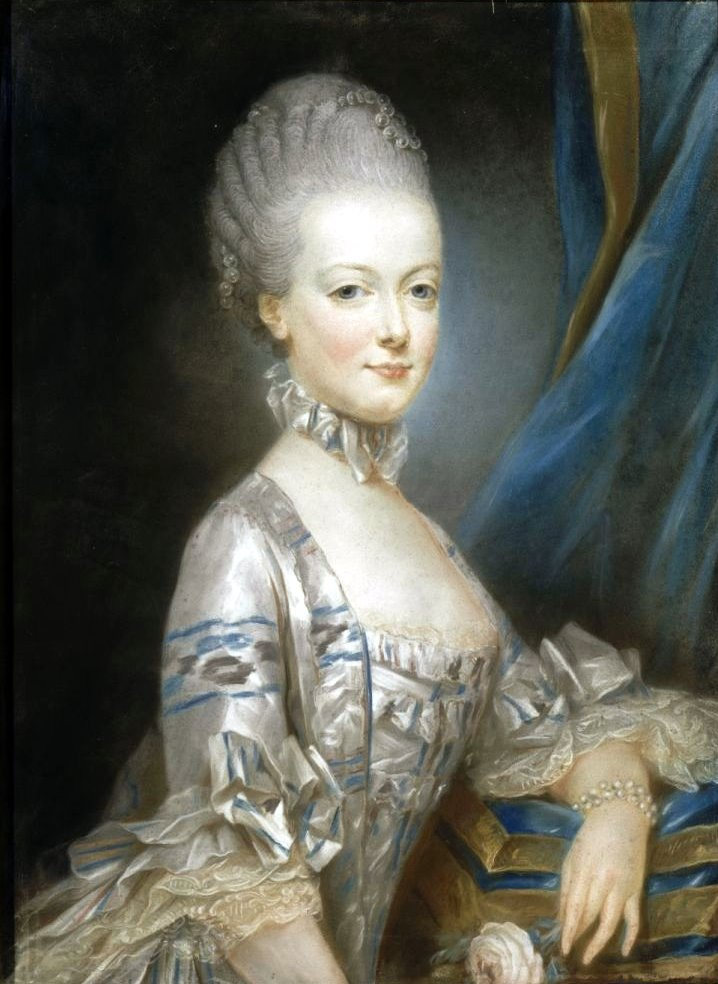
Nữ Đại Công tước Maria Antonia, Vương hậu nước Pháp - con gái út của Hoàng hậu Maria Theresia của Thánh chế La Mã
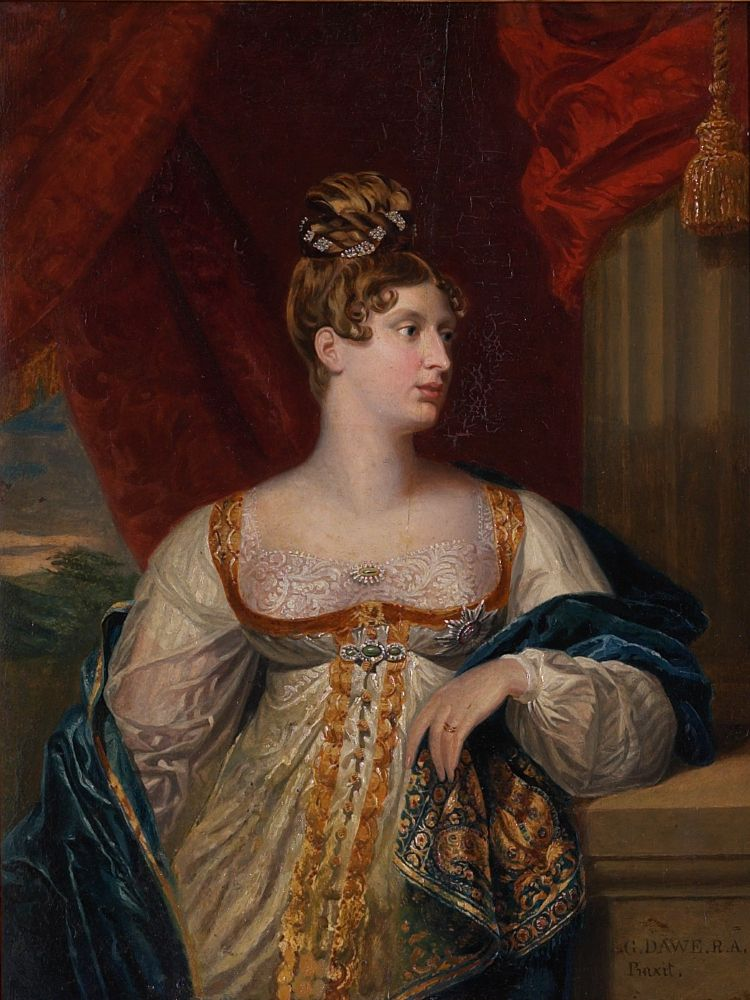
Vương tôn nữ Charlotte xứ Wales, Princess Leopold of Saxe-Coburg-Saalfeld - con gái duy nhất của Quốc vương George IV của Anh
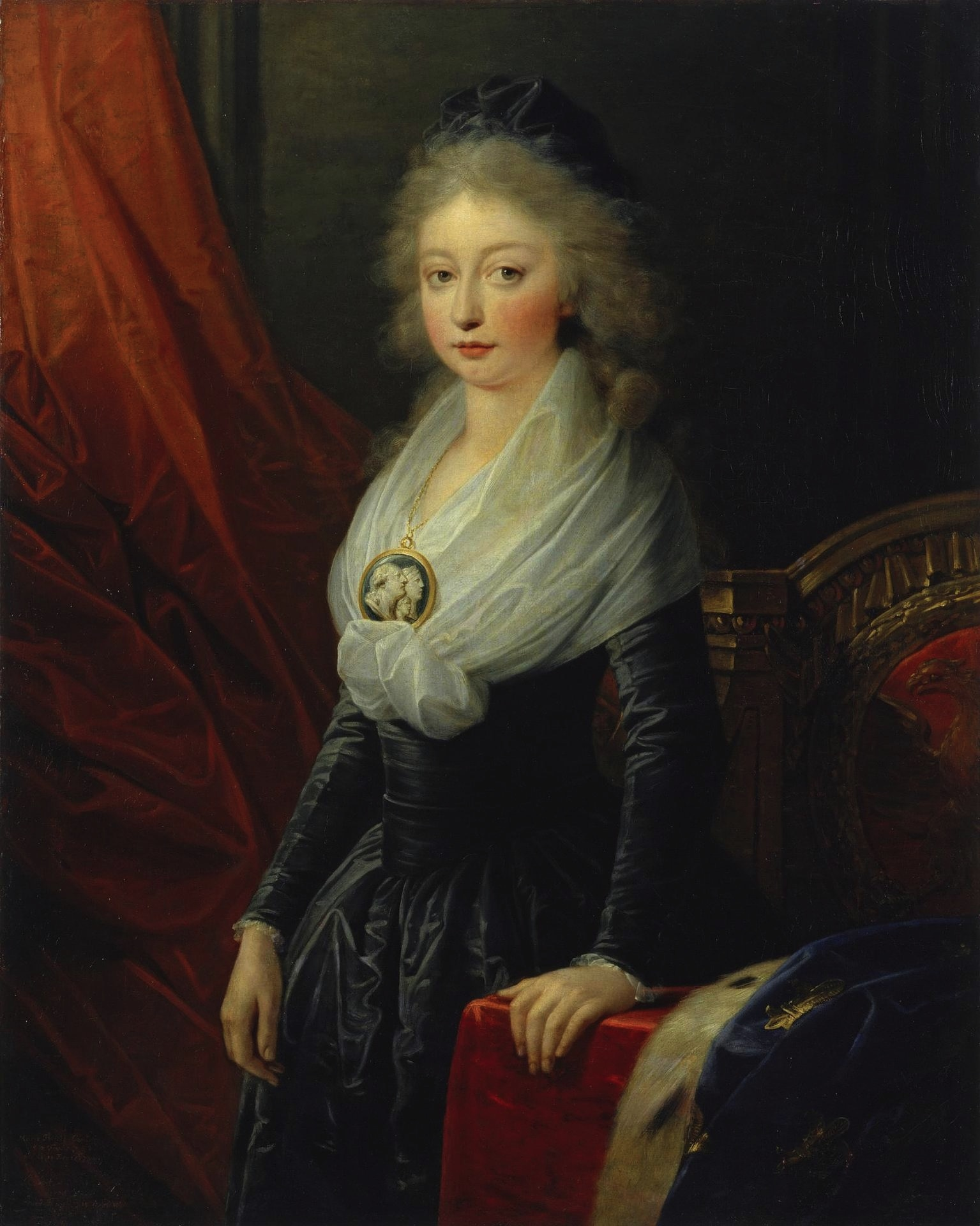
Marie Thérèse, Madame Royale - con gái cả của Quốc vương Louis XVI của Pháp cùng Maria Antonia của Áo
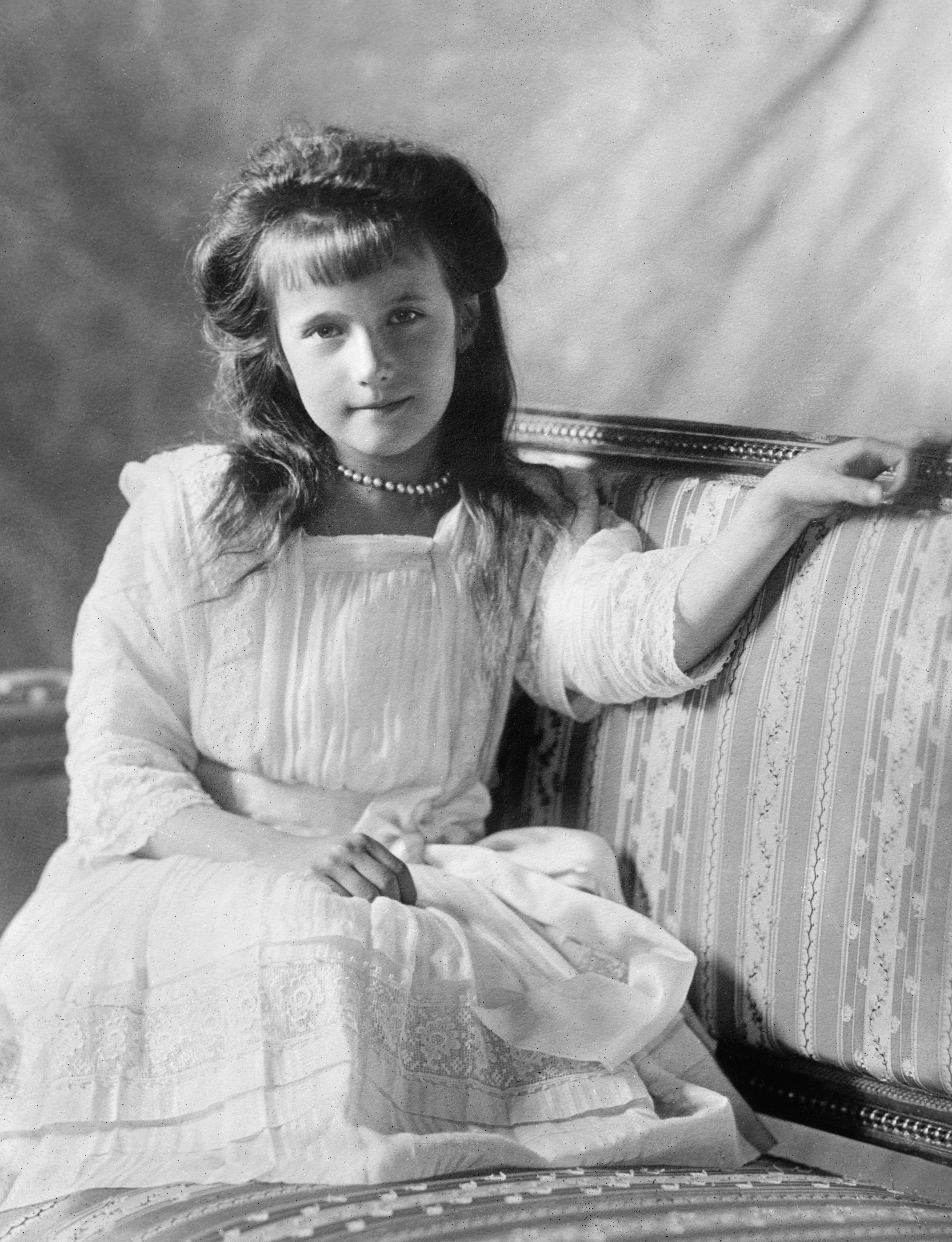
Anastasia Nikolaevna, великая княжна - con gái út của Hoàng đế Nicholas II của Nga

Vùng văn hóa khác

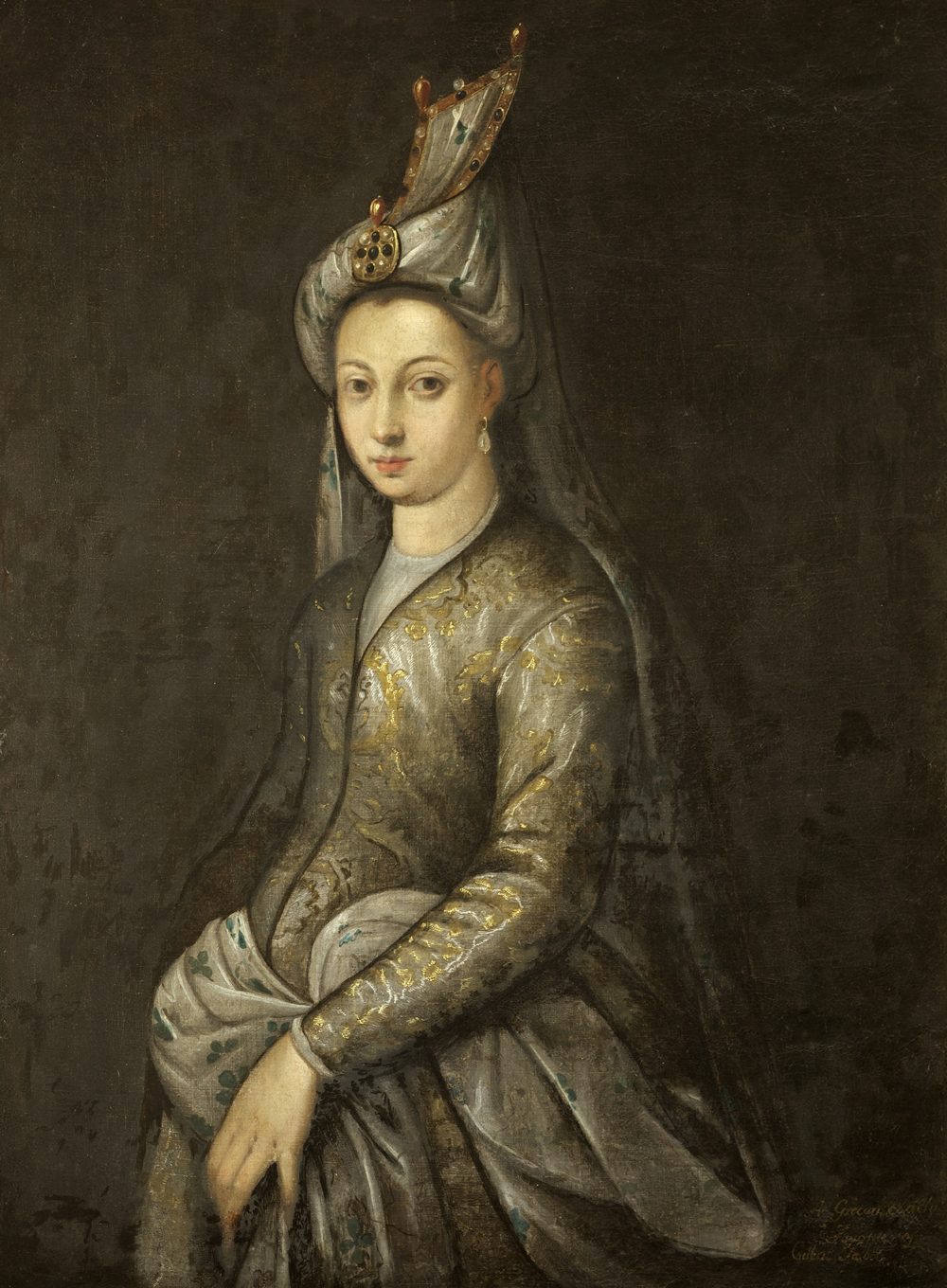
Mihrimah Sultan - Hoàng nữ của Đế quốc Ottoman, con gái của Sultan Suleiman I
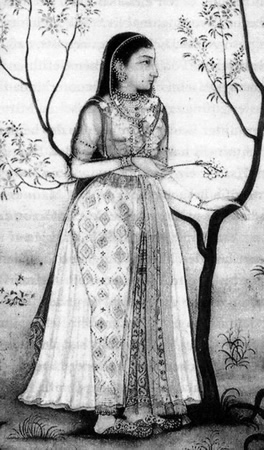
Jahanara Begum - Hoàng nữ của Đế quốc Mughal, con gái cả của Hoàng đế Shah Jahan
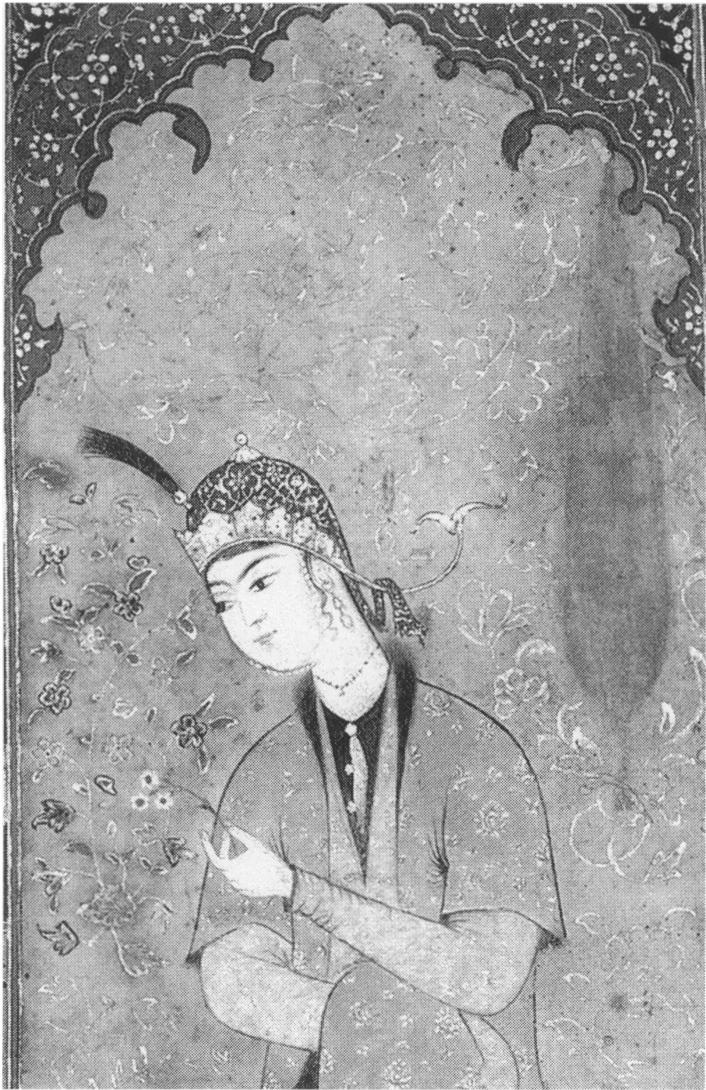
Pari Khan Khanum - Vương nữ của Safavid, con gái của Shah Tahmasp I
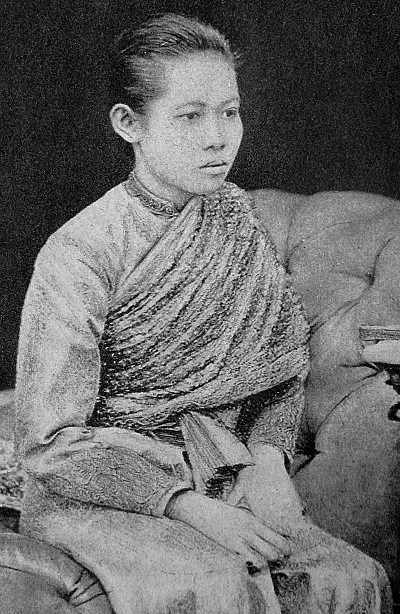
Sri Savarindira, Somdetch Phra Phan Vassa Ayika Chao - Vương nữ và sau là Thái phi của Thái Lan, bà nội của Rama IX
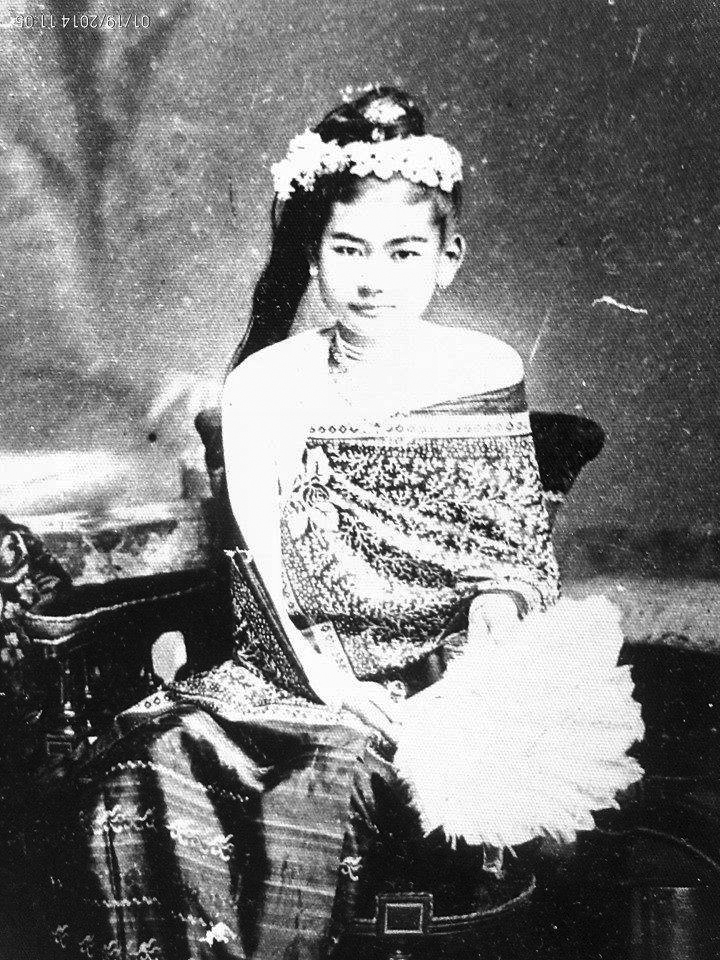
Thu Thiri Sanda Wadi, Tinetarr Mainnsamee - Vương nữ của Miến Điện, con gái của Mindon Min
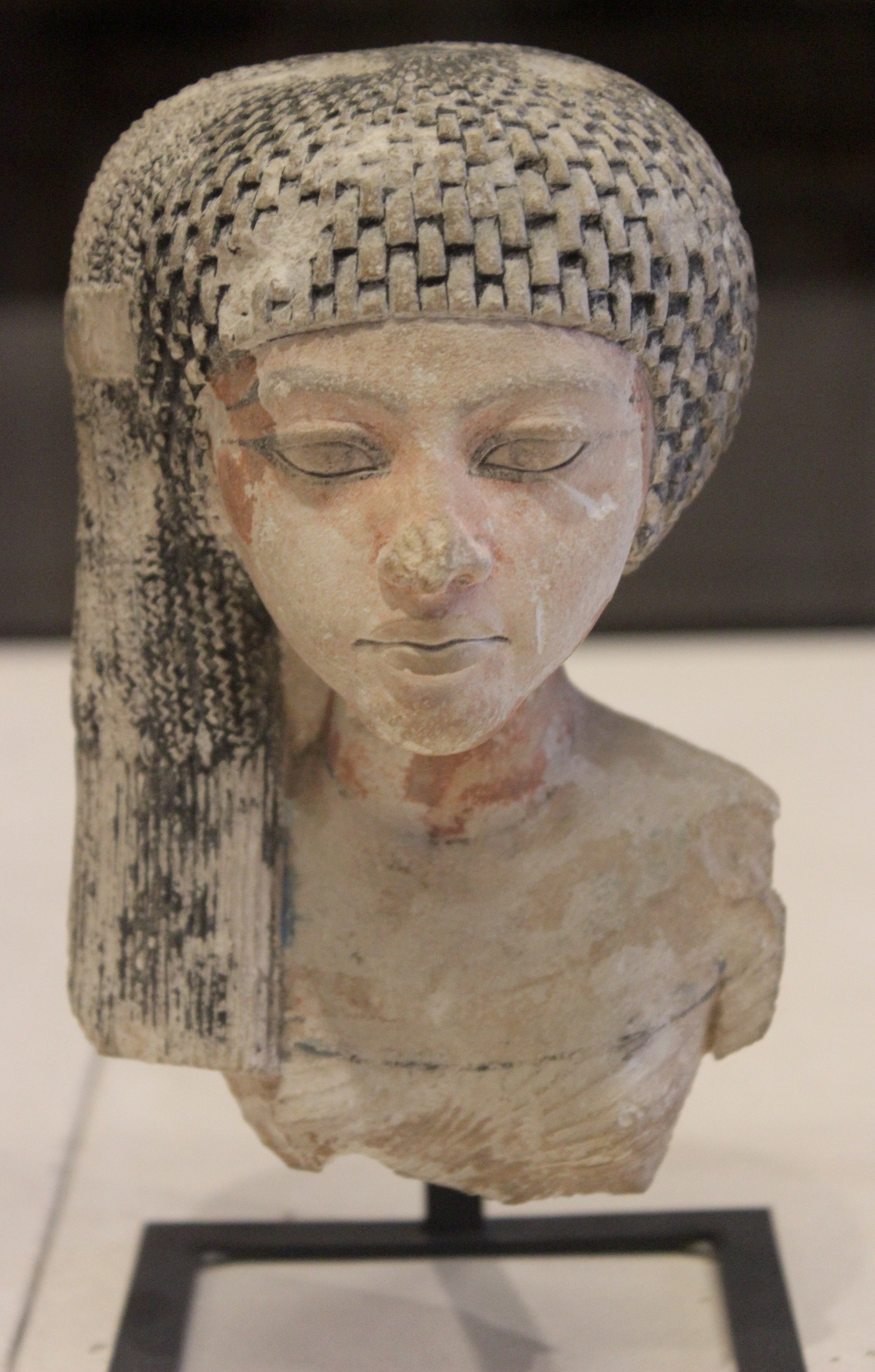
Meritaten, s3t-niswt - con gái của Pharaoh Akhenaten cùng Nefertiti